# Poeta de guerra

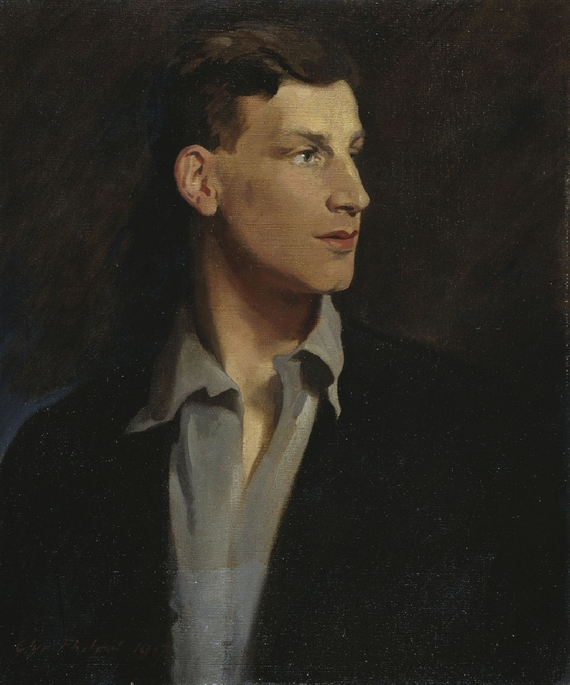
Siegfried Sassoon, poeta de guerra britânico famoso por sua obra escrita durante a Primeira Guerra Mundial.

Um poeta de guerra ou poeta bélico é um poeta que participa de uma guerra e escreve sobre suas experiências, ou também um não combatente que escreve poemas sobre a guerra. O termo mais comum em inglês (war poet)  é aplicado a aqueles que serviram durante a Primeira Guerra Mundial, mas também pode ser aplicado a qualquer poeta que escreva sobre guerra, desde a Ilíada de Homero, até a guerra da Crimeia, ou qualquer outra. Existem também muitas formas de abordar o assunto, desde a exaltação à tristeza, horror ou miséria; desde canções de vitória, até sátiras contra o inimigo, incitações à vingança etc. O mesmo autor pode mudar sua abordagem, como por exemplo Siegfred Sassoon passou do romantismo patriótico para incorporar em seus poemas a desolação e o desastre da guerra em tom pacifista.

## Poemas e poetas de guerra

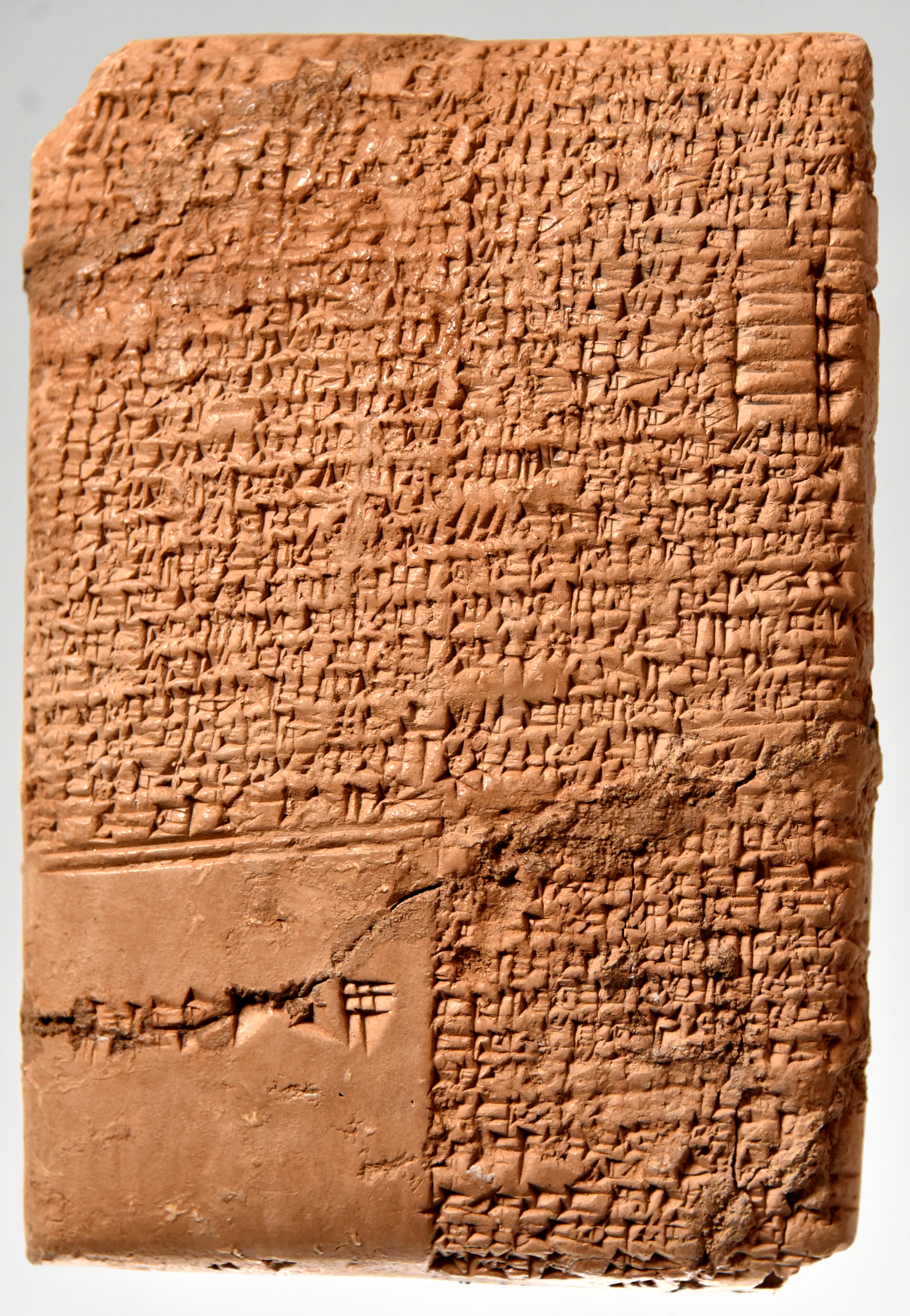
Anverso. Barra de argila. História de Gilgamesh e Aga. Antigo período babilônico, 2003-1595 a. C. Do sul do Iraque. Museu Sulaymaniyah, Curdistão iraquiano.

### Literatura suméria

#### Hinos de Enheduanna
Enheduanna, (em sumério 𒂗𒃶𒌌𒀭𒈾)  é a poeta mais antiga cujo nome é conhecido (incluindo homens e mulheres) e viveu no século XXIII a. C. Ela era uma sacerdotisa das deusas Inanna e Nanna. Entre as contribuições de Enheduanna para a literatura suméria está uma coleção de hinos conhecidos como Hinos do Templo Sumério, e neles ele incluiu vários versos de guerra que por sua vez seriam os primeiros versos antiguerra:
Você é sangue escorrendo por uma montanha
Espírito de ódio, cobiça e raiva,
governante do céu e da terra!

#### A Epopeia de Gilgamesh
A Epopeia de Gilgamesh é um poema épico acadiano sobre as aventuras do rei Gilgamesh (também transcrito como Gilgameš). Baseia-se em cinco poemas sumérios independentes, que constituem a obra épica escrita mais antiga da história. No início do poema, os deuses criam Enkidu, um selvagem destinado a enfrentar o despótico rei de Uruk, mas quando ambos entram em combate, ao invés de se matarem eles se tornam amigos. Juntos eles matam o gigante Humbaba e Gilgamesh rejeita o amor da deusa Inanna.
O tema principal do poema gira em torno da relação entre seres divinos e seres humanos e os conceitos de mortalidade e imortalidade.

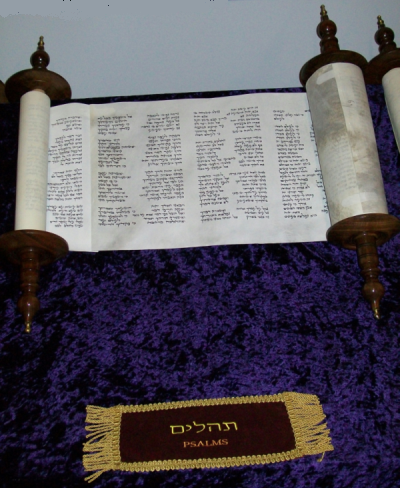
Pergaminho dos Salmos.

### O Antigo Testamento
No Antigo Testamento (AT) na Bíblia há muitas referências a conflitos armados, batalhas etc. e alguns dos textos foram originalmente escritos em verso. Existem referências militares em livros do AT, desde o Gênesis e Êxodo até os livros do Pentateuco, como Levítico ou Deuteronômio.
Professores como Ernst H. Wendland da Universidade de Wisconsin ou Lynell M. Zogbo da UCLA apontaram as dificuldades em traduzir livros do Antigo Testamento como Êxodo em poesia.
Muitos salmos têm temas de guerra, atribuídos ao rei David, que reinou entre c. -1010 e -970. Tanto seus versos quanto sua história, contada no Livro I de Samuel, inspiraram outras obras literárias como a Davidíada do renascimento, além de múltiplas estátuas, teatro, filmes, etc. Muitos outros episódios do AT foram posteriormente versados, parafraseados e serviram de inspiração para trabalhos posteriores, em prosa ou verso.

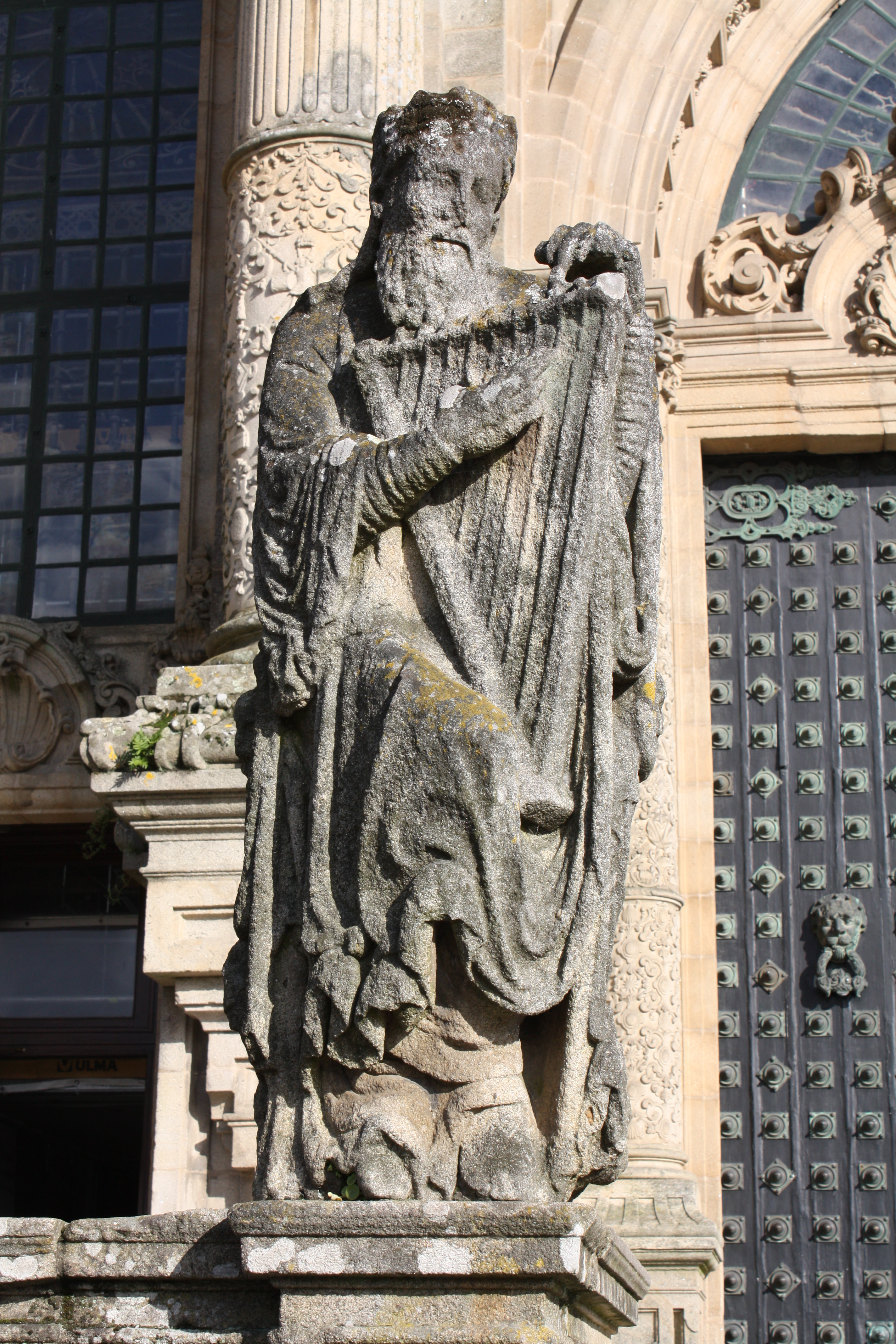
Rei David nas escadas da fachada do Obradoiro (Catedral de Santiago de Compostela). Provém da fachada românica do Mestre Mateus (s. XIII).

### A Guerra de Tróia

#### A Ilíada

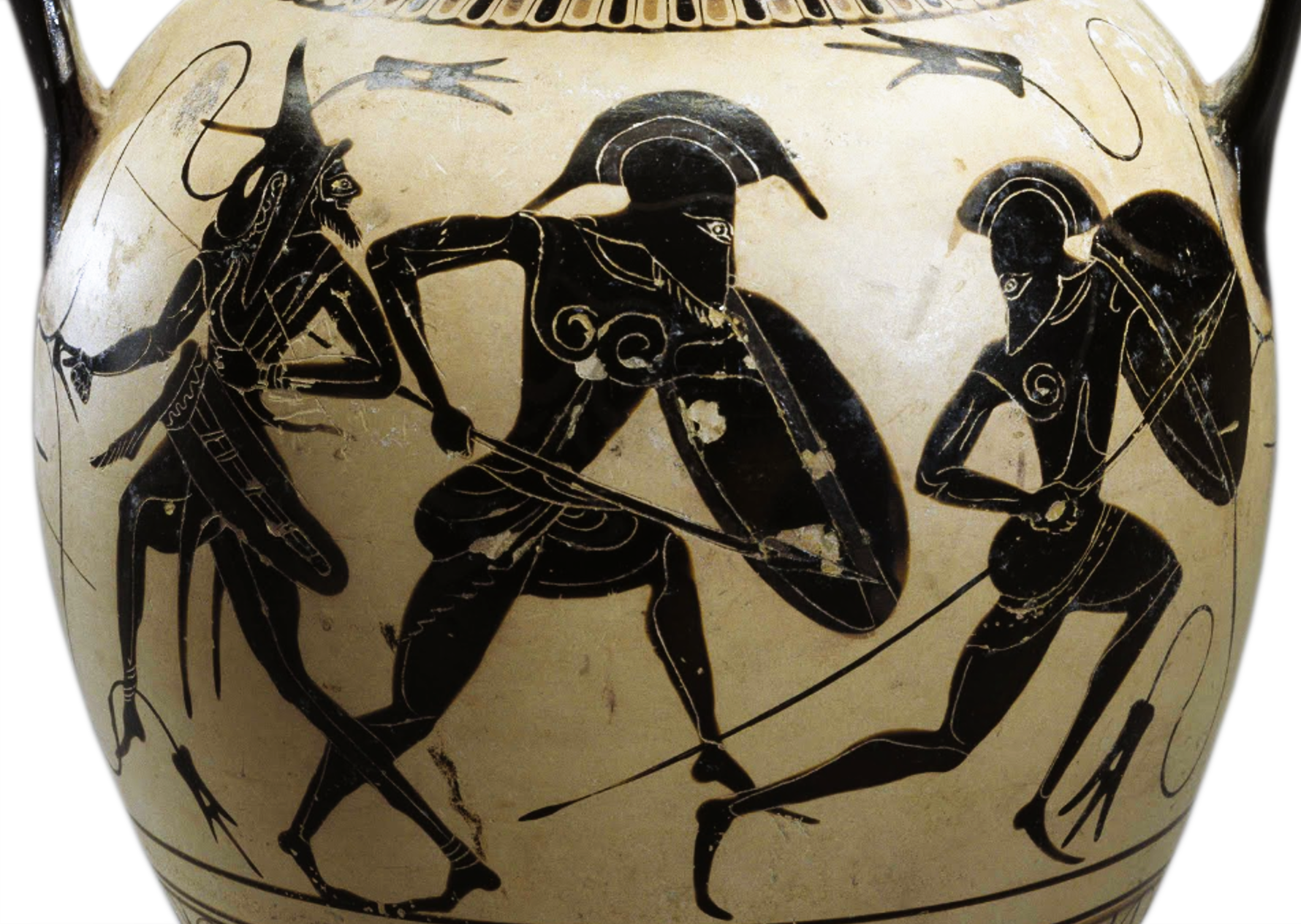
Detalhe de ânfora ática com figuras negras, com cena da Ilíada cerca de 540-520 a.C., atribuída ao pintor Hattat.

A Ilíada e a Odisséia são épicos atribuídos a Homero, datados por volta do século VIII a.C.
A Ilíada se passa durante os dez anos de cerco à polis de Tróia, governada pelo rei Príamo e seus filhos Heitor e Páris, por um enorme exército de uma coalizão de estados gregos liderados por Agamenon de Micenas. Embora cubra apenas algumas semanas do último ano da guerra, a Ilíada faz alusão a muitas lendas gregas sobre o cerco, o recrutamento de guerreiros, a causa da guerra, etc. Além disso, os deuses gregos não apenas participaram da guerra, mas nela intervieram (veja Deus ex máchina).

Depois de Homero, as obras de Quinto de Esmirna, Virgílio ou Lesques tratavam do mesmo tema.

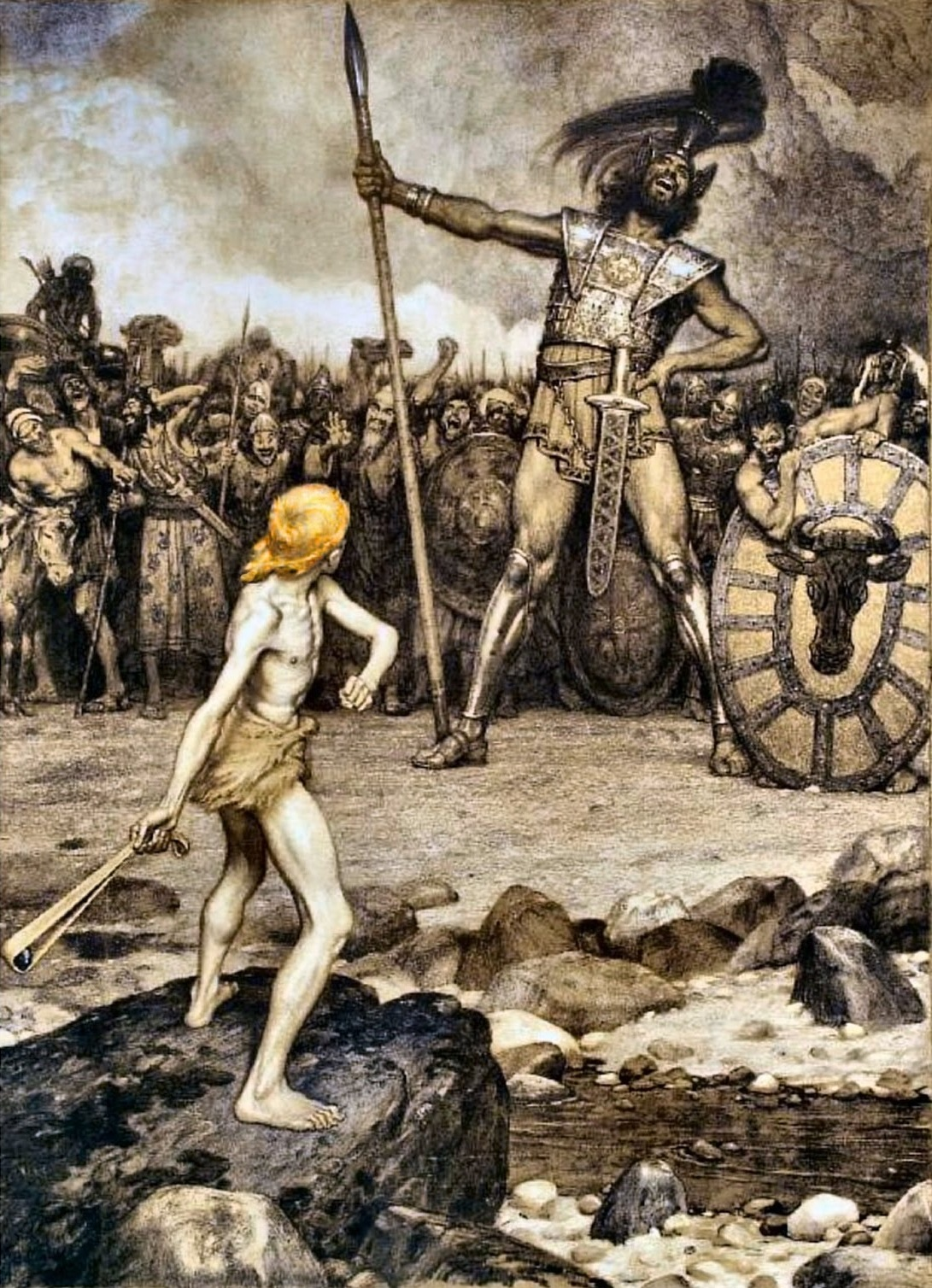
Osmar Schindler - David e Golias. 1888.

### Literatura da República e do Império Romano
A literatura latina na República e no Império compreende o período arcaico e clássico entre 100 a.C. e a Alta Idade Média. Parte da temática dos autores romanos era bélica, por referências ou determinada por experiências de seu tempo.
Plauto foi um comediante que viveu nas guerras médica e púnica, autor de obras de temática bélica como Amphitruo. Seus textos foram posteriormente publicados em verso, às vezes incluindo resumos com acrósticos. Pela sua abordagem da história como mito, influenciou autores europeus, como os galegos Cabanillas ou Álvaro Cunqueiro.
Horácio também viveu entre guerras, civis e estrangeiras, e embora seus poemas fossem em sua maioria satíricos ou românticos, ele menciona façanhas militares em suas Odes.
Ovídio oferece uma epopéia diferente de seus predecessores, uma história cronológica do cosmos desde a criação até seus dias, e incorpora mitos e lendas sobre transformações sobrenaturais típicas das tradições grega e romana; no Tristia ele menciona a Batalha de Varo, também mencionada no Astronomica de Manilius, e por Séneca. No século XVII o poeta F. G. Klopstock escreveu Hermanns Schlacht e Hermann und die Fürsten sobre Arminius. Tácito, que é a fonte mais precisa sobre Arminius, apresentou-o como um nobre bárbaro.
O século XIX assistiu à ressurreição de povos antigos e chefes guerreiros usados como símbolos nacionalistas: os franceses voltaram-se para Vercinxetórix, os belgas para Ambiórix, os holandeses para Júlio Civil, os ingleses para Boadiceia, os portugueses para o lusitano Viriato, os galegos para Monte Medúlio, os castelhanos à resistência de Numância. A diferença é que todos foram derrotados pelos romanos, mas Arminius os derrotou. Apesar de a Germânia ser uma vasta região e não uma unidade étnica ou política, durante o nazismo ele foi glorificado como um herói alemão; após a derrota na Segunda Guerra Mundial, esteve muito menos presente na literatura. O argentino Jorge Luis Borges menciona a batalha no conto "Deutsches Requiem" em El Aleph (1949).

### Pérsia pré-islâmica

#### Ayadgar-i Zariran

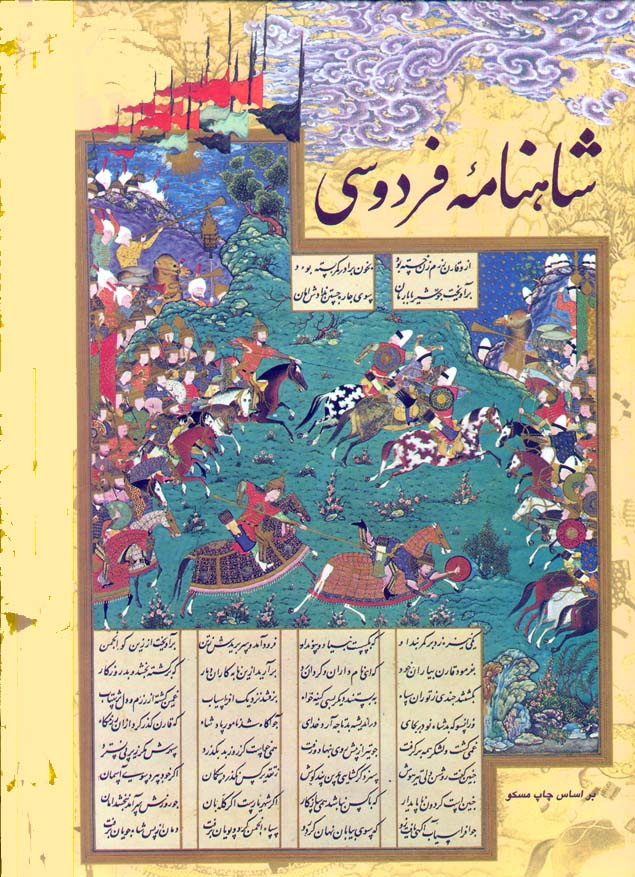
Batalha entre Nowzar e Afrasiab do Shahnameh de Shah Tahmasp, Folio 10.

Ayadgar-i Zariran é um poema preservado pelos sacerdotes zoroastrianos. Com 346 versos, um conto da morte em batalha do herói Zarer (< Avéstico Zairivairi) e a subsequente vingança. Embora faça parte da tradição étnica iraniana, as peças do malabarista se espalharam por todo o Irã islâmico e eram tão conhecidas dos persas muçulmanos quanto de seus ancestrais. O perdido Livro dos Reis, do século V, e talvez uma tradição oral viva do nordeste do Irã, serviu de base para um poema do séc. X, a versão do Memorial de Zarer de Daqiqi, incorporada por Ferdowsi no Shahnameh. Em 2009, essas adaptações se tornaram a base da peça teatral Yādegār-e Zarirān.

### Shahnameh
O Shahnameh de Ferdowsi, do século 11, reconta o passado mítico e, até certo ponto, histórico do Império Aquemênida, desde a criação do mundo até a conquista muçulmana do s. VII. É um dos maiores poemas épicos criados por um só poeta, e o épico nacional do Grande Irão.

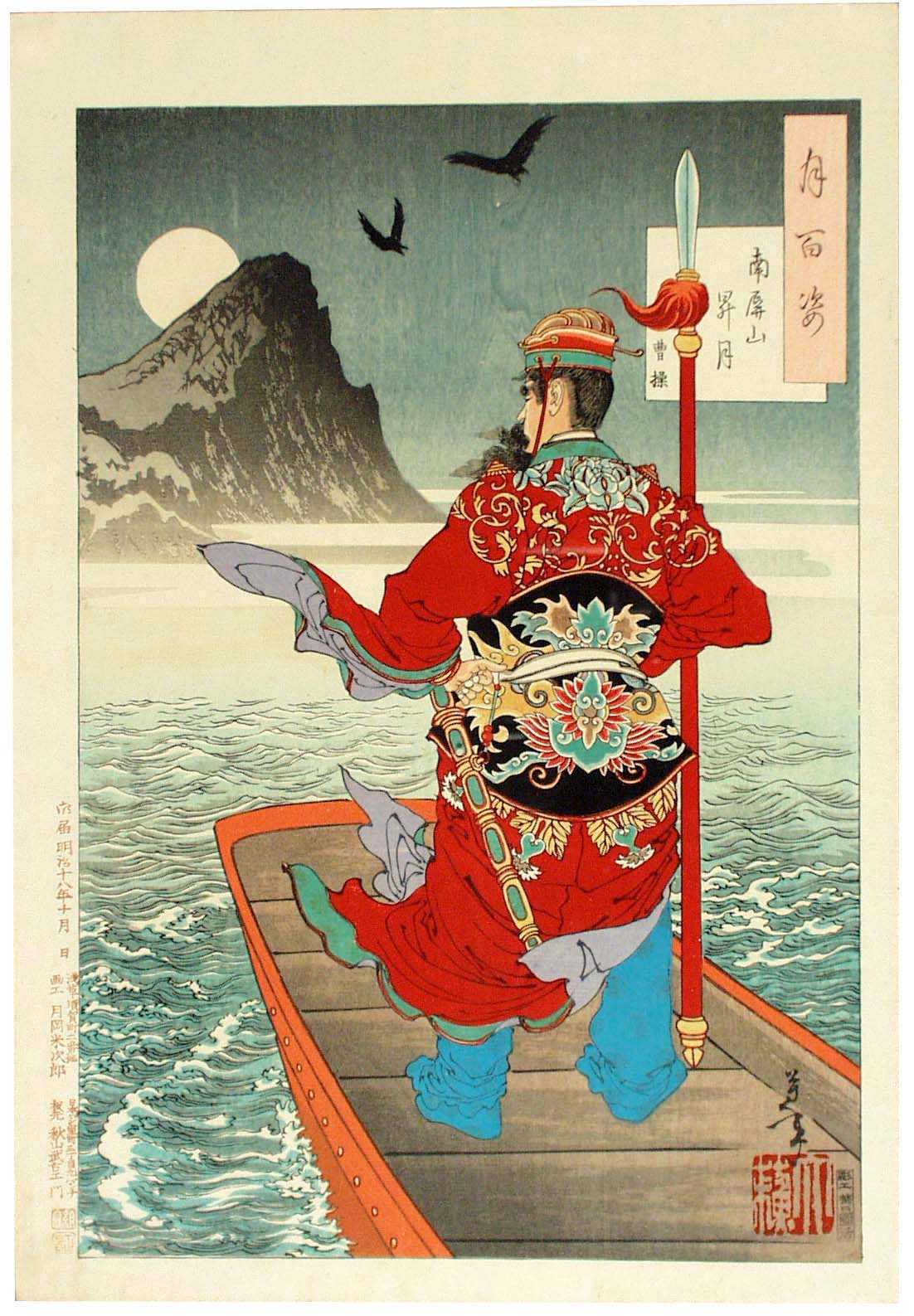
Cao Cao recita no estilo de canção curta enquanto encara a lua nascente no Monte Nanping. Da série de xilogravuras ukiyo-e dos Cem Aspectos da Lua de Yoshitoshi.

### China antiga
A poesia chinesa tem várias formas e temas, às vezes poemas de guerra. Os yue fu (樂府) são poemas cantados da literatura chinesa, desenvolvidos no período Han do século II a.C. até a Idade Média.
Uma das peças célebres de Cao Cao, escrita no antigo estilo de linha de quatro caracteres, é "Embora a tartaruga viva muito" (龜雖壽). É uma parte de um poema de quatro partes intitulado Steps to the Illustrious Gate (步出夏門行). Foi escrito durante a Batalha da Montanha do Lobo Branco no ano de 207.
Ele diz:
Embora a tartaruga abençoada com poderes mágicos tenha uma longa vida, seus dias têm sua extensão de tempo / Embora as serpentes aladas caminhem na névoa, elas se transformam em pó e cinzas no final / Um velho cavalo de guerra pode estar no estábulo e ainda assim ele ganha galopar mil li / E um homem de coração nobre, embora avançado em anos, nunca abandona suas orgulhosas aspirações / A duração da vida do homem, seja longa ou curta, não depende apenas do Céu / Aquele que come bem e se mantém alegre pode viver uma grande velhice idade / E assim, com alegria no coração cantarolarei esta canção.
A maior coleção de yue fu é o Yue fu shiji ('Coleção de canções musicais'), composta no s. XII de Guo Maoqian. O assunto era muito diversificado e alguns dos poemas eram bélicos. Durante a dinastia Song, foi composto o poema Man Jiang Hong (滿江紅), um conjunto de versos escritos num dos momentos mais duros das guerras Jin-Song, com versos bélicos tão crus como "Lá celebraremos com carne e bebida bárbara o sangue dos Xiongnu".

### Guerras entre os galeses e os saxões

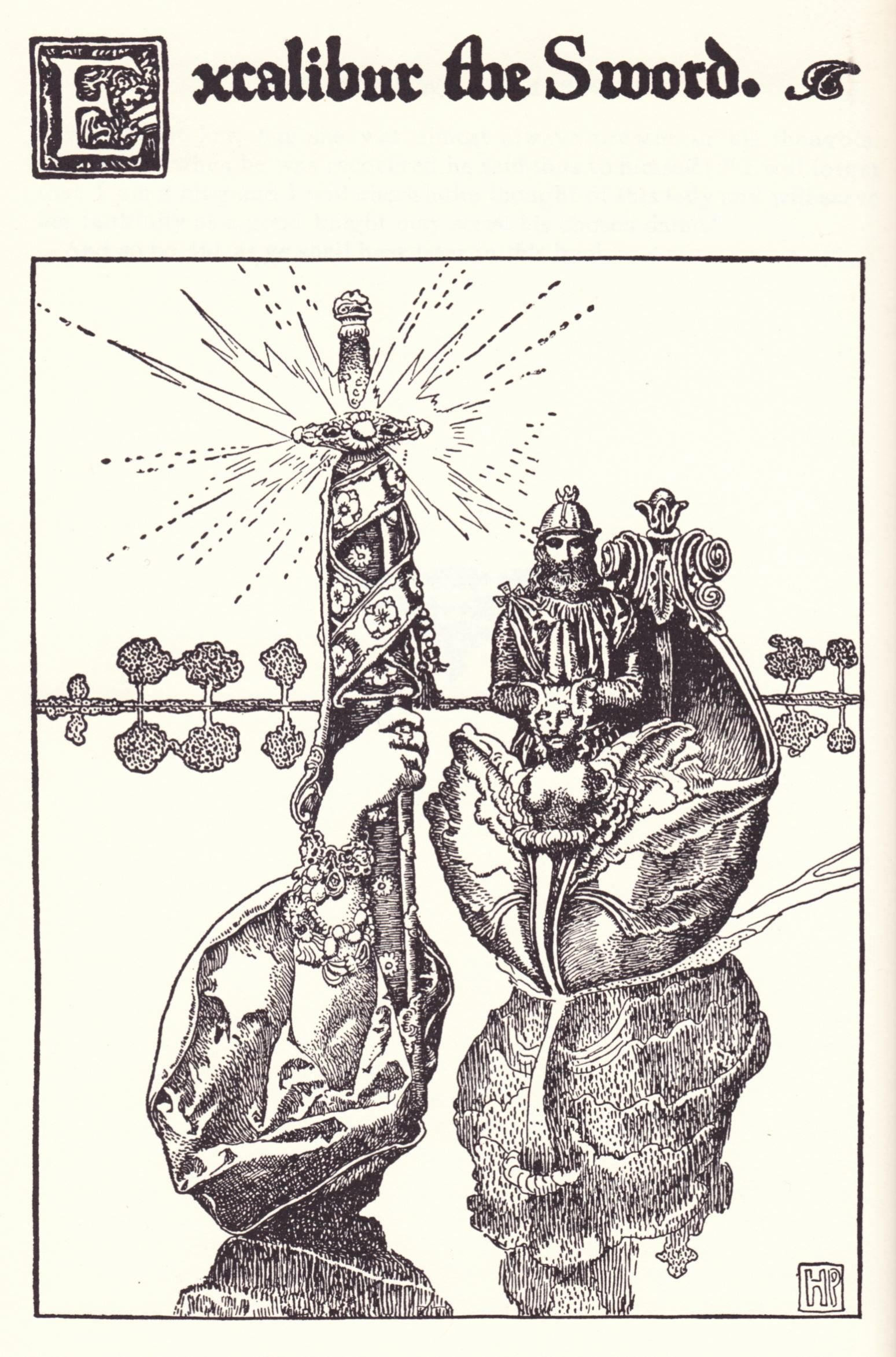
A espada Excalibur na pedra, ilustração de Howard Pyle (1903)

#### Rei Artur
A Matéria da Bretanha sobre o Rei Artur e os Cavaleiros da Távola Redonda em busca do Santo Graal é um dos temas que mais tem produzido obras na literatura mundial. Junto com a Matéria da França (que remete às lendas de Carlos Magno) e a Matéria de Roma (da mitologia clássica), foi um dos grandes ciclos da literatura medieval. O poeta do século 12 Jean Bodel criou o nome, nas linhas de seu poema épico Chanson de Saisnes.
Séculos depois, na Idade Moderna, o assunto continuou a inspirar obras como a de Thomas Gwynn Jones Ymadawiad Arthur, com referências frequentes à mitologia galesa do Mabigonion.
O poema épico The fall of Arthur, que JRR Tolkien deixou inacabado, retrata o Rei Artur como um galês que lutou contra os anglos e saxões que invadiram as Ilhas Britânicas.

##### O tema da Bretanha na literatura galego-portuguesa

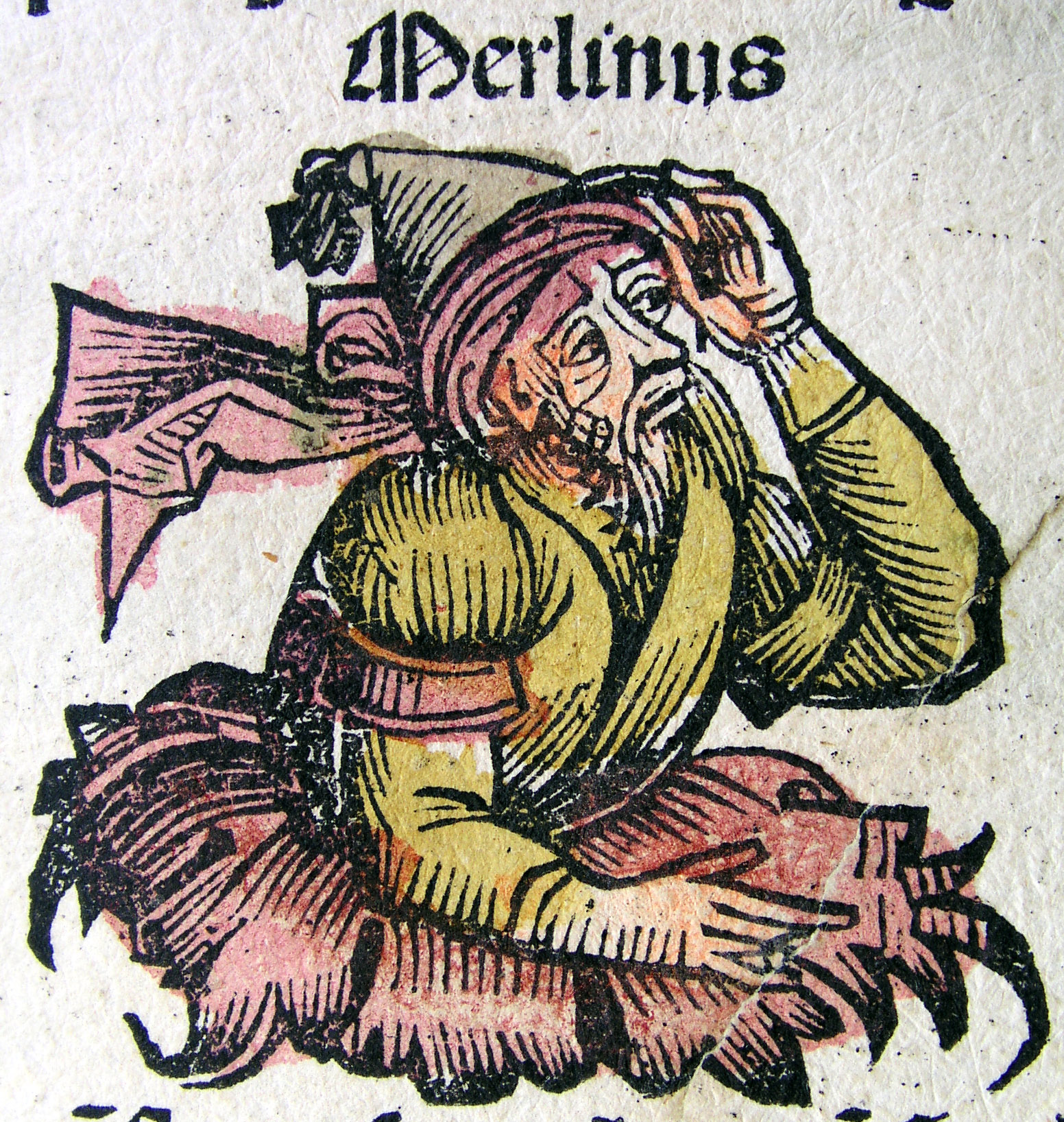
Merlin (Merlinus) ilustrado na Crônica de Nuremberg (1493).

Conservam-se vários textos em prosa da literatura galego-portuguesa sobre o mágico Merlin, Tristão e Isolda ou a busca do Graal, como a Demanda do Santo Graal de finais do século XIV, bem como referências em outras cántigas de Martin Soares, Estevan da Guarda e Fernand’ Esquio.
Na literatura galega contemporânea, o ciclo arturiano também aparece em obras como Na noite estrelecida de Cabanillas, Merlín e família de Cunqueiro, Galván en Saor de Dario Xohán Cabana ou Morgana in Esmelle de Begoña Caamaño, entre outras.
Na literatura portuguesa, Sophia de Mello Breyner Andresen explora este universo em O Cavaleiro da Dinamarca, enquanto no Brasil, Crônicas da Camelot Tropical de Renato Carreira e O Rei do Mundo de Airton Ortiz incorporam os mitos arturianos em contextos brasileiros.
Embora menos comum na literatura angolana, elementos arturianos são indiretamente tocados em obras como as de Pepetela.

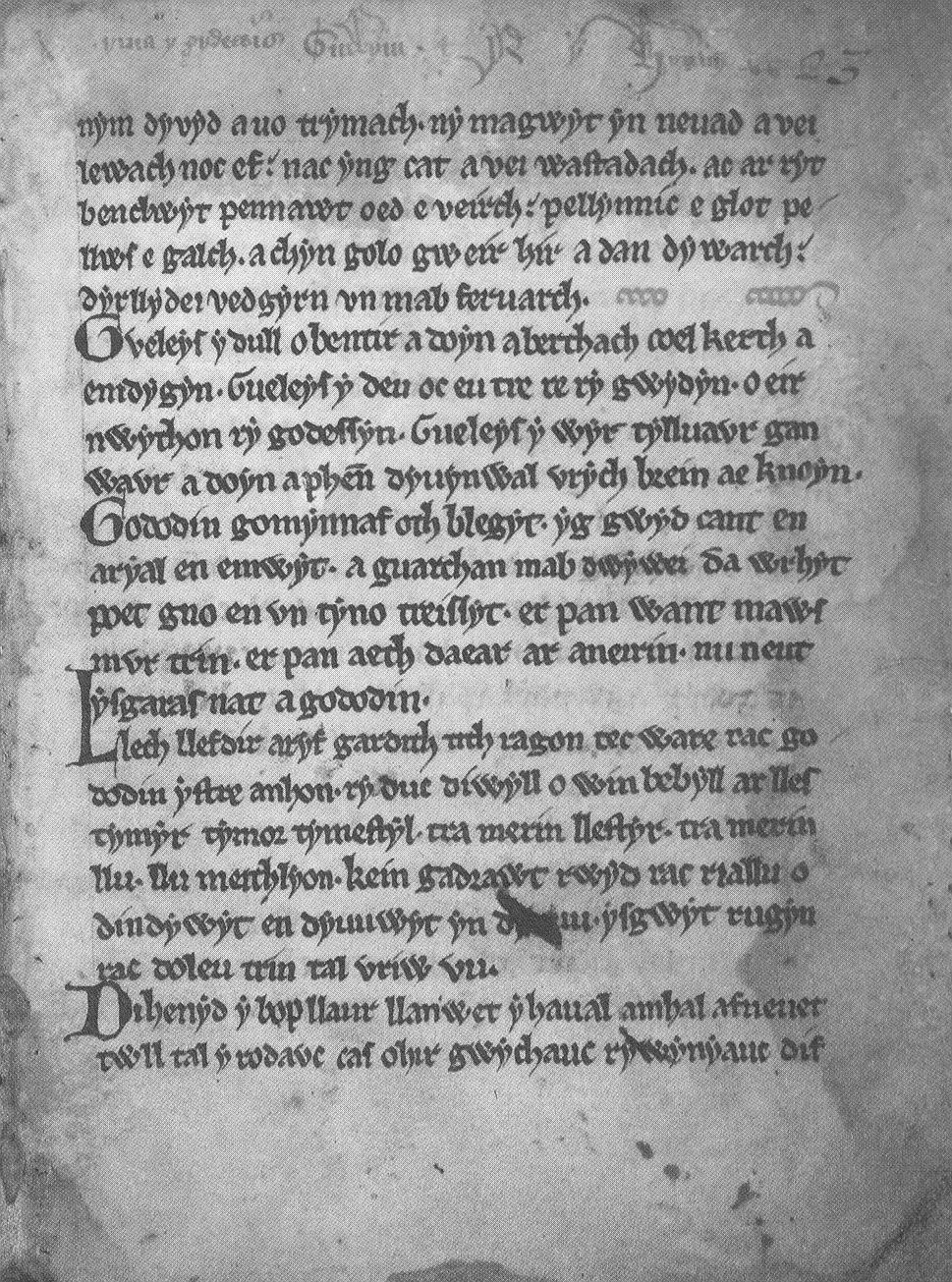
Y Gododdin. Página do manuscrito de Aneirin.

#### A Batalha de Catraeth
A obra fundadora da poesia galesa, Y Gododdin, conta como Mynyddog Mwynfawr, rei de Gododdin em Yr Hen Ogledd, convocou guerreiros de todo o País de Gales para um longo banquete na sala do hidromel de Din Eidyn (atual Castelo de Edimburgo), no ano 600. Depois de assistir à missa, Mynyddog os liderou em uma campanha contra os anglo-saxões, culminando na Batalha de Catraeth. Após dias de luta, ele e quase todos os seus guerreiros foram mortos.O manuscrito contém estrofes não relacionadas a Y Gododdin, consideradas interpolações. Um em particular compara um dos mortos ao Rei Arthur e pode ser a referência mais antiga ao personagem. Aneirin, autor do poema, também esteve presente na batalha. Ele foi um dos poucos sobreviventes e foi preso até seu resgate pago por Llywarch Hen. Y Gododdin sobreviveu apenas em um manuscrito, o Livro de Aneirin do s. XIII.

#### A Batalha de Brunanburh
Entregue em 937 entre o exército de Æthelstan, rei anglo-saxão da Inglaterra, com seu irmão Edmund, e um exército liderado por Olaf Guthfrithson, hiberno-nórdico rei de Dublin, Constantino II da Escócia, e Owain ap Dyfnwal, rei galês de Strathclyde. A batalha resultou em uma vitória esmagadora para Æthelstan.
De acordo com Snorri Sturluson em Saga of Egil, o anti-herói islandês, berserker e escaldo Egill Skallagrímsson lutou como um mercenário para Æthelstan e diz-se que compôs um pano em homenagem ao rei, mencionado na saga. A batalha também é comemorada por um poema em inglês antigo de mesmo nome no Anglo-Saxon Chronicle, traduzido para o inglês em 1880 em troqueu e dáctilo por Alfred Tennyson.

### Beowulf

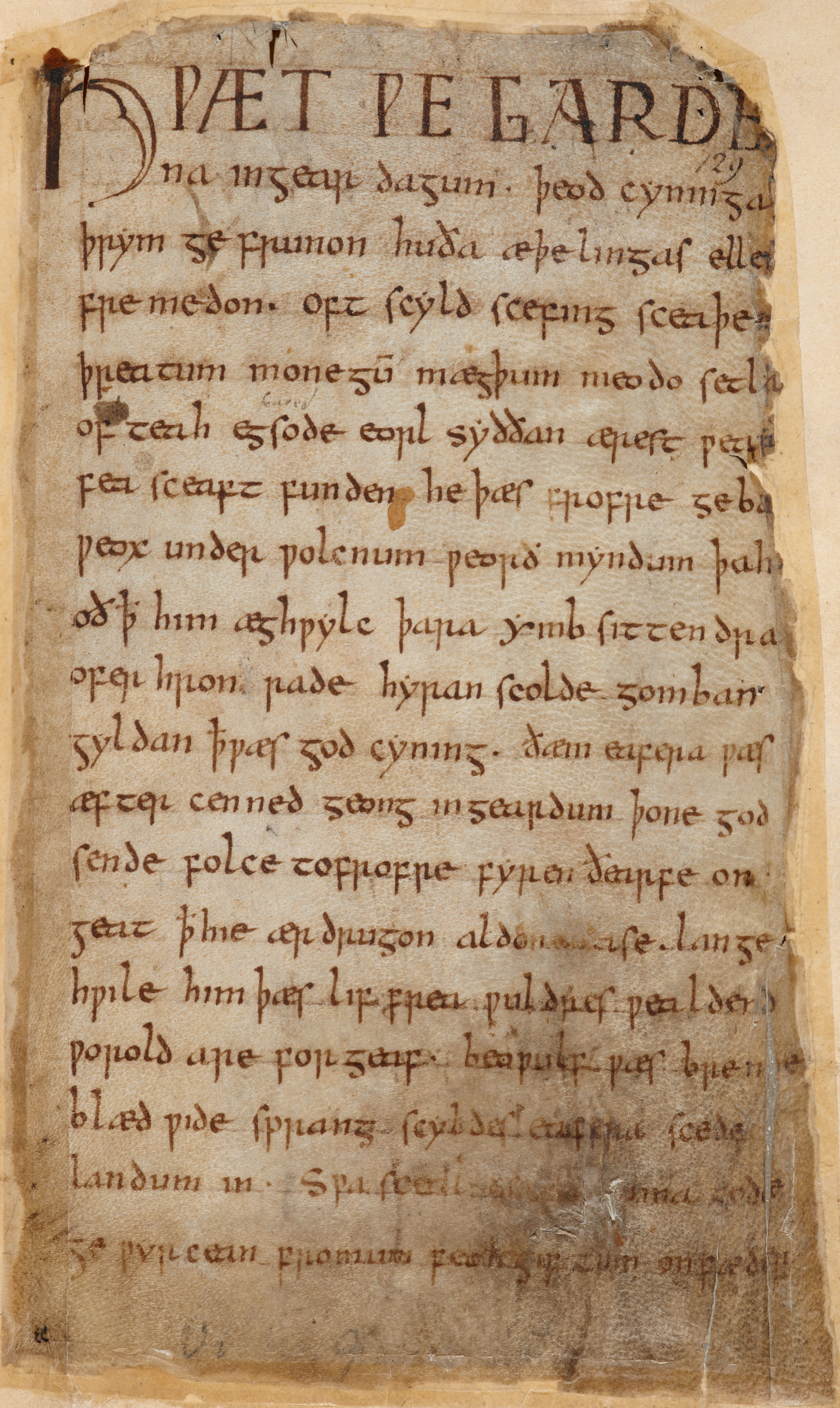
Primeiro fólio de Beowulf, escrito principalmente no dialeto saxão ocidental do inglês antigo.

Épica que se estima da primeira metade do século VI. A ação narrada ocorre nos séculos 5 a 6. A primeira parte narra como Beowulf vem em auxílio dos jutos, que sofriam com os ataques do gigante Grendel, e após matá-lo, confronta sua mãe; na segunda parte ele já é rei dos Gautas e luta até a morte com um dragão. A sua importância é comparável à do Cantar dos Nibelungos, ao Cantar de Mío Cid, ao Cantar de Roldán ou ao Lebor Gabála Érenn.

### Conquista da Armênia
A épica Sasna Tsrer ou Sasuntsi Davit se passa na invasão da Armênia pelo Califado de Bagdá (c. 670), e foca na resistência de quatro gerações de uma mesma família.
Foi coletado da tradição oral pelo Pe. Garegin Srvandztiants, um monge da igreja armênia em 1873 e publicado em Constantinopla. Seis décadas depois, Manuk Abeghian coletou quase cinquenta variantes do poema épico em três volumes com mais de 2.500 páginas publicadas em Yerevan, na Armênia soviética entre 1936 e 1951.
Em 1964, Leon Zaven Surmelian, poeta sobrevivente do genocídio armênio, traduziu a epopeia para o inglês com o título Daredevils of Sassoun.

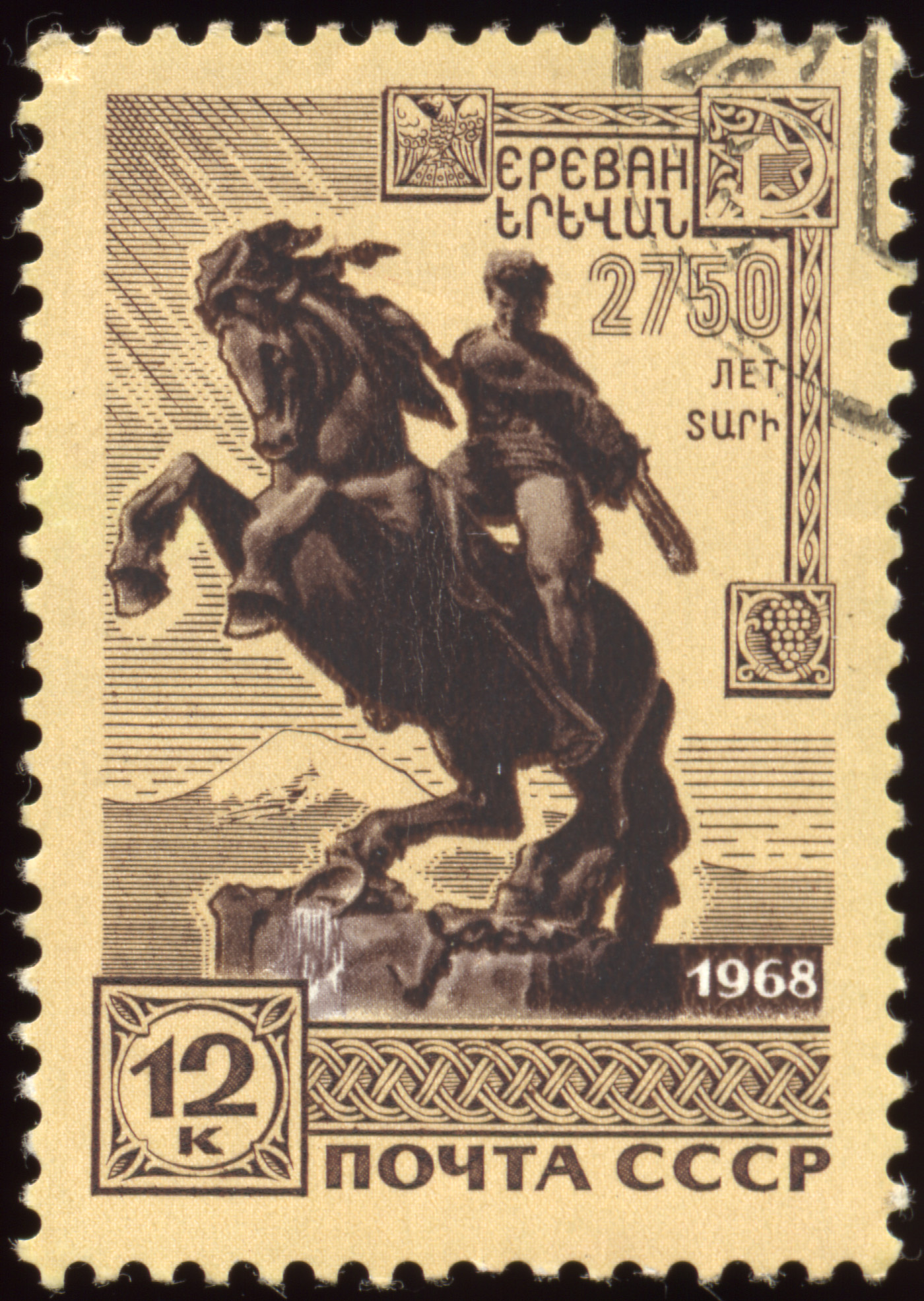
Selo postal da União Soviética 1968 CPA 3672. Monumento a David de Sassoun em Yerevan (Yervand Kochar, 1959) e montanhas Ararate.

### Era dos vikings
As sagas nórdicas tendem a ser relatos bastante realistas de eventos medievais. A mencionada pelo skald Egil conta como Eiríkr e Gunnhildr derrotados pelo rei Haakon foram forçados a fugir para o reino de Northumbria na Inglaterra saxônica; mas alguns como a Saga de Grettir são protagonizados por personagens fictícios. O reino da Galiza, com o nome de Galizuland ou Jakobusland, aparece em muitas sagas nórdicas como a de Ragnar Lodbrok, a Heimskringle, a Knýtlinga Saga, a Saga Orkneyinga, a San Olaf ou a Gesta Danorum.

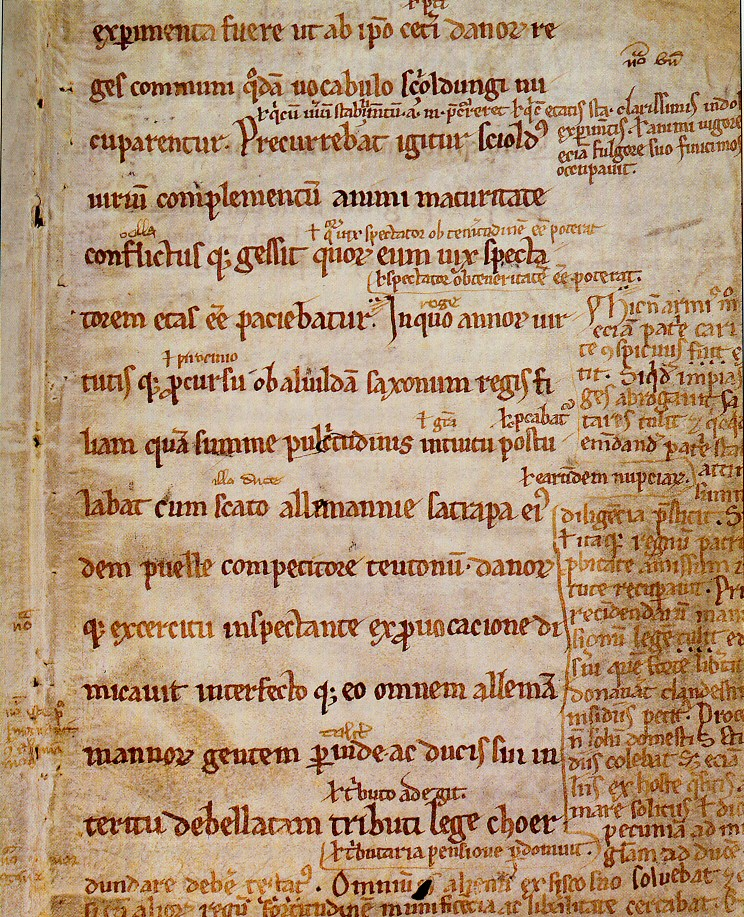
Página original em pergaminho da Gesta Danorum. Página 1, frente, do Fragmento de Angers. Agora localizado na Biblioteca Real de Copenhaga, encontrado no livro de Helle Stangerup Saxo, 2004.

#### A Batalha de Ethandun
O poema de GK Chesterton de 1911, The Ballad of the White Horse, conta a história da Batalha de Ethandun, na qual um exército do Reino de Wessex liderado por Alfredo, o Grande, derrotou o Grande Exército Pagão liderado pelo Rei Guthrum de East Anglia em 878.

#### A Batalha de Maldon
Um fragmento celebrando essa batalha sobreviveu do poema inglês antigo The Battle of Maldon. Em 11 de agosto de 991 Byrhtnoth, Ealdorman do Reino de Essex morreu à frente de suas tropas em uma luta contra a tripulação de um navio viking. JRR Tolkien em 1953 compôs The Homecoming of Beorhtnoth sobre a mesma batalha.

#### Rei Brian Boru
O manuscrito de Bruxelas do Cogad Gáedel re Gallaib, escrito por Mícheál Ó Cléirigh, contém poemas irlandeses únicos e narra as guerras entre os clãs e os invasores nórdicos, relatando os ataques do rei Ivar de Limerick, o êxodo pelo rio Sionainn, a captura de Mathgamain ou a celebração de Brian Boru como Grande Rei da Irlanda.

### Lebor Gabála Érenn
São uma volumosa coleção de histórias em prosa e poéticas, que conta uma versão mitológica da origem e história do povo irlandês desde a criação do mundo até a Idade Média. Esses registros são uma mistura de mito, lenda, história, folclore, historiografia cristã, por motivos políticos muitas vezes distorcidos e, às vezes, frutos de pura ficção. No esquema histórico proposto por TF O'Rahilly, que os reis da Irlanda descendem dos filhos de Míle é uma ficção feita para dar legitimidade aos Goidelics, que invadiram a Irlanda no século I aC. C. ou II a. C., dando-lhes a mesma origem ancestral dos indígenas que dominavam. No entanto, argumenta-se que a história é uma invenção muito posterior dos historiadores medievais irlandeses, inspirados por seu conhecimento dos Sete Livros da História contra os Pagãos, escritos no início do século V por Paulo Orósio, um clérigo da Gallaecia.
Após a Fuga dos Condes, os irlandeses consideraram Compostela "a verdadeira capital do povo irlandês no exílio". Levaram para o noroeste da Península as histórias de Breogán e dos Milesianos, sendo, séculos mais tarde, no Rexurdimento, tema do hino galego composto por Pascual Veiga com letra de Pondal.

### Invasão normanda da Irlanda

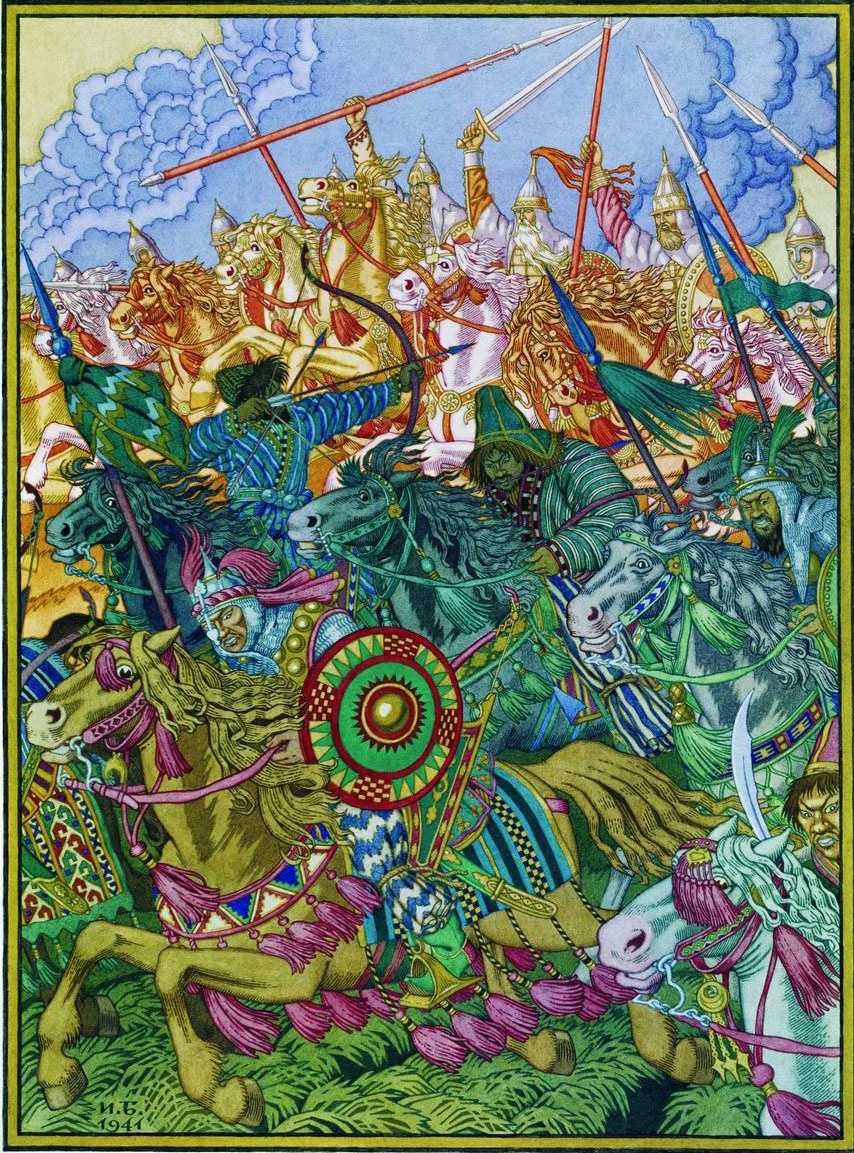
A expulsão de Khan Batyga. Ilustração de Ivan Bilibin para o épico Vodovozov "Uma palavra sobre o teto de Kiev e sobre os heróis russos", 1941.

The Song of Dermot and the Earl é uma crônica anônima em verso anglo-normando escrita no início do s. XIII na Inglaterra. Conta a invasão da Irlanda por Diarmait Mac Murchada, o rei deposto de Leinster, e Strongbow em 1170, as guerras com Haskulf Thorgilsson, o último rei hiberno-nórdico de Dublin, e Ruaidrí Ua Conchobair, o último Grande Rei da Irlanda, e a subsequente visita do rei Henrique II à Irlanda em 1172. A crónica sobreviveu apenas num manuscrito descoberto no séc. XVII no Lambeth Palace em Londres. O manuscrito não possui nenhum título, mas tem sido comumente apelidado como tal desde que Goddard Henry Orpen publicou uma edição diplomática em 1892.

### Rus de Kiev
Слово о пъркѹ Игоревѣ (Campanha de Igor), um poema épico eslavo, descreve a incursão das tropas do príncipe Igor Svyatoslavich em Novgorod contra os polovtsianos, pagãos nômades turcos do sul do Don, durante o eclipse solar de 1º de maio de 1185; interpretado na Rus como um mau presságio e uma mensagem do deus cristão, o príncipe fez um discurso aos guerreiros e dissipou seus medos.
O poema narra a derrota de Ígor (somente quinze guerreiros dos Rus foram salvos) pelos cumanos na invasão retaliatória contra Kiev. O príncipe e seu filho eram prisioneiros pessoais de Khan Konchak; eles tinham alguma liberdade e praticavam falcoaria. Embora vigiados por seus captores, escaparam para a cristandade com a ajuda de um guarda, para alegria da Rus. O poema termina aí, mas a história continua: um filho dele, Vladimir III, casou-se com Svoboda, filha do khan, e voltou anos depois; ela foi batizada e eles se casaram em antigo eslavo eclesiástico. Outras figuras históricas são mencionadas, como o skald Boyan, Vsevolod III, o knez de Aliche... Embora baseado na poesia de guerra do paganismo eslavo, o autor apela aos príncipes cristãos para que se unam contra os saques, assassinatos e escravidão dos turcos da estepe.
Desde a descoberta no s. XVIII em um manuscrito e a publicação The Lay of 1800 de Aleksei Musin-Pushkin, frequentemente comparada ao Cantar de Roldán e ao Nibelungenlied, inspiraram arte, música e poesia. O Knyaz Igor de Borodin é para russos, bielorrussos e ucranianos um épico nacional . Como os personagens principais vinham da atual Ucrânia, The Lay teve grande influência nessa literatura. Taras Shevchenko o usou como base para seus poemas, assim como poetas posteriores como Shashkevych e Bogdan Lepky. A balada também capturou a imaginação da intelligentsia durante a Era de Ouro da poesia russa. O romântico Vasily Zhukovsky publicou uma tradução para o russo moderno em 1819. Alexander Pushkin planejava traduzir o épico quando morreu em 1837 devido a ferimentos recebidos em um duelo e deixou anotações que Nikolay Zabolotsky usou enquanto estava preso no Qarağandı gulag.
Em 1904, o austríaco Rainer Maria Rilke traduziu The Lay para o alemão; Nabokov, entre outros, traduziu-o para o inglês, e foi levado ao medidor dactílico original pelos canadenses Constantine Andrushyshen e Watson Kirkconnell.

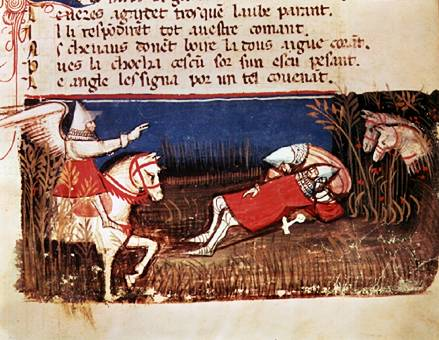
Manuscrito do século XIV da Chanson de Roland.

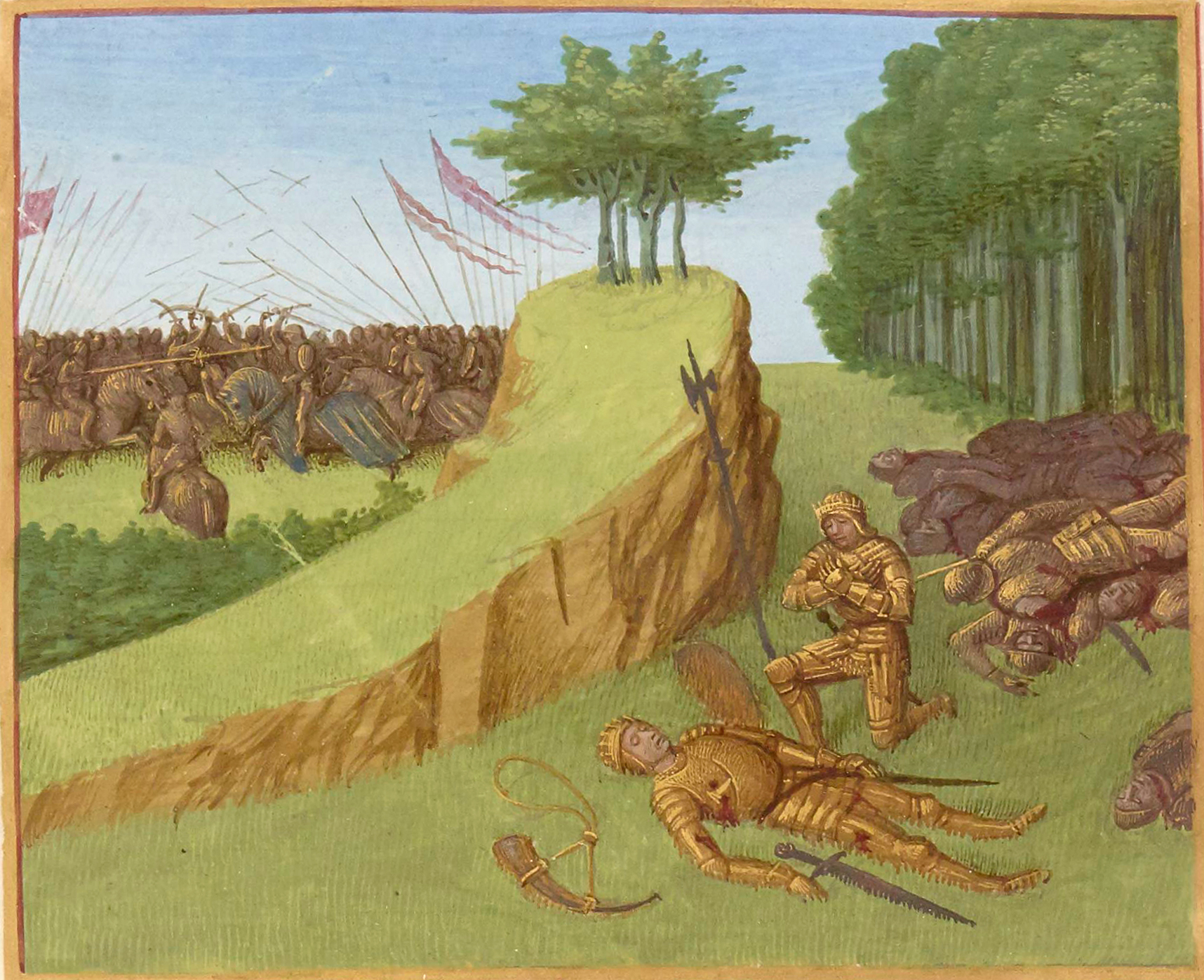
Batalha de Roncevaux em 778. Morte de Roland Grandes Chroniques de France, iluminado por Jean Fouquet, Tours, por volta de 1455 - 1460 Paris, BnF, departamento de Manuscritos, francês 6465, fol. 113 (Quinto Livro de Carlos Magno). Batalha de Roncesvalles em 778 (canto inferior esquerdo): No retorno da expedição, a retaguarda do exército de Carlos Magno, liderada por Roland, é atacada pelos sarracenos no vale de Roncesvalles. Morte de Roland: o sobrinho de Carlos Magno, Roland, conde de Marche de Bretagne, jaz na grama. Ao lado dele, seu irmão Baudouin lamenta antes de pegar o olifante de Roland e a espada Durandal para levar ao imperador.

### A Canção de Roldán
Rolando (também Roldán, Roland, Hrōþiland, Errolan ou Rotllà) foi um comandante histórico dos francos. Ele morreu na batalha de Roncesvales em agosto de 778. Sua vida foi um tema literário, notadamente no tema da França. Segundo as menções, ele era sobrinho de Carlos Magno, mas sua veracidade histórica é contestada. Aparece na Vita Karoli Magni de Eginard, escrita meio século depois de sua morte, e em textos muito posteriores.
O Cantar de Roldán, de finais do séc. XI ou início do séc. XII, narra os eventos ficcionais da Batalha de Roncesvales no s. VIII. Na realidade, deve ter sido um confronto entre os bascos e a retaguarda das forças de Carlos Magno sob o comando de Roldán, prefeito da Marca da Bretanha. Segundo as crónicas do séc. IX, teria sido uma emboscada na garganta de Valcarlos, do lado norte-pirenaico. A Vita Karoli diz que o rei Carlos (ainda não imperador) se aliou a alguns líderes muçulmanos nas lutas internas do Al-Andalus. Depois de tomar e saquear Pamplona e cercar Saragoça por causa de um ataque dos saxões e um motim na Aquitânia, ele retorna à França após levantar o cerco. Em vingança pelo saque, a retaguarda é atacada por montanheses bascos-navarros.

### A canção de Mio Cid

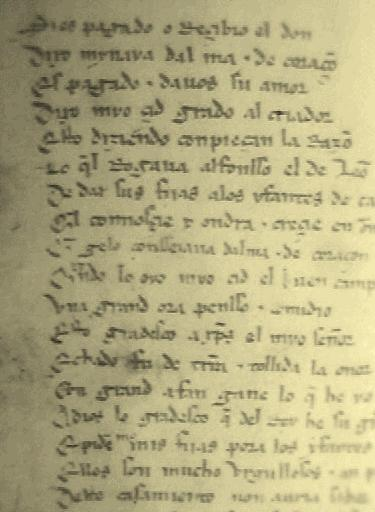
Reprodução de uma página do manuscrito Cantar de Mio Cid preservado na Biblioteca Nacional da Espanha.

Os romances medievais, como a Jura de Santa Gadea, são poemas de tradição oral, alguns de obras anteriores cantadas que o jogral recitava em vilas ou castelos. A Canção de Mio Cid (1201-1207) incorpora factos relacionados com a personagem histórica de Rodrigo Díaz de Vivar, O Cid, e as relações entre os reinos medievais da Península Ibérica.
O manuscrito preservado data do s. XIV, e antes e depois há outros textos sobre sua figura e os acontecimentos que são relatados no Cantar. Historia Roderici (c. 1110, em latim ) é a primeira crônica que se conserva sobre O Cid. As crónicas árabes de Ibn Alcama (1116) e Ibn Bassam (1109) também relatam sobre ele, num tom claramente contrário à sua pessoa. O poema anônimo Mocedades de Rodrigo é do s. XIV e preserva mais de 200 romances anônimos sobre o personagem histórico datados dos séculos XV e XVI. Em 1618 Guillén de Castro escreveu Las mocedades del Cid, na qual Pierre Corneille se baseou para escrever Le Cid em 1636. De 1657 é El honorador de su pai de Juan Bautista Diamante. Com o romantismo houve interesse pela sua figura, e histórias sobre o Cid foram traduzidas ou versionadas para inglês, alemão ou francês. Mais tarde Zorrilla escreveu Leyenda del Cid (1882) e Eduardo Marquina o drama Las hijas del Cid (1908).

### A conquista eduardiana de Gales
Após a conquista do rei Eduardo e a morte do príncipe Llywelyn ap Gruffydd (Llewellyn, o Último), durante uma insurreição em 1282, o galês Gruffudd ab yr Ynad Coch escreveu numa elegia:
Você não vê o caminho do vento e da chuva?

Você não vê os carvalhos abalados?

Arrefria meu coração em um peito medroso

Para o rei, o portão de carvalho de Aberffraw

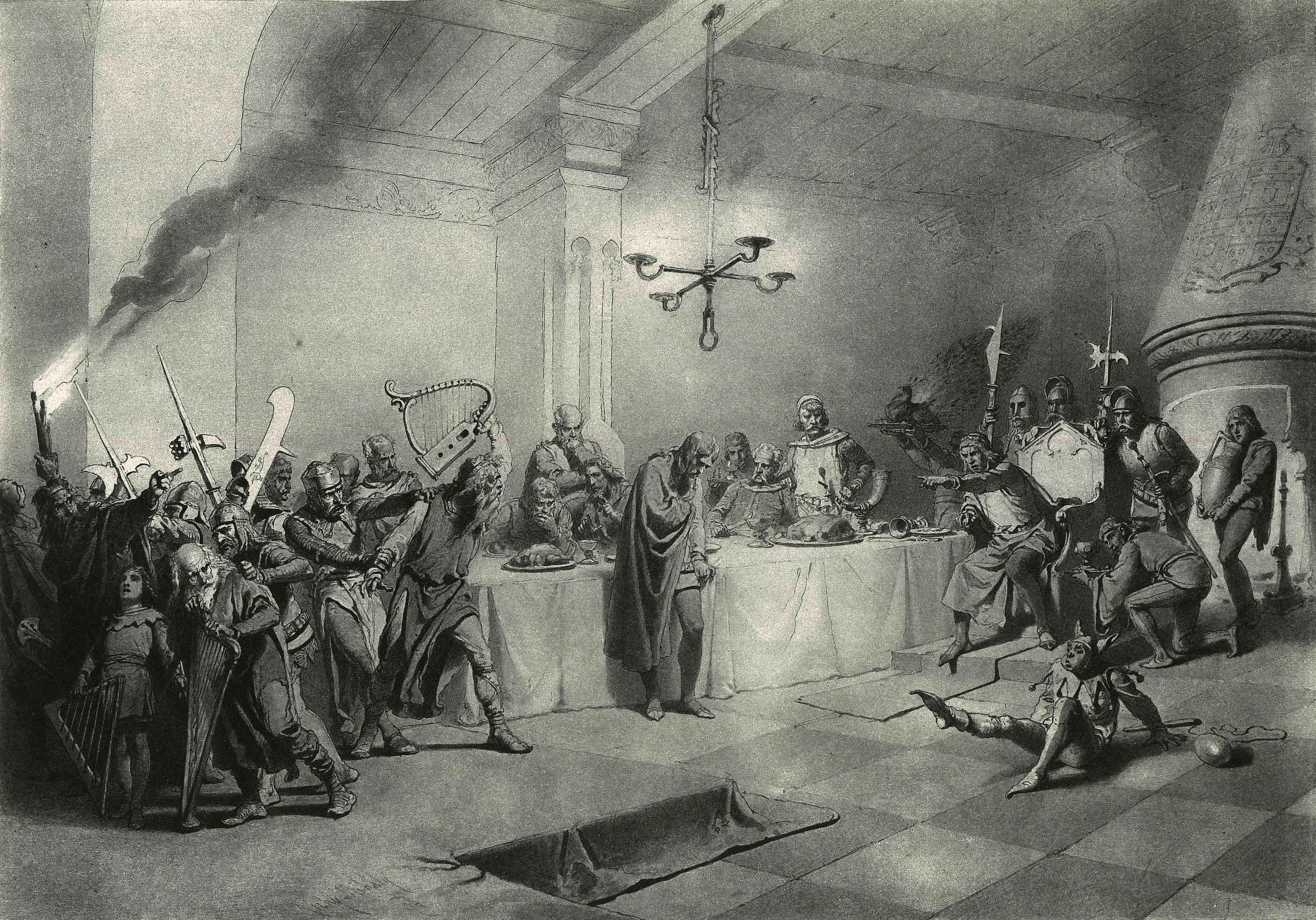
Ilustração de 1857 para o poema do húngaro János Arany A walesi bárdok ("os bardos do País de Gales").

A balada húngara de János Arany de 1857, A walesi bárdok ("os bardos do País de Gales"), conta a lenda de três bardos convocados diante de Eduardo I para cantar seus louvores no Castelo de Montgomery. Os bardos não apenas se recusam a cantar louvores, mas dizem-lhe que o povo galês nunca esquecerá as atrocidades que cometeu, nem aqueles que perderam a vida resistindo à conquista. Depois de prometer que nenhum bardo galês viverá para cantar seus louvores, o rei enfurecido ordena que todos os bardos do País de Gales sejam queimados na fogueira. A balada relata que 500 deles foram presos e todos se recusaram a salvar suas vidas elogiando o rei inglês. De volta a Londres, o rei é atormentado por pesadelos em que os 500 bardos continuam a cantar sobre os crimes contra o seu país e o ódio eterno do povo galês por ele.
O poema de Arany superou a censura ao afirmar que se tratava da tradução de uma balada medieval; porém, trata-se de um ataque velado ao imperador Francisco José pela derrota da Revolução Húngara de 1948. A tradução para o inglês mais conhecida foi feita pelo canadense Watson Kirkconnell. Em setembro de 2007, uma cópia traduzida por Peter Zollman foi doada à Biblioteca Nacional do País de Gales em Aberystwyth. Uma tradução recente foi feita por Erika Papp Faber.
A cadeira Eisteddfod de 1982 foi para Gerallt Lloyd Owen pelo awdl Cilmeri, que Hywel Teifi Edwards chamou de o único awdl do século 20, que coincide com a obra-prima de T. Gwynn Jones, Umadawiad Arthur ("Arthur's Step"). Cilmeri reimagina a morte de Llywelyn ap Gruffudd liderando um levante contra a invasão de Eduardo I. Ele retrata o príncipe como um herói trágico e investe sua queda com uma angústia incomparável desde que Gruffudd ab yr Ynad Coch escreveu seu lamento pelo príncipe logo após sua morte. Owen, segundo Edwards, resume na morte do príncipe a "batalha pela sobrevivência nacional" do povo galês.

### As "cantigas de guerra"

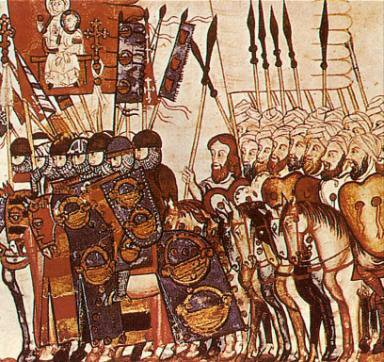
Cantiga 181 das Cantigas de Santa Maria. Miniatura dedicada à Batalha de Marraquexe.

As Cantigas de Santa María foram escritas por Afonso X de León e Castela, sozinho ou com a ajuda de Airas Nunes.
Nos anos da era compostelã a língua do reino da Galiza estava entre as quatro habilitadas para a prática trovadoresca. O próprio Afonso Nono escreveu as suas famosas Cantigas numa língua diferente daquela que patrocinou em Castela, o galego-português, língua que até ao século XVI foi a língua da cultura não só nos reinos da Galiza e de Portugal, mas no resto da Península. Esta predominância cultural (a língua sempre foi companheira do império), é inexplicável a partir do paradigma historiográfico 'hispânico', e só pode ser compreendida aceitando a existência de um reino galego que abrangia todo o noroeste peninsular, ou como uma linguagem de diplomacia e deferência ao papado. Entre os vários temas das Cantigas está uma série de guerra em que Santa María é retratada como protetora nas batalhas, e que Carolina Michaëlis chama de "cantigas de guerra".
Noutras canções líricas medievais galego-portuguesas, de aspecto bélico, o vocabulário guerreiro é utilizado como metáfora nas canções de amor, como causa inevitável da ausência de um amigo, ou como metáfora da obscenidade nas cantigas de escárnio e maldizer.

### A Canção dos Nibelungos

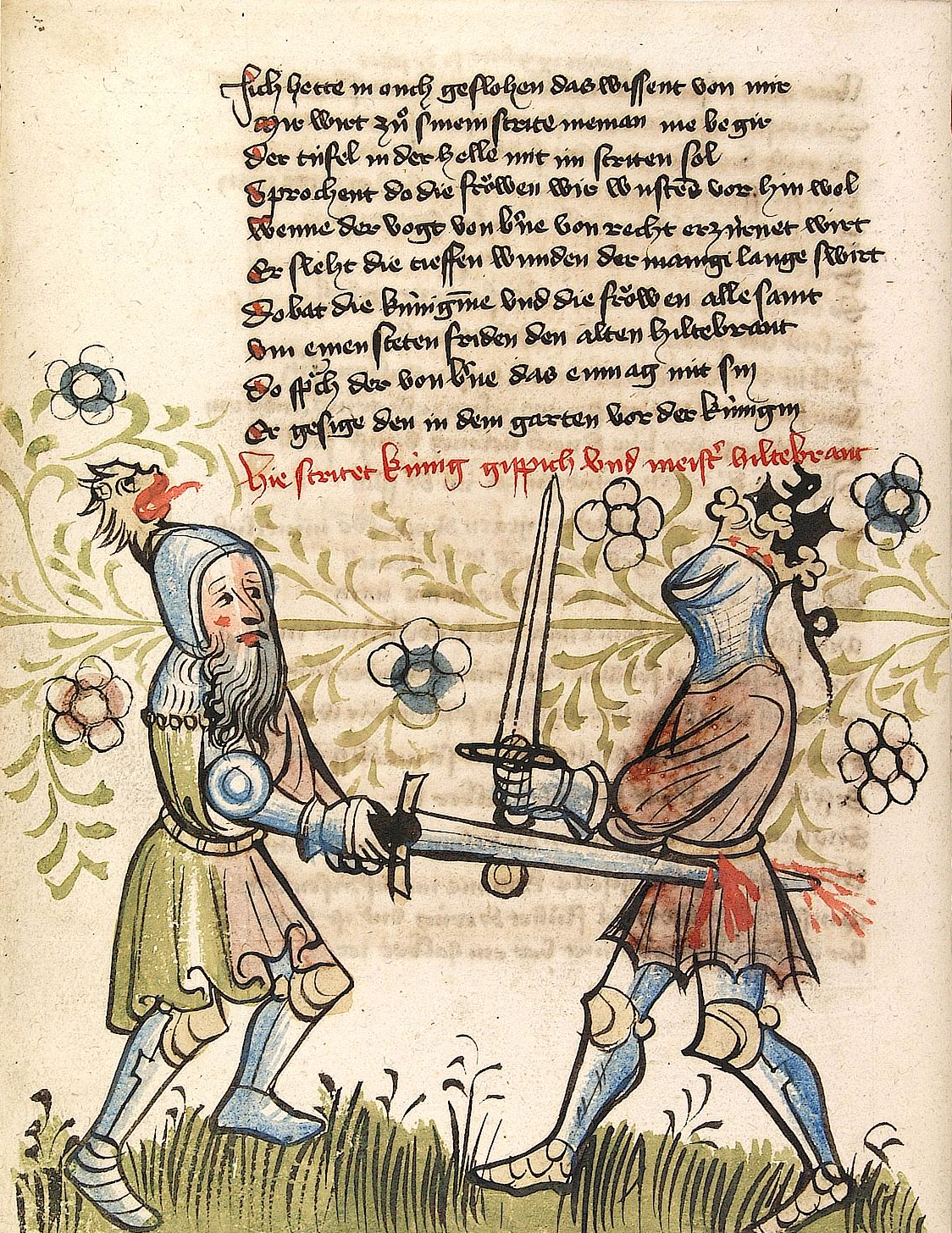
Miniatura da Canção dos Nibelungos. Hildebrand luta contra o rei Gibica em Der Rosengarten zu Worms.

Em alemão, Nibelungenlied, é um cantar de gesta de origem germânica da Idade Média escrito arredor do século XIII. Este cantar reúne muitas das lendas existentes sobre os povos germânicos, misturadas com factos históricos e crenças mitolóxicas que, pela profundidade do seu conteúdo, complexidade e variedade de personagens se converteu na epopea nacional alemã. O manuscrito da Canção, que se conserva na Biblioteca Estatal de Baviera, foi inscrito no Programa Memória do Mundo da UNESCO em 2009 como reconhecimento da sua significação histórica. No s. XIX fizeram-se várias versões em teatro e ópera, como Der Ring des Nibelungen, um ciclo de quatro óperas épicas compostas entre 1848 e 1874 pelo alemão Richard Wagner.

### As guerras de independência da Escócia
Em 1375, o makar (poeta da corte) John Barbour escreveu o poema The Brus, que conta a história de Robert the Bruce, que liderou os escoceses nas suas guerras de independência contra os reis Eduardo I e Eduardo II de Inglaterra e que finalmente se tornou rei da Escócia.
Por volta de 1488, o makar Blind Harry escreveu The Wallace, sobre a vida e a morte do emblemático nacionalista escocês Sir William Wallace. Os acontecimentos das guerras de independência são um tema habitual nos versos do escocês Robert Burns.

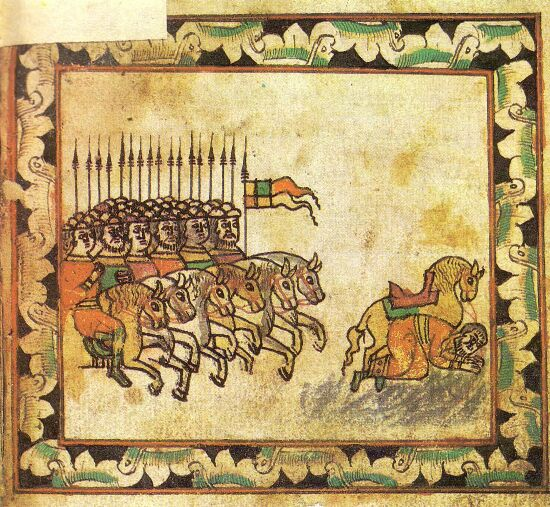
Escutando a terra antes da batalha de Kulikovo.

### A batalla de Lepanto
O poema do s. XV Zadonschina, que se baseia na mesma tradição da poesia bélica eslava que O conto de Igor, foi composto para glorificar a vitória de Dmitri Donskoi, grande duque de Moscovo sobre Mamai e os mongois da Horda de Ouro no Batalha de Kulikovo ao longo do rio Dom o 8 de setembro de 1380. O poema pervive em seis manuscritos medievais. Achasse que o autor de Zadonshchina foi um tal Sofonii (em russo: Софоний) de Riazam. O seu nome como autor do texto aparece mencionado em duas cópias manuscritas que se conservam. Sofonii provavelmente foi um dos cortesáns de Vladimir o Temerário, primo do grande príncipe Dmitri Donskoi, o herói do poema.

### A Guerra da Liga de Cambrai

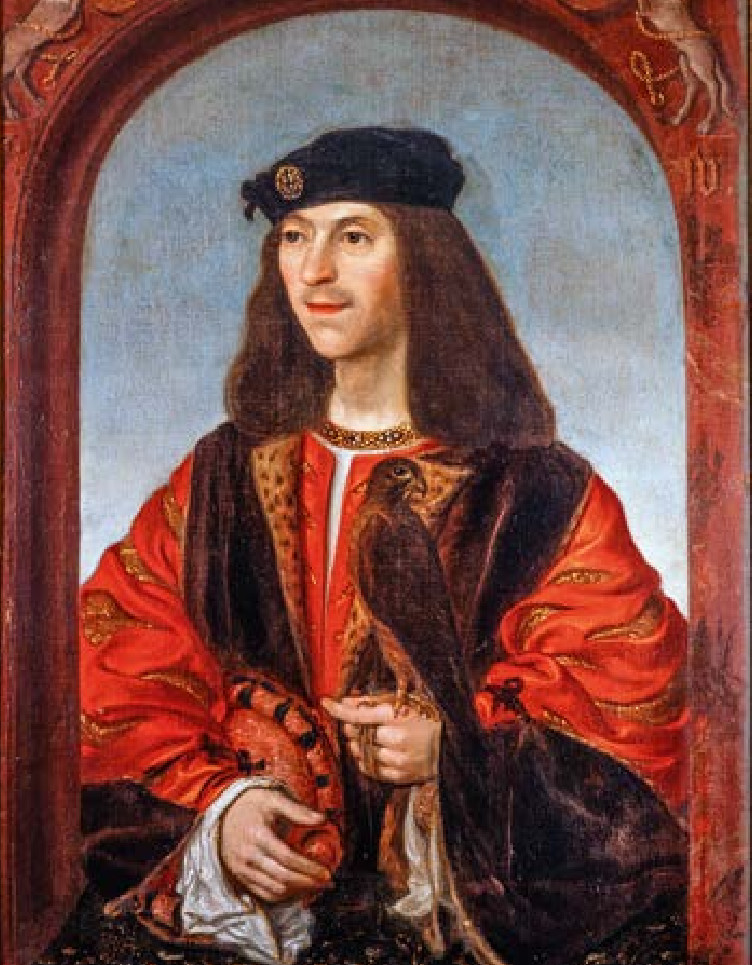
Rei James (Jaime ou Jacobe) IV da Escócia.

Na batalha de Flodden, o 9 de setembro de 1513, um exército inglês liderado pelo conde de Surrey derrotou e matou a Jaime IV da Escócia, e é considerada o final da Idade Média nas Ilhas Britânicas. Ainda que o rei estava casado com Margarida Tudor, irmã de Henrique VIII, o sobretudo rasgado e manchado de sangue do rei escocês foi enviado como troféu de guerra ao seu cunhado Henrique, que então invadia a França, pela sua esposa Catarina de Aragão.
A batalha segue sendo uma das terríveis derrotas da Escócia. A perda não só de el'Rei, senão também de uma grande parte dos nobres, comuneiros e príncipes da Igreja. O filho do rei, de um ano de idade, Jaime V, foi coroado três semanas após da morte do seu pai, e a sua infância esteve carregada de convulsões políticas.
De longe, o poema de guerra mais famoso sobre a batalha é o poema em língua ânglica escocesa "As Flores da Floresta" de Lady Jean Elliot. Segundo a lenda, Lady Jean viajava uma noite, na década de 1750, quando o seu irmão Gilbert supostamente apostou por duas luvas que a sua irmã não era quem de escrever uma balada sobre a batalha de Flodden Field. Quando o irmão viu o poema rematado, soube "que perdera #o seu aposta e Escócia ganhara uma balada imortal".

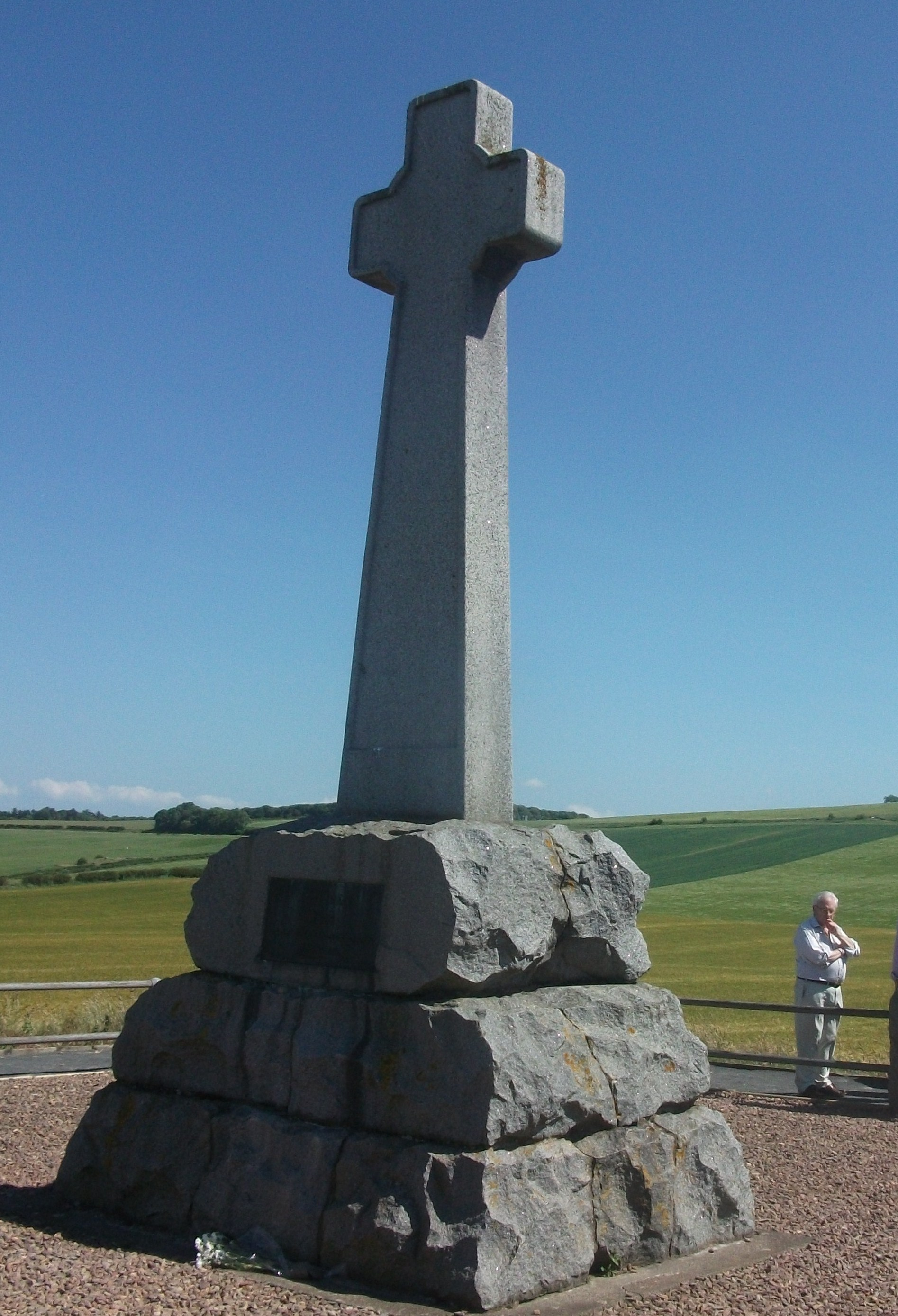
A cruz conmemorativa de Flodden, que foi erixida em 1910.

Em 1755, Lady Jean publicou a letra de forma anónima e ao princípio pensou-se que "The Flowers of the Forest" era uma antiga balada. Porém, Robert Burns suspeitava que se tratava de uma imitação, e junto com Ramsay e Walter Scott identificaram a autora.
Na canção "The Green Fields of France", que denuncia a destruição de toda uma geração de jovens nas trincheiras da Primeira Guerra Mundial, Eric Bogle também mantém o hábito de tocar a balada de Lady Jean com a gaita de foles das Highlands nos funerais militares británicos e da Commonwealth. Ironicamente, "The Flowers of the Forest" é uma canção tão antiguerra quanto qualquer outra de Bogle, Bob Dylan ou Joan Baez.
Ainda que o rei Jaime IV é considerado como o monarca escocês mais popular e eficaz dos Stuart, The Flowers of the Forest considera-o pessoalmente responsável pela Guerra da Liga de Cambrai e da matança resultante de milhares de escoceses em Flodden. A canção, em scots conhecida como "The Floo'ers o' the Forest (are a' wede away)", descreve graficamente a solidão das escocesas depois da batalha, sem homens vivos com os que namorar. As letras também descrevem a dor das viúvas e os 'bairns' (filhos), que ficaram sem pai.
A canção lamenta a matança em Flodden dos famosos arqueiros da floresta Ettrick, Selkirkshire, cujos antepassados foram chamados "Flores da floresta" trás cair lutando baixo sir William Wallace e John Stewart na batalha de Falkirk em 1298. Os arqueiros formaram a guarda pessoal do rei Jaime IV e, do mesmo modo que os seus antepassados em Falkirk, os seus cadáveres foram encontrados arredor do seu senhor caído.

### O assédio de Szigetvár de 1566
Em Szigetvár, um exército de 2300 húngaros e croatas ao serviço dos Habsburgo, com o Ban Nikola Zrinski da Croácia ao mando, defendeu a fortaleza contra o enorme exército do sultão Solimão. Ao pouco de morrer este na sua loja, a batalha concluiu. O grão visir do Império, o paxá sérvio converso Sokollu Mehmed, executou em segredo às testemunhas da morte do sultão e ocultou-o para evitar que a moral do exército caísse. O 7 de setembro de 1566, uns esgotados 600 húngaro-croatas abriram as portas do castelo e saíram num feroz ataque com sabres contra o campamento turco. No contraataque, Zrinski foi derribado por disparos e uma seta na cara. Diz-se que morreu sorrindo pela surpresa que deixara. Quando os janízaros entraram, um estopim lento provocou a explosão do armazém de pólvora. A fortaleza e mais de 3.000 soldados turcos foram despedaçados, além dos mais de 20.000 que caíram no assédio.
O grão visir reclamou a vitória mas a campanha que planeava capturar Viena rematou com a morte do sultán, e o exército retirou-se a Belgrado, onde Selim II, filho de Solimão, foi nomeado novo sultão. Zrinski foi aclamado como herói na cristiandade e segue a ser herói nacional da Croácia e Hungria; o cardeal Richelieu, ministro de Luís XIII, chamou ao assédio "a batalha que salvou à civilização".
O primeiro poema sobre o assédio, Vazetje Sigeta grada, foi composto em croata por Brne Karnarutić de Zadar, publicado em Veneza em 1584. Sabe-se que Karnarutić baseou-se em boa medida nas memórias do criado de Zrinski, Franjo Črnko. O poema inspirou a Judita de Marko Marulić.
Em 1651, Miklós Zrínyi, bisneto de Zrinski, publicou Szigeti Veszedelem. Tomando de modelo a Ilíada e a Gerusalemme Liberata de Tasso, abre o seu poema com uma invocação à musa (a Virxe María), apresenta personagens da mitoloxía grega, como Cupido, e o ban é várias vezes comparado com Héctor.
Segundo Britannica, The Siege of Sziget é o primeiro poema épico húngaro e "uma das principais obras" dessa literatura. Ainda que o Paradise Lost de John Milton adopta ser acreditado como o rexurdimento da poesia épica, foi publicado em 1667, dezasseis anos depois de Szigeti Veszedelem.
A épica de Zrinyí conclui com Zrinski matando ao sultão e depois abatido por janízaros. Porém, a maioria de historiadores aceitam as fontes turcas que afirmam que o sultán morreu por causas naturais antes do assalto final e que a sua morte se manteve em segredo para evitar que rompesse a moral do exército.
A primeira tradução ao croata foi feita por Petar Zrinski, irmão do autor, intitulada Opsida Sigecka. O único exemplar que se conserva está na Biblioteca Central de Zagreb. Traduziu-se para o alemão e italiano a finais do s. XIX. Em 1944 publicou-se em Budapeste uma nova tradução ao alemão por Árpád Guilleaume, combatente na Segunda guerra mundial a favor dos nazistas e a obra foi posteriormente proibida na Hungria Socialista.
Outro poeta-militar croata, Pavao Ritter (1652–1713), escreveu sobre a batalha. O seu poema Odiljenje sigetsko ('A despedida de Sziget'), de 1684, lembra o acontecimento sem rencor. O último dos quatro quantos consiste em epitafios para os guerreiros croatas e turcos que morreram durante o assédio, com igual a respeito de ambos.

### A batalla de Lepanto
O novelista e poeta Miguel de Cervantes serviu em combate durante a batalha de Lepanto em 1571 e mais tarde voltou contar as suas experiências em forma de soneto e obra dramática.
O primeiro, porém, a compor um poema sobre Lepanto foi o humanista Juan Latino: poucos meses depois da batalha, compôs as canções do Austriadis Carmen ( 1572 ) em hexâmetros. Francisco Pacheco também escreveu um pequeno poema em hexâmetros latinos e o épico escrito na Guatemala por Francisco de Pedrosa Austriaca sive Naumachia ( 1580 ) é preservado inédito. La singular i admirable victoria que per la gracia de N. foi impressa em catalão . S. d. Obtive o senhor Sereníssím Joana da Áustria do mais poderoso exército turco, de Joan Pujol (Barcelona, 1574); o poeta português Jerónimo Corte-Real escreveu em castelhano, Austríaca o Felicissima Victoria (Lisboa, 1578). Lope de Vega referiu-se a Lepanto em diversas passagens da comédia La santa Liga, além de um soneto; Juan Rufo dedicou-o a Austriada (1584); Jaime VI da Escócia escreveu O Lepanto (1585) e muitos poetas da Idade de Ouro também trataram do assunto.
GK Chesterton voltou contar a história da mesma batalha no seu poema Lepanto, escrito em 1911 e publicado em 1915.
Jorge Luís Borges, o seu tradutor ao castelhano, escreveu:
"Creo [...] que Lepanto es una de las páginas de hoy que las generaciones del futuro no dejarán morir. Una parte de vanidad suele incomodar en las odas heroicas; esta celebración inglesa de una victoria de los tercios de España y de la artillería de Italia no corre ese peligro. Su música, su felicidad, su mitología, son admirables [...] Conmueve físicamente, como la cercanía del mar."

### Os Lusíadas
Os Lusíadas é uma das grandes epopeias renascentistas escritas em português por Luís de Camões, publicada em 1572, três anos após o seu regresso do Oriente. É composto por dez cantos com estrofes em oitavas decassilábicas. Segundo a lenda, os portugueses descendem de Luso, filho de Baco, que conquistou pelas armas um território que mais tarde se tornaria a Lusitânia (Portugal). A palavra "Lusíadas" foi criada pelo humanista André de Resende. Esse nome coletivo indica que o tema do poema não é um homem específico, mas sim o povo português.
O tema sobre o qual se articula é a primeira expedição de Vasco da Gama, embora o propósito do autor seja cantar a glória do império. No relato da viagem está inserido o passado da pátria, que ocupa mais de um terço da obra, e as experiências do navegador representam uma anedota na história do país. Assim, menciona Afonso VI, rei da Galiza e Leão e de Castela, na própria história de Portugal, sendo Espanha referida mais a um conceito geográfico (Península Ibérica) do que político (as referências a Al-Andalus também estão inseridas em aquela Espanha geográfica, o Mauro Hispano) e acontecimentos muito anteriores à união ibérica da dinastia filipina.
«Um Rei, por nome Afonso, foi na Espanha,
Que fez aos Sarracenos tanta guerra,
Que, por armas sanguinas, força e manha,
A muitos fez perder a vida e a terra.
Voando deste Rei a estranha fama
Do Herculano Calpe à Cáspia Serra,
Muitos, pera na guerra esclarecer-se,
Vinham a ele e à morte oferecer-se.
[Afonso VI de Leão e I de Castela]
O poema começa quando os navegantes já estão no Oceano Índico, depois referem-se às aventuras anteriores, desde a foz do Tejo, pelas Canárias, Cabo Verde, costa de África, Mombaça, Calcutá - a maior das cidades do na costa do Malabar, na Índia - e ao longo do caminho sofrem inúmeros reveses como a epidemia de escorbuto, trovoadas, emboscadas, etc. até conseguirem fugir de volta para Lisboa. No seu regresso, Vénus leva-os - como recompensa pelos seus esforços - a uma ilha paradisíaca. No poema, os elementos fabulosos do estilo clássico se misturam a episódios históricos, bélicos, românticos e mitológicos. No Canto III conta, pela boca de Vasco da Gama, a história da nobre galega Inés de Castro, rainha póstuma de Portugal, amada por quem viria a ser o rei D. Pedro I de Portugal, com quem teve quatro filhos. Ela foi executada por ordem de seu pai, o rei D. Afonso IV, porém quando o rei se arrependeu, Dona Inês foi morta por dois assassinos que fugiram para Castela. D. Pedro mandou vestir o cadáver de Inês e coroá-la no trono.
Ademais do aparecimento da deusa Vénus, os marinheiros caem em braços das nereidas (deidades do mar), semelhantes às sereias de Ulisses (Odisseu); aparece também uma ninfa que profetiza a história futura das Indias Orientais (a profecia é também outro elemento da epopea clássica); e Júpiter alude aos navegantes portugueses como descubridores de novos mundos, igual que Odisseu e Eneias.

### As revoltas jacobitas

#### Revolta de 1715
Em Là Sliabh an t-Siorraim, Sìleas na Ceapaich, filha do 15º chefe do Clã MacDonald de Keppoch, canta de alegria com a chegada do Príncipe James Francis (O Velho Pretendente, filho de James II), a Batalha de Sheriffmuir, o estado de agitação entre a batalha e o fim do levante jacobita de 1715. Sìleas também é conhecida por seu lamento elegante em Alasdair a Gleanna Garadh, que se refere à poesia mitológica atribuída a Amergin Glúingel.

#### Revolta Jacobita de 1745
Na literatura gaélica escocesa, o maior poeta de guerra dos levantes é Alasdair Mac Mhaighstir, tacksman do Clã Donald. Canções jacobitas escritas por ele, como Òran Nuadh, Òran nam Fineachan Gaidhealach ou Òran do'n Phrians, são testemunho da lealdade apaixonada aos Stuarts. Segundo o historiador J. MacKenzie, estes poemas foram enviados a Aeneas MacDonald, irmão do tacksman de Ardmolich, um banqueiro em Paris. Aeneas leu os poemas traduzidos em voz alta para Bonnie Prince Charlie e isso desempenhou um papel importante em convencê-lo a ir para a Escócia e iniciar o levante. Alasdair serviu como tutor gaélico do príncipe e como capitão dos homens de Clanranald desde o levantamento do estandarte em Glenfinnan até a derrota final na Batalha de Culloden. Outros poemas sobre o levante foram escritos tanto em gaélico quanto em inglês por John Roy Stewart, coronel do regimento de Edimburgo e confidente próximo de Carlos Stuart.
O poema Mo Ghile Mear, composto por Seán Clárach Mac Domhnaill, um bardo do Condado de Cork, é um lamento pela derrota em Culloden. É um solilóquio do Reino da Irlanda, que Seán Clárach personifica, segundo as regras de Aisling, como uma mulher do Outro Mundo (referindo-se à deusa Ériu, símbolo de Éire) que lamenta o seu estado e se descreve como uma viúva aflita pela derrota e exílio de seu legítimo rei. Desde que foi popularizada por Sean Ó Riada, tornou-se uma das canções irlandesas mais populares já escritas, gravada por The Chieftains, Sting, Órla Fallon, e muitos outros.
A canção Mo rùn geal òg ('Meu lindo novo amor'), também conhecida como Cumha do dh'Uilleam Siseal ('O lamento por William Chisholm') foi composta por Christina Fergusson para seu marido, W. Chisholm, ferreiro, porta-estandarte do chefe do clã Chisholm e morto em combate em Culloden. Fergusson, possivelmente de Ross-shire, escreveu o poema que censura o Príncipe Bonnie pela perda de seu marido na luta por sua causa, o que a deixou desolada. A música foi gravada por Flora MacNeil, Karen Matheson e Julie Fowlis.
Sir Walter Scott, Carolina Nairne, Agnes Maxwell MacLeod, Allan Cunningham e William Hamilton escreveram poemas em inglês sobre o levante. No entanto, embora a classe alta britânica e o mundo literário romantizassem a revolta e os clãs escoceses, a supressão da cultura escocesa das Terras Altas, que tinha começado após a derrota da revolta, continuou durante quase dois séculos.
Antes de servir nos Seaforth Highlanders no Raj britânico e durante a queda da França em 1940, o poeta Aonghas Caimbeul frequentou a Cross School na Ilha de Lewis . Mais tarde, ele lembrou: “Sem contar as histórias do Barão Alemão Münchhausen, nunca encontrei nada tão desonesto, mentiroso e impreciso como a história da Escócia ensinada naquela época”.
Mesmo assim, um grande número de escoceses continuou a alistar-se nas forças armadas britânicas. Por esta razão, o crítico literário Wilson MacLeod escreveu que, na literatura escocesa pós-Culloden, poetas anticolonialistas como Duncan Livingstone "devem ser consideradas vozes isoladas. A grande maioria dos versos gaélicos, do século XVIII em diante, eram pró-britânicos e pró-império, com poetas como Aonghas Moireasdan e Dòmhnall MacAoidh afirmando com entusiasmo a justificativa para a expansão imperial, que era uma missão civilizadora e não um processo de conquista e expropriação. Por outro lado, não há evidências de que os poetas gaélicos vissem uma conexão entre sua própria história difícil e a experiência dos colonizados em outras partes do mundo."

### Revolução Americana
O poema de Henry Wadsworth Longfellow Paul Revere's Ride ( 1860 ) ficcionaliza o esforço do ourives de Boston Paul Revere para alertar os Patriots sobre um ataque britânico iminente na véspera das batalhas de Lexington e Concord em abril de 1775. Foi publicado no The Atlantic Monthly em janeiro de 1861 e mais tarde na coleção de 1863 Tales of a Wayside Inn.
Concord Hymn de Ralph Waldo Emerson de 1837 presta homenagem à milícia Patriot em Concord, mencionando "o tiro ouvido em todo o mundo", uma frase mais tarde aplicada ao assassinato de Sarajevo.
David Humphreys escreveu Addressed to my Friends at Yale College, on my leaving them to join the Army, o primeiro soneto da poesia americana, em 1776, antes de deixar Yale para se tornar coronel do Exército Continental na Guerra de Independência.
Entre os mais antigos poetas gaélicos norte-americanos dos quais sabemos alguma coisa está Iain MacMhurchaidh do clã Macrae, nascido em Kintail e emigrou para o condado de Moore, na Carolina do Norte, por volta de 1774, lutou como legalista na Revolução, e compôs poesia até sua morte por volta de 1780. Diz-se que ele lutou sob as ordens de Patrick Ferguson na batalha de King's Mountain em 7 de outubro de 1780. Embora essa batalha tenha sido tradicionalmente caracterizada como um "confronto entre os leais montanheses e os revolucionários escoceses e irlandeses", na realidade havia gaels em ambos os lados. Segundo uma fonte, MacMhuircaidh, "em um renascimento da imunidade diplomática dos bardos celtas", caminhou entre os exércitos adversários em batalha e, tentando converter seus companheiros gaélicos entre a milícia Patriot e os Overmountain Men, cantou a canção Nam þaði lål-an-uachdar air lhad nan còta ruadha ('Mesmo que a vantagem tenha sido obtida contra os mantos vermelhos'). No poema, ele chamou a revolução contra o rei George de "tão antinatural quanto o desrespeito ao seu pai terreno ou celestial" e ameaçou que quaisquer patriotas que não se submetessem à monarquia britânica receberiam o mesmo tratamento que os jacobitas, reais ou suspeitos, após o batalha de Culloden, ainda chamada nas Terras Altas de Bliadhna nan Creach ("O ano do saque"). Pode muito bem ter sido em retaliação a esse poema que MacMhurchaidh teria sofrido uma morte horrenda nas mãos dos patriotas.
Em 1783, ano que viu o fim da Revolução Americana e o início das Highland Clearances em Inverness-shire, Cionneach MacCionnich ( 1758-1837), um poeta do clã MacKenzie nascido em Castle Leather, Inverness, compôs o único poema gaélico que se preserva da época com uma bandeira patriótica, em vez da leal: Cumha an Tuaiscirt ("O Lamento do Norte"). Nele, MacCionnich zomba dos chefes dos clãs por se tornarem proprietários ausentes, tanto alugando e despejando seus membros do clã em massa em favor de ovelhas (o <i id="mwBcA">Highlands Clearance'' ), quanto "gastando suas riquezas inutilmente", em Londres. Ele acusa o rei George (Jorge III) de tirania e de destruir o navio do Estado (veja alegoria de Platão). MacCionnich também afirma que a verdade está do lado de George Washington e do Exército Continental e que os gaélicos fariam bem em emigrar antes que o rei e os proprietários de terras tomassem o que restava deles.

### Ali Paxá
No início do século XIX, o muçulmano albanês Haxhi Shehreti compôs o poema épico Alipashiad. A obra é inspirada em Ali Pasha (Ali Paxá de Tepelene), governador do Paxalik de Ioannina na Grécia do Império Otomano, que descreve sua vida e campanhas militares. O poema está escrito em grego demótico, que Shehreti considerava uma língua de maior prestígio que o turco ou o albanês. O Alipashiad é único na poesia grega por ter sido escrito do ponto de vista islâmico. Além de descrever as aventuras de Ali, o poema descreve Janina (Ioannina), centro da cultura grega da época, bem como as atividades dos mercenários (armatoles) e revolucionários (klephts) com os quais ele teve que lidar. No entanto, após a sua morte em 1822, enquanto liderava uma revolta contra o sultão Mamude II, Ali Pasha tornou-se, na literatura ocidental, a personificação de um "déspota oriental".

### Guerra da Independência Grega

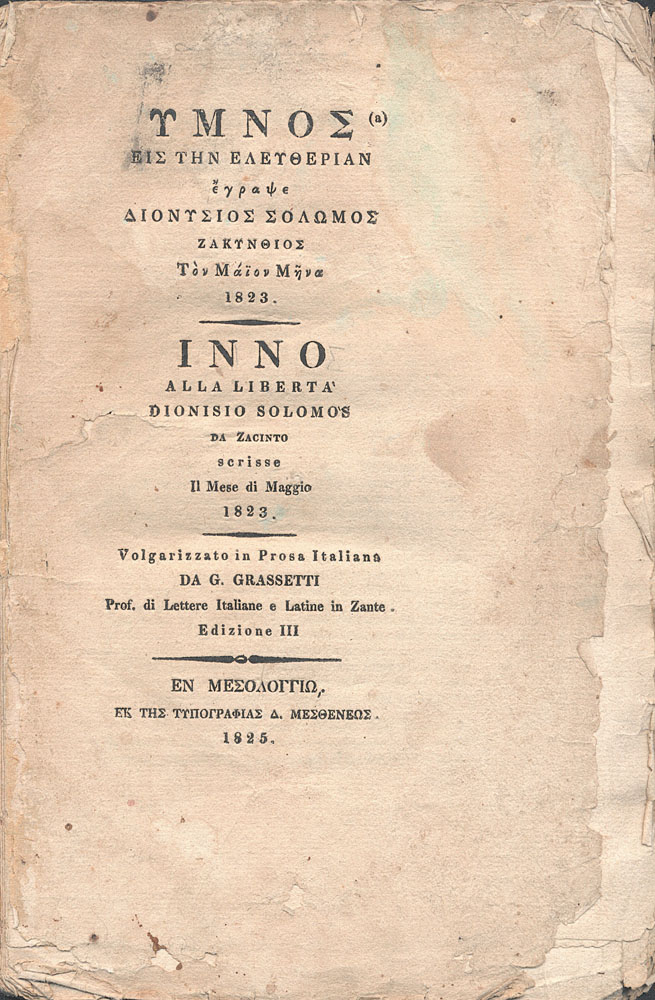
Ymnos Eis Tin Eleftherian. 1825

A Guerra da Independência Grega foi desencadeada entre 1821 e 1830 e resultou na independência do povo grego após mais de quatro séculos de domínio otomano. A revolta e seus antecessores também foram temas de poesia de guerra.
Lord Byron, que fugiu de Inglaterra antes dos seus credores iniciarem os processos judiciais e logo após o fim do seu casamento com Lady Byron, é o mais famoso destes poetas. Byron juntou-se aos rebeldes gregos e glorificou a sua causa em muitos dos seus poemas, que continuaram a ser amplamente lidos. Em 1824, Byron morreu aos 36 anos de idade de uma febre contraída após o primeiro e segundo cercos de Mesolongi. Até hoje, o povo grego o reverencia como um herói nacional.
Ainda que foi estrangulado na torre Nebojša em Belgrado por ordem do sultán Selim III em 1798 enquanto planeava um levantamento grego com a ajuda de Napoleón, os versos de Rigas Feraios (1757–1798) de algum modo inspiraram a guerra da independência, que segue sendo um motivo importante da literatura grega. Nos seus poemas, Feraios instou ao povo a abandonar as cidades para as montanhas e a lutar ali. As últimas palavras de Feraios foram: "Semeei uma rica semente; chega a hora em que o meu país recolha os frutos gloriosos".
Dionysios Solomos (1798–1857) escreveu o Imnos is tin Eleftherian, que hoje é o hino nacional grego, em 1823, só dois anos depois de que os gregos se levantassem contra o Império. Também é o hino nacional do Chipre desde 1966. Solomos é considerado o poeta nacional da Grécia.
Até hoje, cada 25 de março membros da diáspora grega cantam canções ao redor do mundo para celebrarem a independência e mostrar respeito pelas vidas que foram perdidas.

### Revoluções Alemãs de 1848-49
Georg Herwegh, que escreveu durante as revoluções alemãs de 1848 e 49, é um exemplo de poeta bélico alemão do século XIX.

### Revolução Húngara de 1848

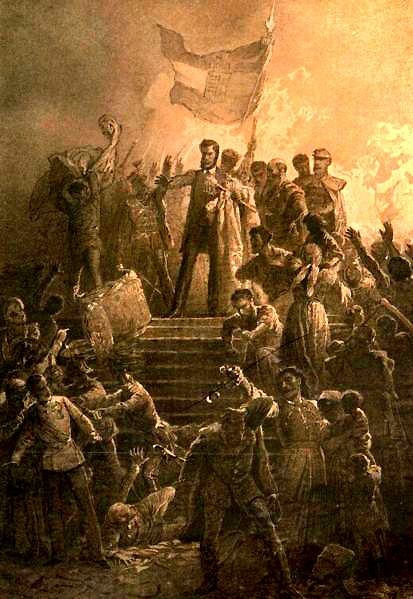
Sándor Petőfi lendo Nemzeti de 15 de março de 1848.

A revolução húngara de 1848 foi largamente inspirada na poesia de Sándor Petőfi, considerado o poeta nacional da Hungria.
A revolta começou em 15 de março, quando Petőfi leu o poema Nemzeti Dal nas escadarias do Museu Nacional de Budapeste . Isso desencadeou uma manifestação massiva que obrigou os representantes do Imperador a aceitar o fim da censura e a libertação dos presos políticos.
A revolução resultou numa guerra civil entre um governo republicano liderado por Lajos Kossuth e os monarquistas húngaros, muitos deles minorias étnicas, que permaneceram leais aos Habsburgos. Em resposta, o czar Nicolau I, que havia sido criado com histórias da Revolução Francesa e do Reinado do Terror, ordenou que o Exército Imperial Russo entrasse na Hungria e se aliasse aos monarquistas. Apesar dos esforços do general Józef Bem para mantê-lo fora de perigo, Petőfi insistiu em entrar em combate contra os monarquistas e os aliados russos. Pensa-se que Petőfi morreu em combate durante a batalha de Segesvár em 31 de julho de 1849 ou mais tarde numa colónia penal czarista perto de Barguzin, na Sibéria. No momento da sua suposta morte, Petőfi tinha apenas 26 anos.
Apesar da derrota da revolta, a poesia e a nostalgia de Petőfi pela Revolução de 1848 tornaram-se uma parte importante da identidade nacional da Hungria.

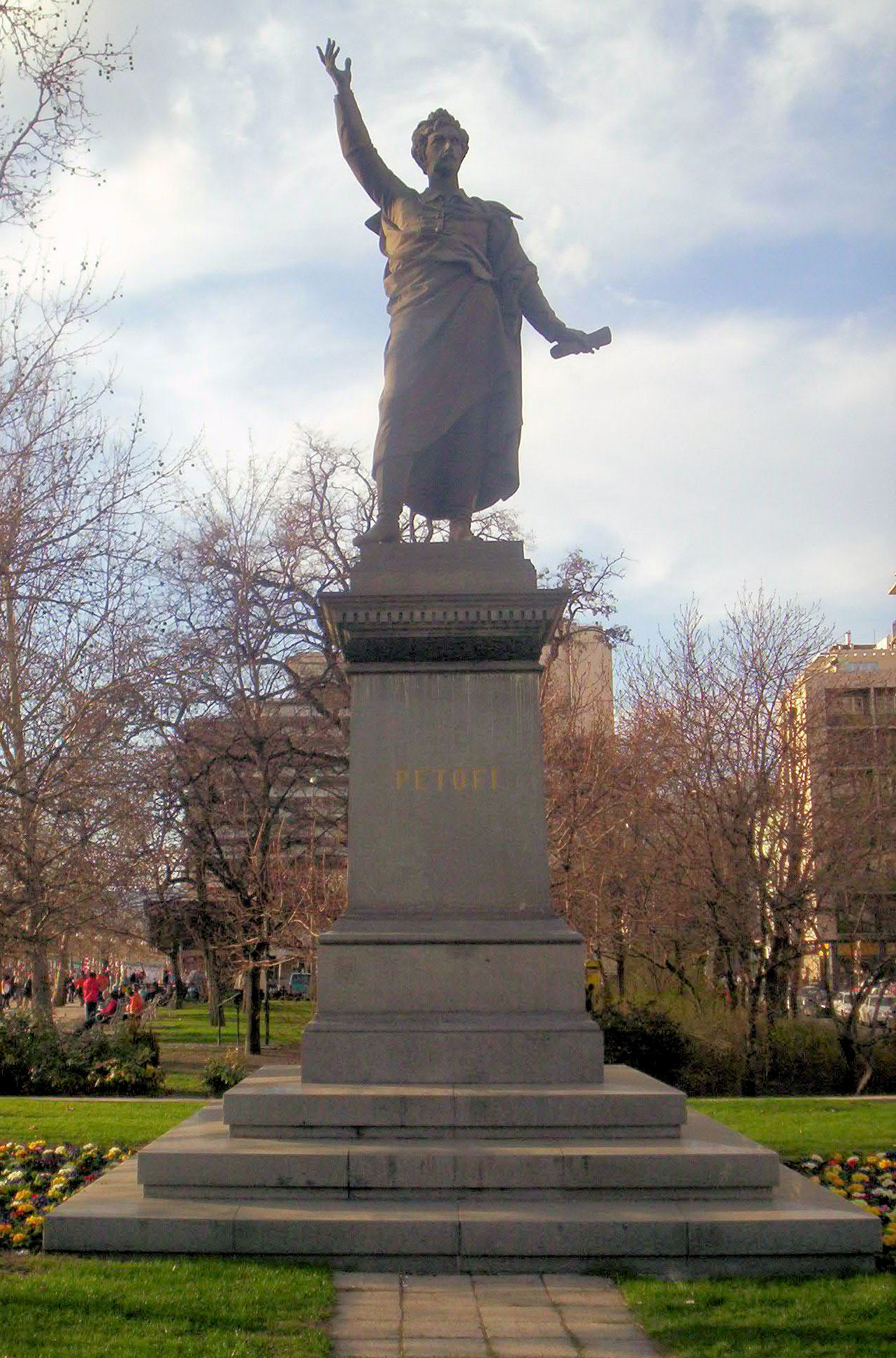
Estátua de Sándor Petőfi, Budapeste, Hungria.

Segundo Reg Gadney, a revolução húngara de 1956 começou em 23 de outubro, quando 20 mil estudantes manifestaram-se em torno da estátua de Sándor Petőfi na margem Pest do rio Danúbio. Durante o encontro, Nemzeti Dal foi recitado por Imre Sinkovics, um jovem ator do Teatro Nacional de Budapeste. Os manifestantes leram então uma lista de exigências ao Governo Comunista da Hungria, depositaram coroas de flores ao pé da estátua e atravessaram o Danúbio até Buda, onde a manifestação continuou em frente à estátua do General Józef Bem.

### Guerra da Crimeia
Provavelmente o poema de guerra mais famoso do século 19 é The Charge of the Light Brigade, de Tennyson, que ele supostamente escreveu poucos minutos depois de ler um relato da batalha no The Times. Tornou-se imediatamente muito popular, chegando mesmo às tropas na Crimeia, onde foi distribuído em forma de brochura.
O poema de Rudyard Kipling The Last of the Light Brigade, escrito cerca de quarenta anos depois do poema de Tennyson, em 1891, centra-se nas terríveis dificuldades enfrentadas na velhice pelos veteranos da Guerra da Crimeia, como exemplificado pelos cavaleiros da Brigada Ligeira, numa tentativa de envergonhar o público britânico para forneçer assistência financeira. Vários versos do poema são citados aleatoriamente pelo Sr. Ramsay em Ao Farol de Virginia Woolf.

### A Guerra Civil Americana

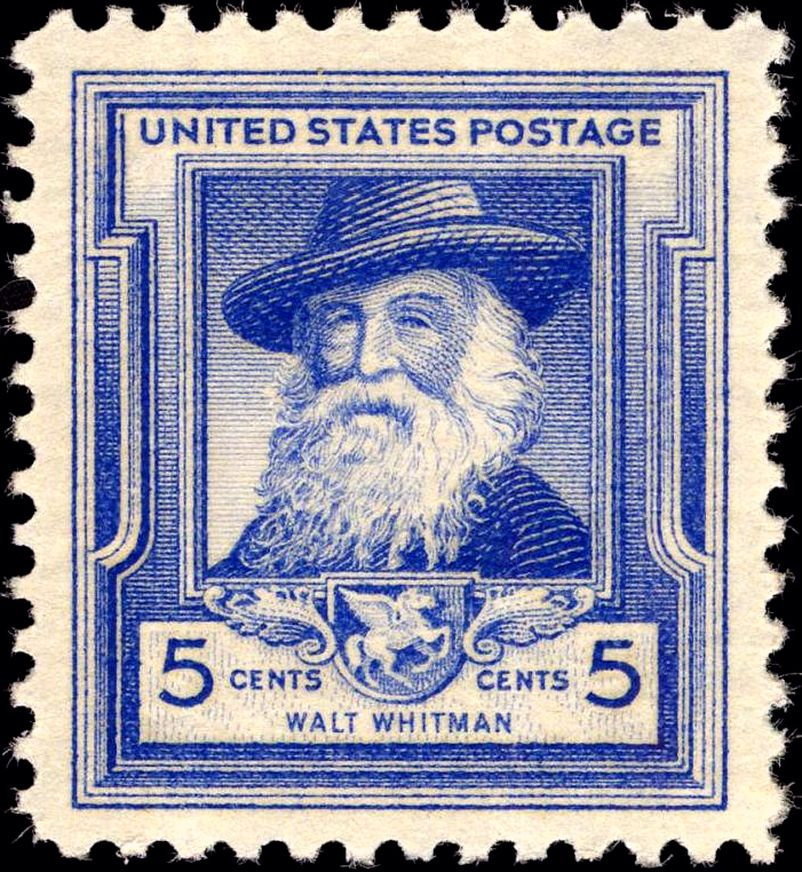
Selo postal comemorativo do poeta americano Walt Whitman em 1940.

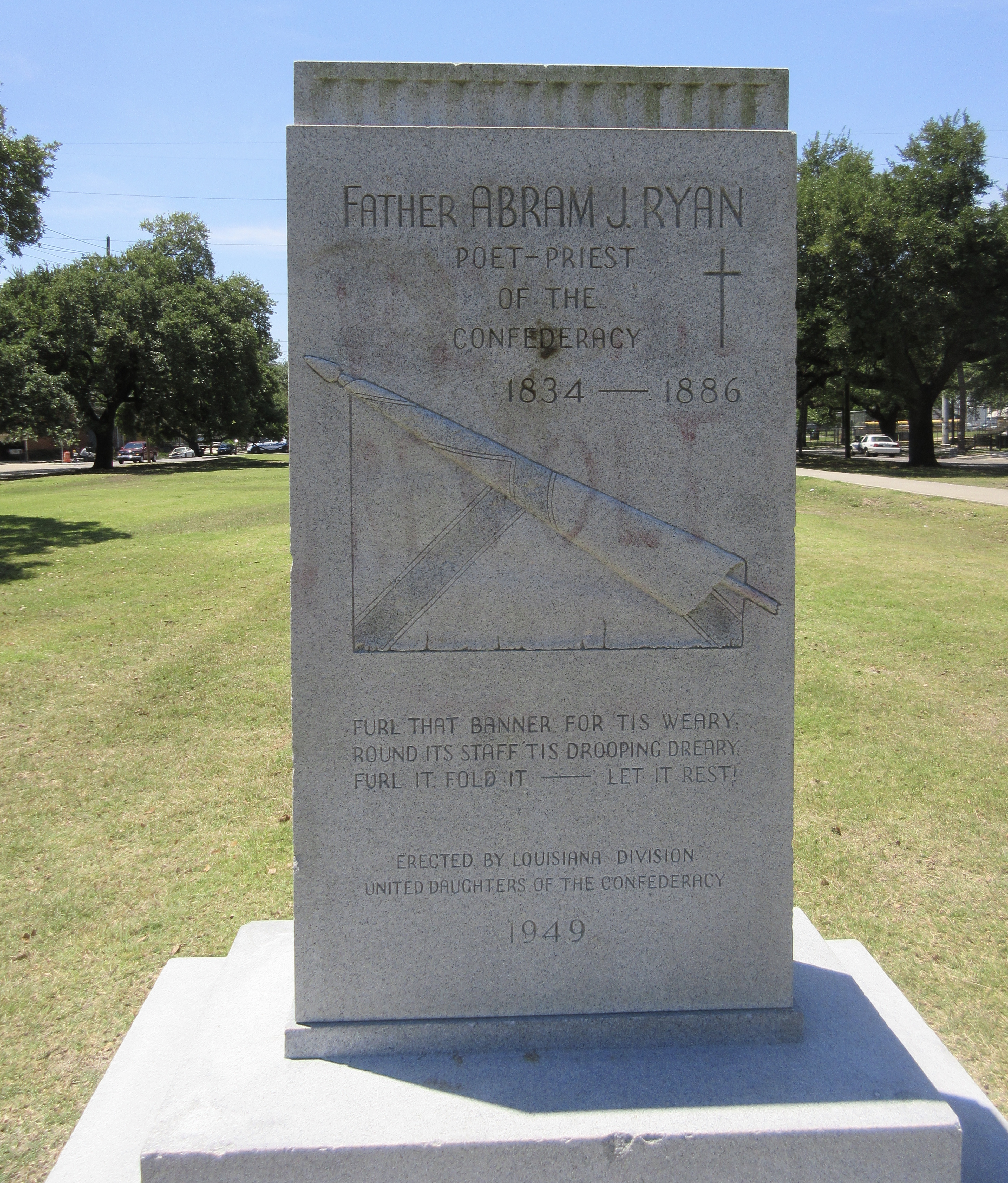
Monumento ao Pe. Abraão J. Ryan

Quando a Guerra Civil Americana começou, o poeta Walt Whitman publicou seu poema Beat! Beat! Drums! como um apelo patriótico para o Norte. Whitman foi voluntário por um tempo como enfermeiro em hospitais do exército, e sua coleção Drum-Taps (1865) trata de suas experiências durante a guerra. O romancista Herman Melville também escreveu muitos poemas sobre a guerra que apoiam o lado da União.
Em 18 de julho de 1863, Die Minnesota-Staats-Zeitung, um jornal publicado por e para os Forty-Eighters de língua alemã de Minnesota, publicou An die Helden des Ersten Minnesota Regiments ("Aos Heróis do Primeiro Regimento de Minnesota"), poema de GA Erdman de Hastings homenageando os soldados e sua carga do Cemetery Ridge na Batalha de Gettysburg. Também durante a guerra, Edward Thomas, um poeta galês de Ohio cujo nome de bardo era Awenydd, alistou-se no Regimento de Cavalaria de Minnesota. Durante seu serviço, Thomas escreveu poemas como Pryddest ar Wir Fawredd, que mais tarde ganhou a Coroa Bárdica em um Eisteddfod realizado na Pensilvânia.
Do lado confederado, Abram Ryan, um padre católico e capelão militar do Exército Confederado, elogiou o Sul derrotado em poemas como A The Conquered Banner e The Sword of Lee, às vezes referido como 'O Poeta Laureado do Sul'.

### A Guerra de Canudos

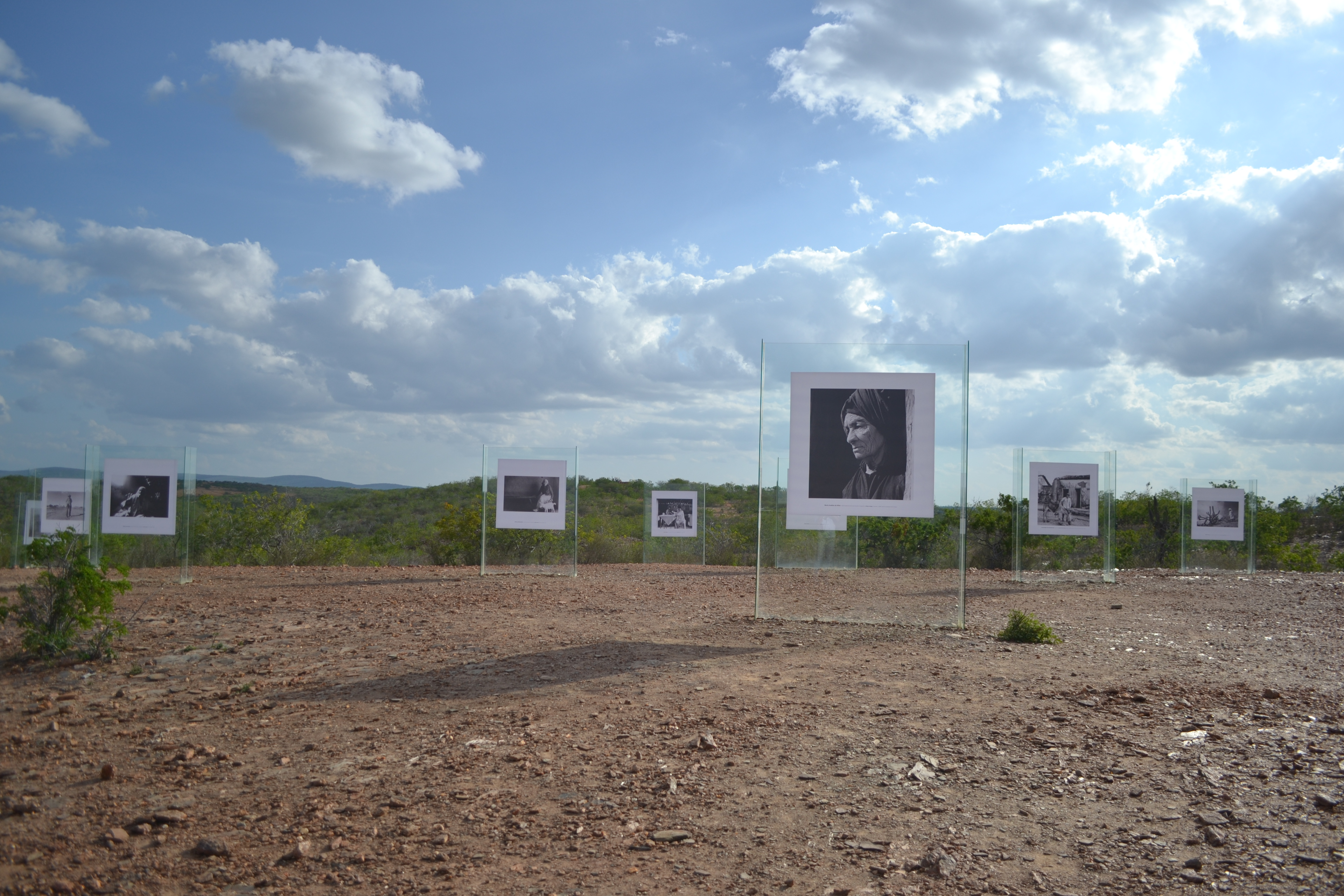
Exposição dos 120 anos do fim da guerra de Canudos, em 2017.

A Guerra de Canudos foi um conflito sangrento e complexo que devastou o sertão baiano entre 1896 e 1897 e marcou a história brasileira com suas batalhas e tragédias. Gerou uma grande veia de produção literária e poética; entre as obras, destaca-se "Os Sertões" de Euclides da Cunha, e a poesia, por sua vez, encontrou na guerra um tema de profunda reflexão sobre a condição humana, o sofrimento e a resistência sertaneja. Manuel Pedro das Dores Bombinho, um participante direto da quarta expedição, imortalizou a saga em versos com "Canudos, história em versos", expressando a dor, a valentia e a tragédia dos envolvidos. A partir dessas narrativas, a literatura de Canudos transcendeu o tempo, transformando-se em um importante marco da identidade cultural brasileira.
O Acervo da Guerra de Canudos foi criado pelo poeta e escritor brasileiro José Aras na cidade de Euclides da Cunha, sertão da Bahia. Nele podem ser vistas relíquias relacionadas com a guerra, moedas da época, fotografias de sobreviventes, espadas utilizadas pelos militares etc., além da cruz usada pelo coronel Tamarindo. Fazem ainda parte do acervo diversos livros, incluindo poesias de cordel escritas por José Aras e que falam sobre a epopeia que marcou toda a região.

### Guerra dos Bôeres

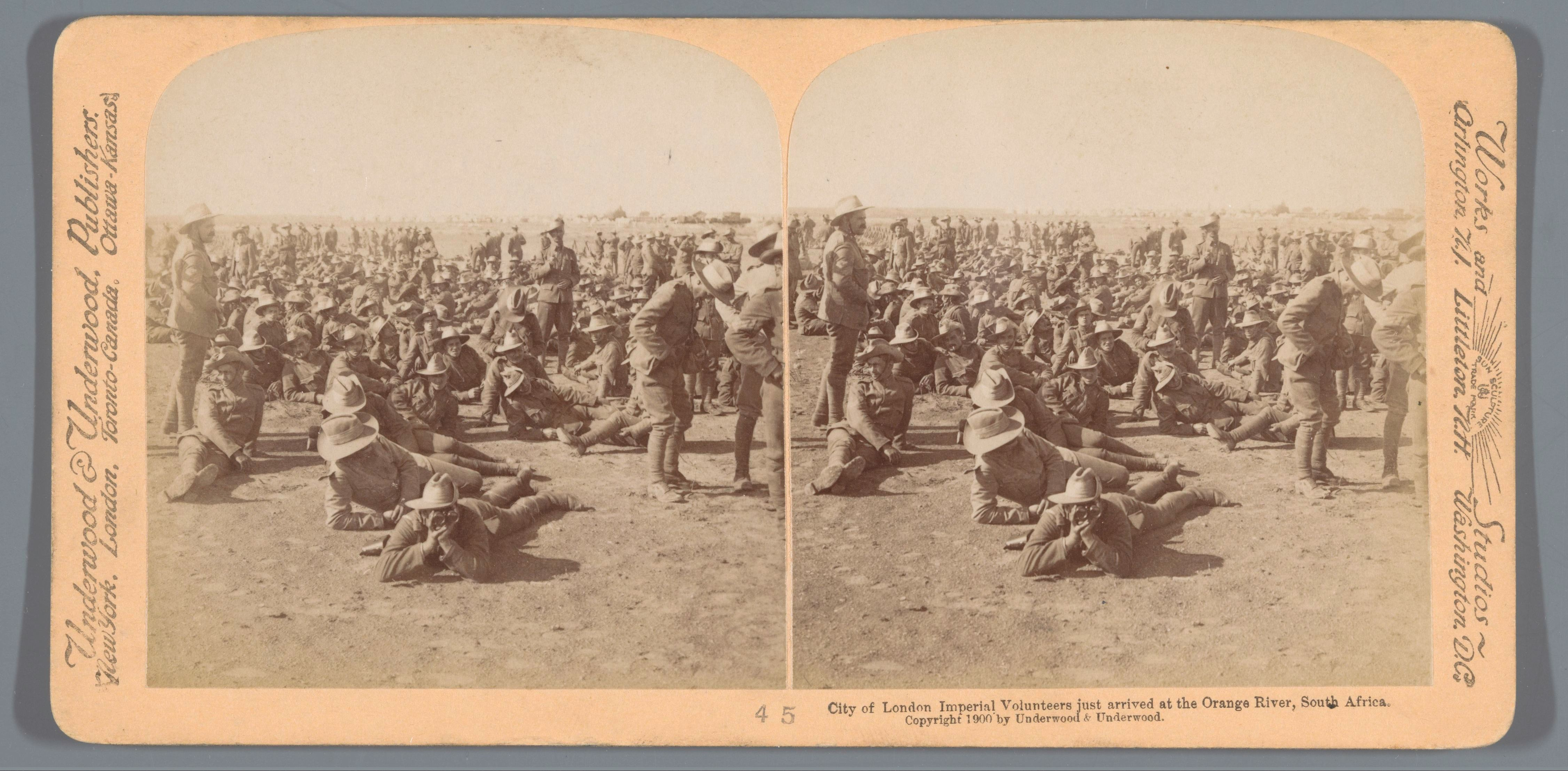
Representação de soldados britânicos em um campo próximo ao rio Orange, na África do Sul.

Rudyard Kipling escreveu poesia apoiando a causa britânica na Guerra dos Bôeres, incluindo o conhecido Lichtenberg, sobre a morte de um combatente em uma terra estrangeira. Swinburne, Thomas Hardy e outros também escreveram poemas relacionados à guerra dos Bôeres. Os poemas de Hardy incluem Drummer Hodge e The Man He Killed . Swinburne doava regularmente trabalhos a jornais para despertar o espírito, desde 'Transvaal', com a infame frase de encerramento, 'Strike, England, and strike home', até 'The Turning of the Tide' " .
"But ranged as infantry,
And staring face to face,
I shot at him as he at me,
And killed him in his place.
"I shot him dead because —
Because he was my foe,
Just so: my foe of course he was;
That's clear enough; although
"He thought he'd 'list, perhaps,
Off-hand like – just as I –

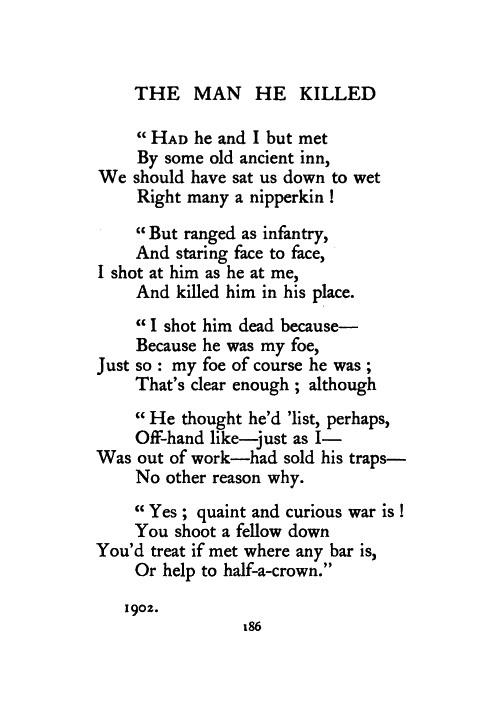
"The Man He Killed", um poema do inglês Thomas Hardy, tal como apareceu em Time's Laughingstocks and Other Verses. Originalmente escrito em 1902. Londres: MacMillan and Co., (reimpresso em 1909 - 1910), página 186.

Was out of work – had sold his traps –
No other reason why.
"Yes; quaint and curious war is!
You shoot a fellow down
You'd treat if met where any bar is,
Or help to half-a-crown."
Durante a última fase da guerra no antigo Estado Livre de Orange, o povo africâner de Winburg zombou dos regimentos escoceses do exército britânico com uma paródia da balada jacobita Bonnie Dundee, que geralmente era cantada em inglês. A peça celebrou a guerrilha do líder do Comando Boer, Christiaan de Wet.
Then away to the hills, to the veld, to the rocks
Ere we own a usurper we'll crouch with the fox
And tremble false Jingoes amidst all your glee
Ye have not seen the last of my Mausers and me!
[ Depois para os outeiros, para o veld, para as rochas, Antes de nos render a um usurpador, iremo-nos com a raposa. E tremam, falsos Jingos, em meio à vossa euforia, Vocês não viram o fim, dos meus Mausers e de mim! ]

### Primeira Guerra Mundial
Em um artigo de 2020 para a St Austin Review sobre o poeta estadounidense John Allan Wyeth, Dana Gioia escreve: "A Primeira guerra mundial mudou a literatura europeia para sempre". O horror da guerra mecanizada moderna e o massacre de dezanove milhões de jovens e civís inocentes traumatizaram a imaginação europeia. Para os poetas, a escala de violência sem precedentes aniquilou as tradições clássicas da literatura de guerra: heroísmo individual, gloria militar e liderança virtuosa. Os escritores lutaram por uma nova moda acorde com a sua experiência pessoal apocalíptica que se adaptasse à sua experiência apocalíptica pessoal.
"A poesia britânica foi particularmente transformada pelo trauma da guerra de trincheiras e do massacre indiscriminado. Os 'poetas de guerra' constituem uma presença imperativa na literatura britânica moderna com escritores importantes como Wilfred Owen, Robert Graves, Siegfried Sassoon, David Jones, Ivor Gurney, Rupert Brooke, Edward Thomas e Isaac Rosenberg. O seu trabalho, que combinava realismo cru e ironia amarga com um sentimento de futilidade trágica, alterou a história da literatura inglesa. Coortes semelhantes de poetas de guerra ocupam posições importantes em outras literaturas europeias. A poesia francesa tem Charles Péguy, Guillaume Apollinaire e Blaise Cendrars (que perdeu o braço direito na Batalha de Champagne). A poesia italiana tem Eugenio Montale, Giuseppe Ungaretti e Gabriele D'Annunzio. A poesia alemã tem Georg Trakl, August Stramm e Gottfried Benn Esses sobreviventes marcantes remodelaram o sensibilidade do verso moderno A Grande Guerra também mudou a literatura de uma forma brutal; matou inúmeros jovens escritores."

#### Sérvia
Os poetas sérvios da Primeira Guerra Mundial incluem Milutin Bojić, Vladislav Petković Dis, Miloš Crnjanski, Dušan Vasiljev, Ljubomir Micić, Proka Jovkić, Rastko Petrović, Stanislav Vinaver, Branislav Milosavljević, Milosav Stanimiroć, Vladimir Jelić e outros.

#### Áustria-Hungria

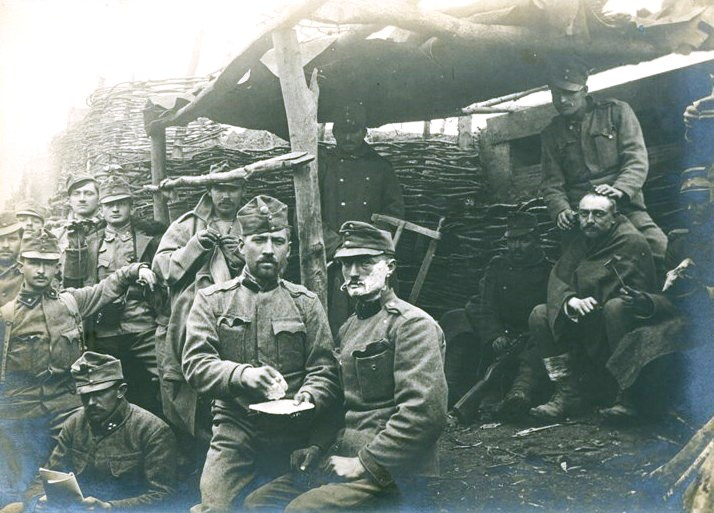
Soldados austro-húngaros descansando em uma trincheira.

Houve também poetas de guerra do Império Austro-Húngaro.
Géza Gyóni, socialista e antimilitarista húngaro, havia servido no exército antes do início da guerra em 1914. Em resposta, escreveu o grande poema pacifista Cézar, én nem megyek ("César, não irei"). No entanto, quando a investigação revelou o envolvimento do coronel sérvio Dragutin Dimitrijević no assassinato de Sarajevo, Gyóni aceitou as acusações imperiais de "uma conspiração contra nós" e a necessidade de uma "guerra defensiva". Alguns intelectuais húngaros consideraram que a guerra proporcionou uma excelente oportunidade para retribuir aos Romanov pelo papel de Nicolau I na derrota da Revolução de 1848.

Gyóni se alistou novamente e escreveu poesias que enviou do front. De acordo com P. Sherwood, “os primeiros poemas, ainda exaltados, na frente polaca relembram as canções das marchas do poeta húngaro Bálint Balassi do século XVI, escritas na campanha contra os turcos”. Durante o cerco de Przemyśl, Gyóni escreveu poemas para encorajar os defensores da cidade e estes foram publicados sob o título Lengyel mezőkön, tábortúz melett. Uma cópia chegou a Budapeste de avião, um feito raro naquela época. O político húngaro Jenő Rákosi usou a popularidade de Gyóni para retratá-lo como um soldado corajoso, contra Endre Ady, que era um pacifista. Enquanto isso, a poesia de Gyóni tomou um rumo cada vez mais depressivo. Gyóni foi capturado pelo Exército Imperial Russo após a rendição de Przemyśl; ele escreveu o poema Magyar bárd sorsa (O Destino do Bardo Húngaro) em cativeiro.
Nekem magyar bard sorsát medido:
Usí hordom þa global
Veres kerestes magyarságom,
Deito-me diante de Kristus képét.

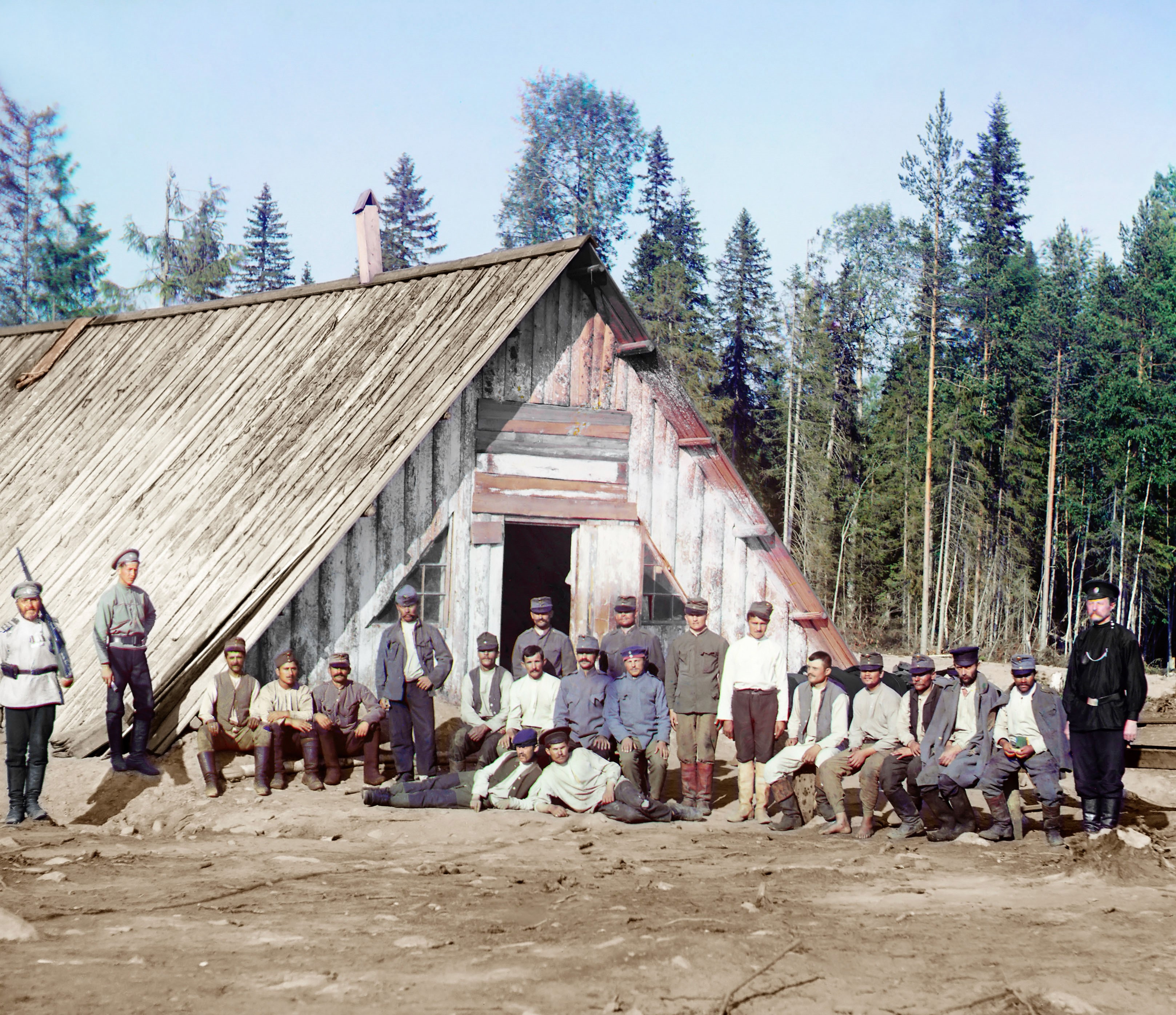
Prisioneiros de guerra austro-húngaros na Rússia, 1915; foto de Prokudin-Gorskii.

[ Meu destino é o de um bardo húngaro' / Para dar a volta ao mundo  / Meu magiarismo sangrento e cruzado  / Como um peregrino com uma imagem de Cristo.]

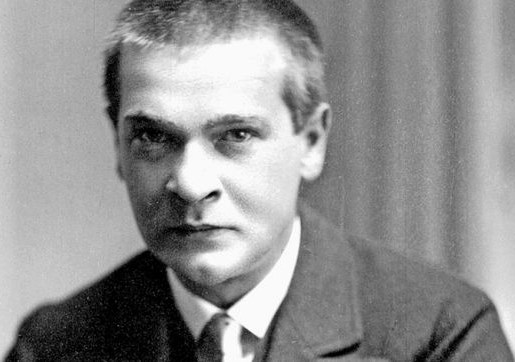
Georg Trakl, (1887 - 1914).

Depois de ter sido detido durante dois anos em condições atrozes, morreu num campo de prisioneiros de guerra em Krasnoyarsk, na Sibéria, em junho de 1917. Sua última coleção de poemas foi publicada postumamente em 1919.
Georg Trakl, poeta expressionista de Salzburgo, alistou-se no exército austro-húngaro como médico em 1914. Testemunhou a Batalha de Gródek, no Reino da Galícia e Lodoméria, onde os austro-húngaros sofreram uma derrota sangrenta às mãos dos russos. Após a batalha, Trakl ficou encarregado de um hospital de campanha com soldados feridos e colapsou mentalmente devido ao esforço. Uma noite, após a batalha, Trakl correu para fora e tentou atirar em si mesmo para escapar dos gritos dos feridos e moribundos. Ele foi impedido de fazê-lo e enviado para uma instituição mental. Em novembro de 1914, ele morreu num hospital militar em Cracóvia devido a uma overdose de cocaína. O batman de Trakl, a última pessoa com quem o poeta falou, acreditava que a overdose foi um acidente, não um suicídio. Georg Trakl é conhecido pelo poema Grodek.

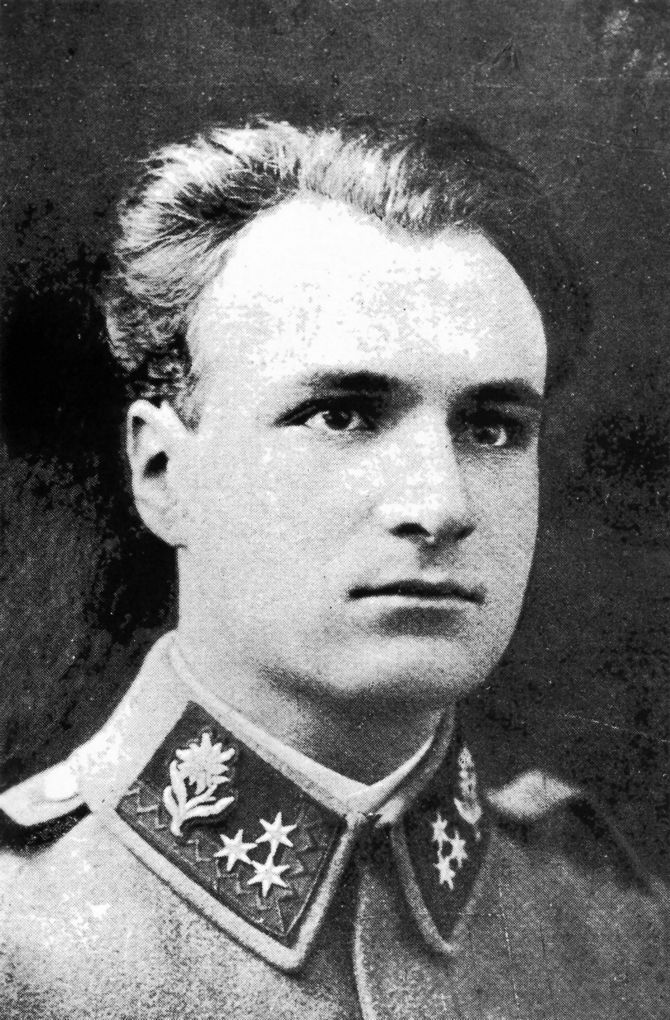
Franz Janowitz (1892–1917)

Franz Janowitz, poeta judeu de Poděbrady, Reino da Boémia, foi voluntário do exército austro-húngaro em 1913. Com a eclosão da guerra, ele foi enviado de Bolzano para a frente oriental. Após o combate na Galícia dos Cárpatos, o seu batalhão ficou estacionado atrás das linhas em Enns, na Baixa Áustria, onde escreveu poesia de guerra em alemão. Foi ferido no peito no assalto a Monte Rombon (Alpes Julianos, atual Eslovênia), parte da contra-ofensiva austro-alemã da batalha de Caporetto.
Em novembro de 1917, ele morreu devido aos ferimentos no hospital de campanha próximo nº 1301 em Mittel-Breth. Dois anos depois, um volume de poemas de guerra de Janowitz, Aus der Erde und anderen Dichtungen ("Fora da Terra e Outros Poemas") foi publicado em Munique. A primeira coleção completa de seus poemas, porém, só saiu em 1992.
De acordo com J. Adler, "Franz Janowitz entra em conflito com a ideia recebida dos poetas de guerra alemães. Nem realista, nem irônico, nem propriamente expressionista (...) Forçado à maturidade pela guerra, sua voz poética nunca perdeu uma certa nota infantil; na verdade, em alguns de seus melhores poemas, engenhosidade e sabedoria coexistem em um grau quase paradoxal."

#### Alemanha

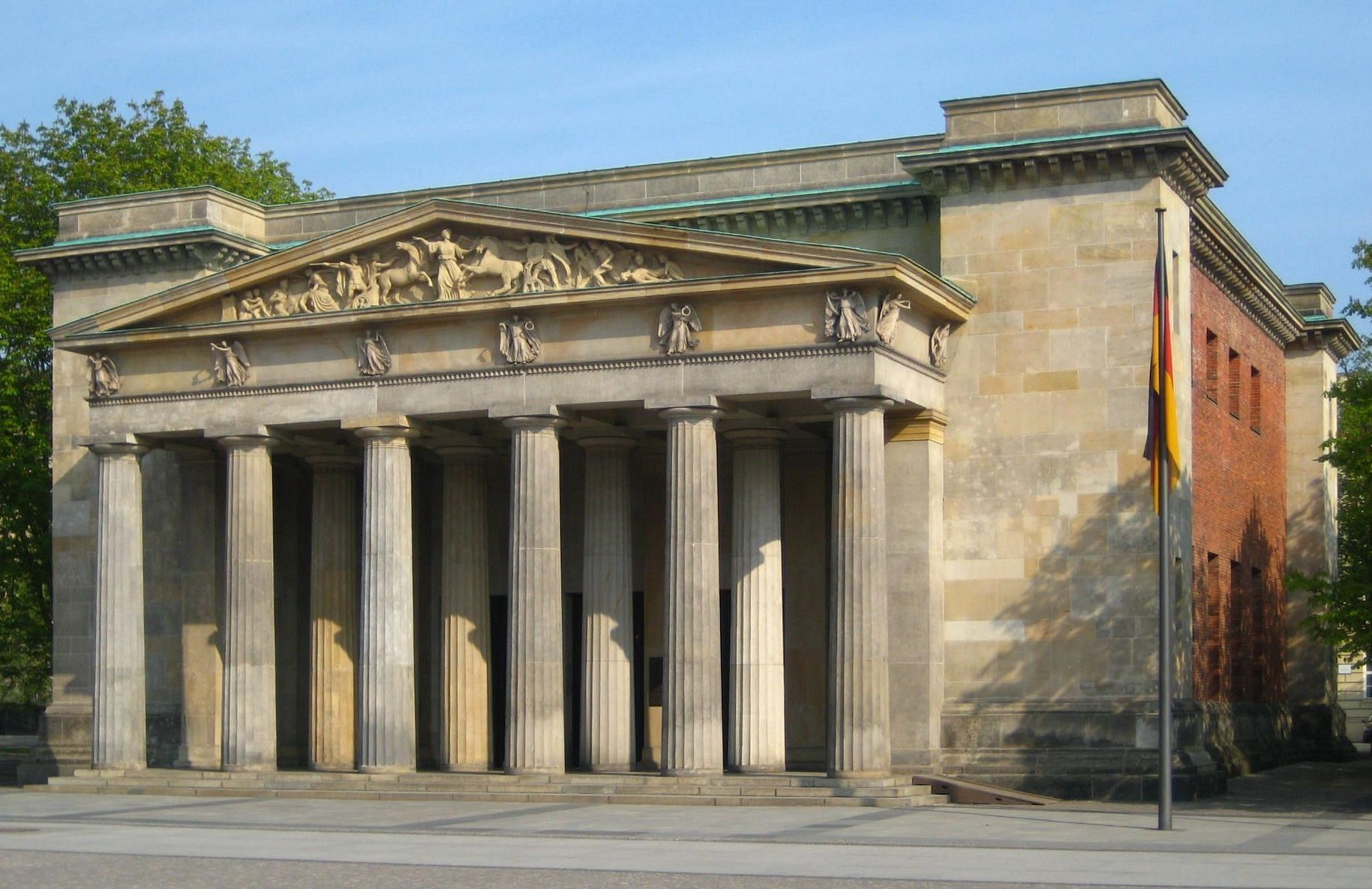
Desde 1931, o Neue Wache em Unter den Linden, em Berlim, é o memorial de guerra nacional da Alemanha. Desde a reunificação alemã, uma cópia ampliada da escultura de Käthe Kollwitz, Mãe com seu Filho Morto, foi colocada diretamente sob o óculo.

Apesar dos últimos esforços do Kaiser Guilherme II e do Czar Nicolau II para evitar a eclosão da Grande Guerra através dos telegramas Willy-Nicky, o povo alemão saudou a crise internacional de Agosto de 1914 com euforia patriótica. Centenas de milhares de pessoas encheram as ruas de Berlim, cantando canções patrióticas e aplaudindo o embaixador austro-húngaro, o Kaiser, e os seus representantes. Tão grande foi o entusiasmo popular que tanto o Kaiser como os políticos concluíram que, se não entrassem em guerra, nunca sobreviveriam politicamente. Algumas manifestações contra a guerra foram organizadas por elementos do Partido Social Democrata da Alemanha, mas mesmo parte desse partido finalmente cedeu à vontade popular e concordou em apoiar a guerra.
Embora os historiadores da poesia da Primeira Guerra Mundial tenham tradicionalmente focado nos poetas ingleses, houve muitos poetas talentosos em outras línguas, como Rudolf G. Binding e Heinrich Mann.

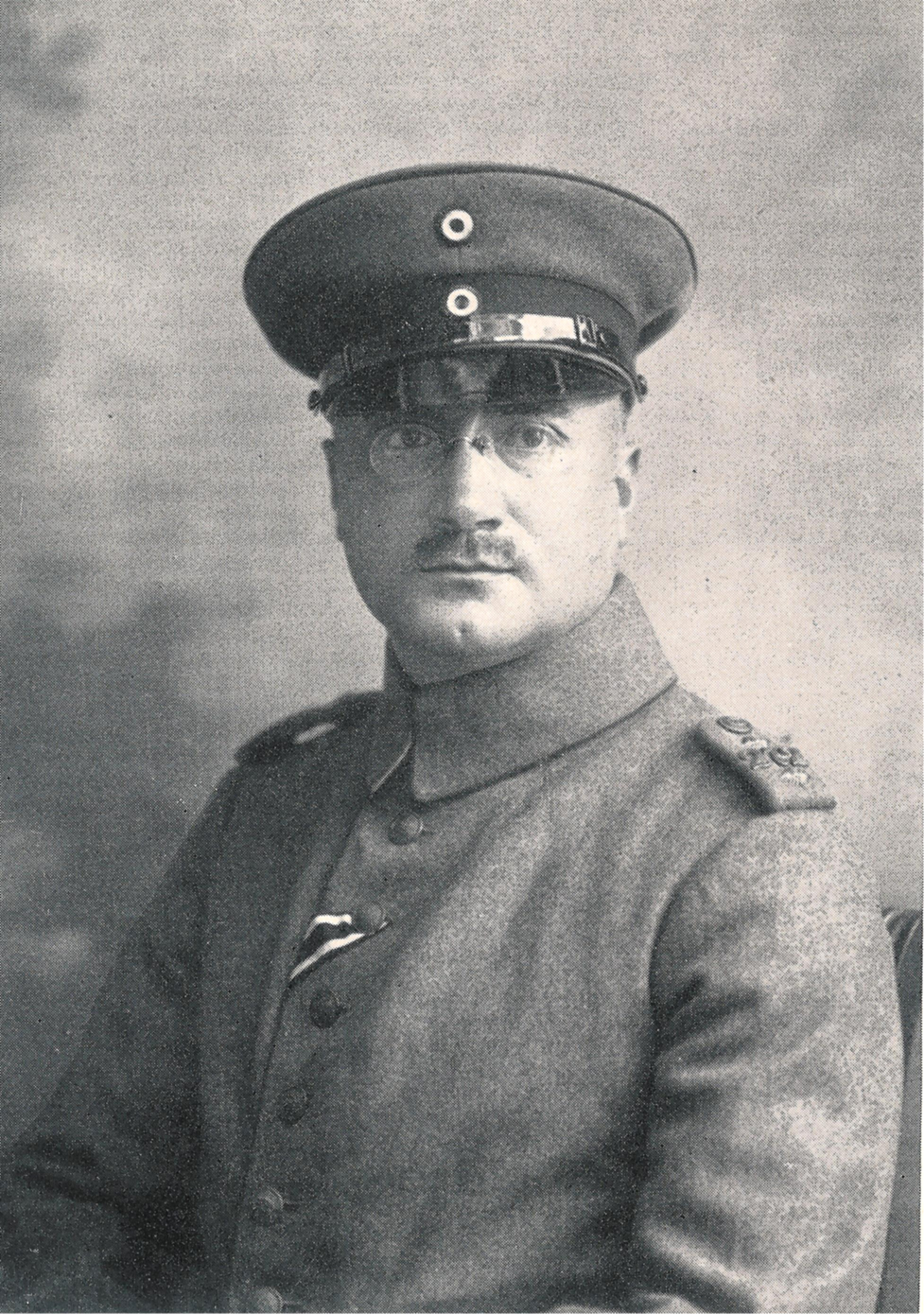
Capitão A.Stramm, (1874-1915).

August Stramm, considerado o primeiro dos expressionistas, foi chamado por J. Adler como um dos “poetas mais inovadores da guerra”, que afirma ter tratado “a linguagem como um material físico” e “aperfeiçoou a sintaxe até ao essencial”; citando sua tendência para "formar novas palavras a partir das antigas", Adler escreveu que "o que James Joyce fez em grande escala para o inglês, Stramm conseguiu de forma modesta para o alemão".
Os versos experimentais de Stramm e sua grande influência na poesia alemã fizeram com que ele fosse comparado a Ezra Pound, Apollinaire e TS Eliot. Ele foi convocado como oficial da reserva após a eclosão da guerra. Sua poesia de guerra foi publicada por Herwarth Walden no jornal literário de vanguarda Der Sturm e mais tarde na coleção Tropfenblut ("Dripping Blood") em 1919. Em 1915, ele escreveu da Galícia à sua esposa que tudo era indescritivelmente terrível. Rejeitou a escrita sexista, comum naquela época na Alemanha; nem escreveu poemas abertamente contra a guerra. Segundo Patrick Bridgwater, parece extraordinário que o poema Feuertaufe ("Batismo de Fogo") tenha causado um escândalo na imprensa alemã em 1915, "pois o seu único defeito é a sua absoluta honestidade, a sua tentativa de transmitir a sensação de estar sob o fogo inimigo" pela primeira vez e a recusa implícita de fingir que o sentimento era de excitação heróica".
De acordo com J. Adler, “Embora as cartas testemunhem profunda confusão interna, Stramm era um oficial popular e um soldado corajoso”. O desempenho de Stramm foi elogiado servindo sob o comando do general August von Mackensen na Ofensiva Gorlice-Tarnów, que expulsou o Exército Imperial Russo da Galícia austríaca e do Congresso da Polônia para a Grande Retirada de 1915. Por suas ações ele foi altamente condecorado.
Em agosto de 1915, Stramm foi mandado para casa no que seria sua licença final. Sua filha Inge lembrou mais tarde como ele fez seu irmão Helmuth, de dez anos, prometer que "nunca ficaria desapontado". A família saberia mais tarde que, durante a licença, Stramm carregava no bolso uma carta que só precisava ser endossada para ser dispensado de todo o serviço militar a pedido de seu editor. No final, porém, Stramm foi, segundo Patrick Bridgwater, "incapaz de aceitar o álibi de um dever maior para com a literatura" e deixou a carta sem assinatura.
De acordo com P. Bridgwater, "parece ter encontrado no inferno da guerra total em torno de Brest-Litovsk em 1915 o sentido de harmonia que procurava há tanto tempo". Algumas semanas antes de sua morte, Stramm escreveu a Herwarth Walden: "Singularmente, a vida e a morte são uma só... Ambas são uma só... A batalha, a noite, a morte e o rouxinol são uma só!".
Em 1º de setembro de 1915, logo após retornar à sua unidade, o capitão Stramm foi baleado na cabeça durante um brutal combate corpo a corpo contra soldados russos que haviam recuado para os pântanos de Rokitno. Em 2 de setembro foi sepultado com honras militares no cemitério de Gorodec, no distrito de Kobryn na atual Bielorrússia.
Quando a guerra eclodiu em 1914, Gerrit Engelke, um poeta da classe trabalhadora de Hanôver, estava na Dinamarca neutra. No início ele hesitou em retornar, mas foi forçado a fazê-lo por pressões financeiras. Serviu em combate nas batalhas de Langemarck, St. Mihiel, Somme, Dünaberg e Verdun . Em 1916, recebeu a Cruz de Ferro por cruzar o rio Yser a nado. Engelke foi ferido em 1917 e, durante sua recuperação, ficou noivo de uma viúva de guerra, mas foi forçado a retornar ao combate em maio de 1918 . Ele foi mortalmente ferido durante um ataque britânico em 11 de outubro de 1918 e morreu no dia seguinte em um hospital de campanha britânico. Ele havia escrito: “A maior tarefa que enfrentamos depois da guerra será perdoar o nosso inimigo, que, afinal de contas, tem sido nosso vizinho na Terra desde a criação”.
Gerrit Engelke é conhecido por seu poema anti-guerra An die Soldaten Des Grossen Krieges ("Aos Soldados da Grande Guerra"), um poema hexâmetro dáctilo inspirado nas odes de Hölderlin. Engelke exorta os soldados de todas as nações em guerra a se unirem em fraternidade universal.

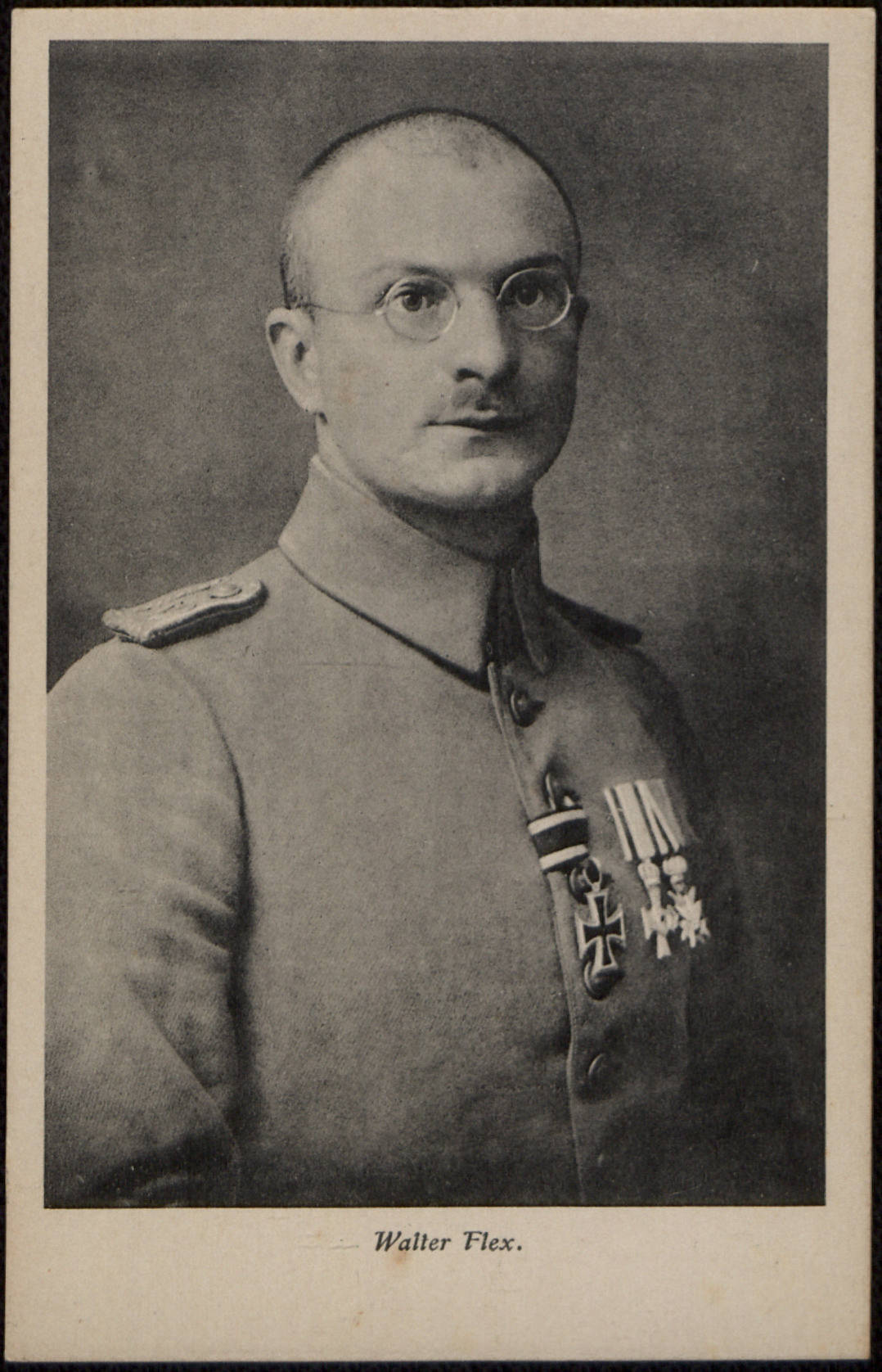
Walter Flex

Walter Flex, autor do poema Wildgänse rauschen durch die Nacht, nasceu em Eisenach e frequentou a Universidade de Erlangen . No início da guerra, ele trabalhava como professor particular para uma família da nobreza alemã. Apesar dos ligamentos fracos da mão direita, Flex se ofereceu como voluntário para o Exército Imperial. Ele foi mortalmente ferido na Estônia durante a Operação Albion e morreu devido aos ferimentos na ilha de Saaremaa em outubro de 1917. Seu epitáfio é uma citação de seu poema de 1915, Preußischer Fahneneid ("O Juramento Prussiano"). Por causa do idealismo de Flex sobre a Grande Guerra, da popularidade póstuma de seus escritos e do status icônico associado à sua morte durante a guerra, ele é agora considerado a resposta da Alemanha aos poetas aliados Brooke e Alan Seeger.

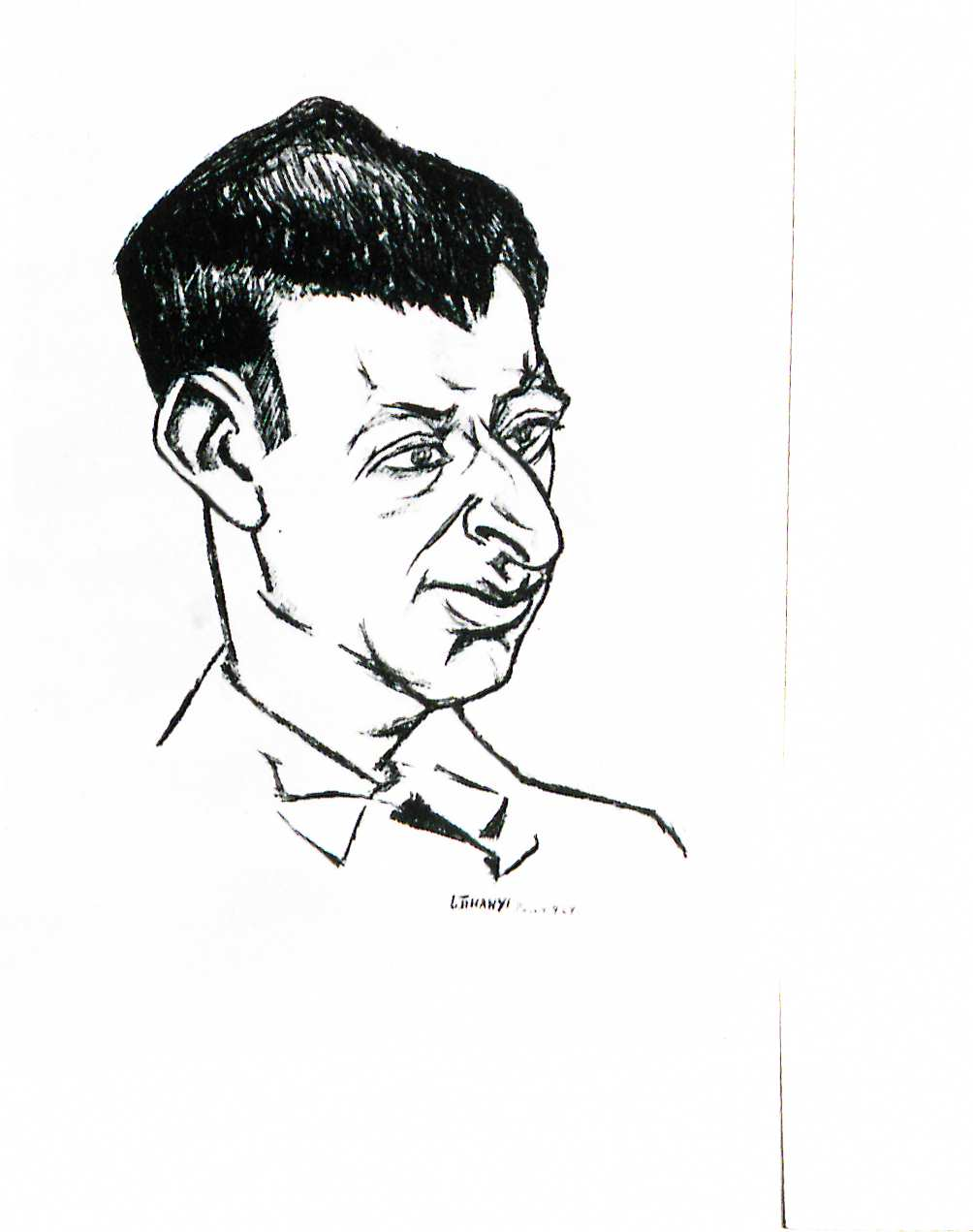
Yvan Goll em 1927.

Yvan Goll, um poeta judeu de Sankt Didel, no disputado território da Alsácia-Lorena, escreveu bilíngue em alemão e francês. Quando a guerra eclodiu em 1914, Goll fugiu para Zurique, na Suíça neutra, para evitar o recrutamento no Exército Imperial Alemão. Enquanto esteve lá, escreveu muitos poemas contra a guerra, nos quais procurou promover um melhor entendimento entre a Alemanha e a França. Seu poema de guerra mais famoso é Requiem. Für die Gefallenen von Europa (Requiem, para os mortos da Europa).

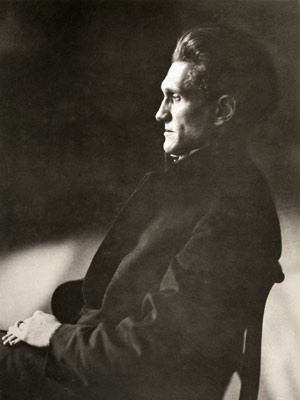
Stephen George em 1910

Stefan George, um poeta alemão que fez seu aprendizado literário com os poetas simbolistas franceses em Paris, ainda tinha muitos amigos na França e considerava a Grande Guerra desastrosa. Em seu poema antiguerra de 1916, Der Krieg ("A Guerra"), George atacou os horrores enfrentados pelos soldados de todas as nações nas trincheiras. No poema, George declarou: "O antigo deus das batalhas não existe mais."

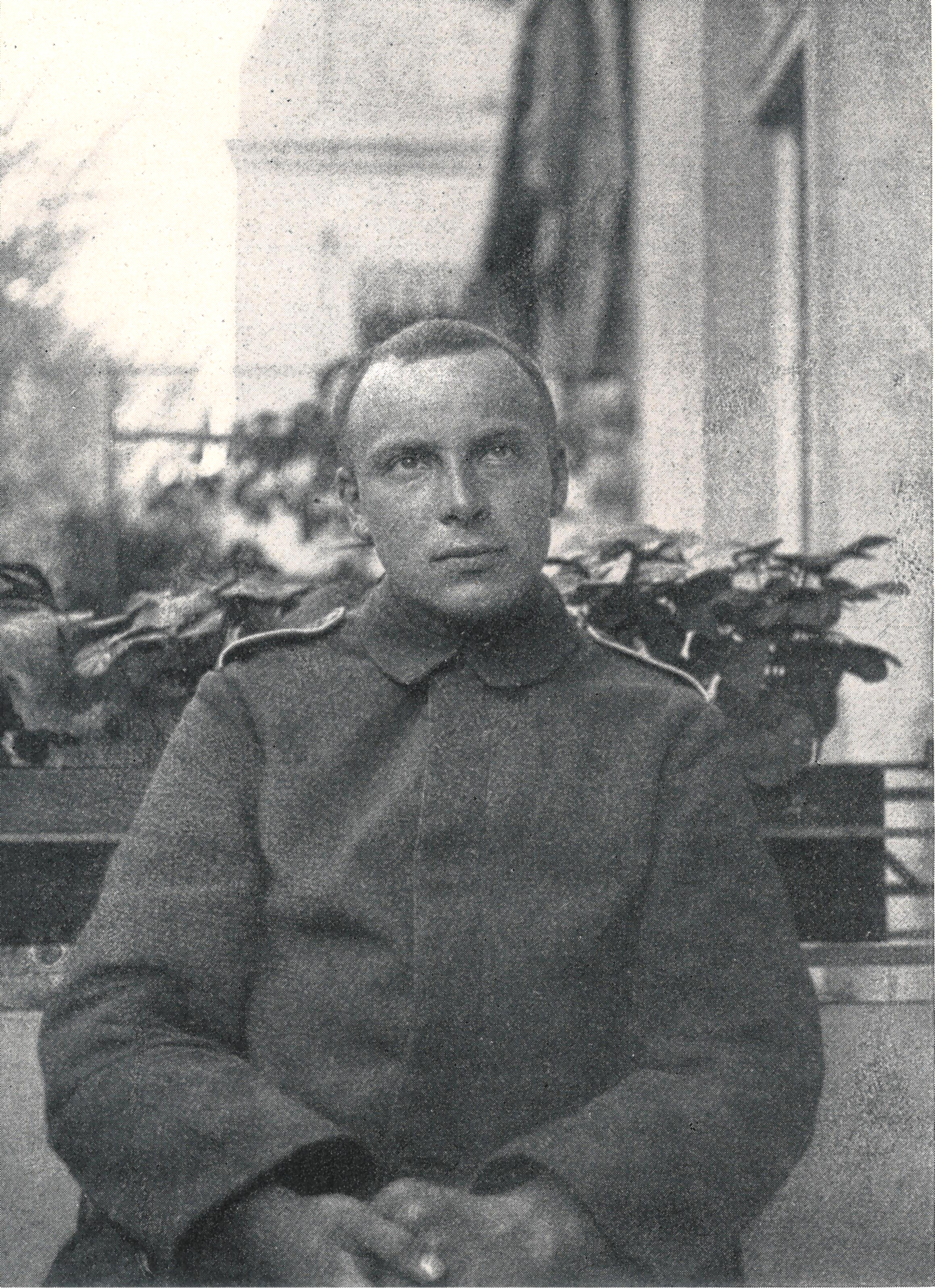
Reinhard Johannes Sorge em licença em Berlim, 1915.

Reinhard Sorge, autor da obra expressionista Der Bettler, viu a chegada da guerra como uma conversão idealista ao catolicismo . Pouco antes de ser mortalmente ferido por fragmentos de granadas na Batalha do Somme, Sorge escreveu à sua esposa expressando a crença de que o que ele chamou de "ofensiva anglo-francesa" conseguiria superar as defesas alemãs. Sorge morreu em um hospital de campanha em Ablaincourt em julho de 1916. A esposa de Sorge soube de sua morte quando uma carta, na qual ela informava ao marido que ele a havia engravidado durante sua última licença, foi devolvida como não entregável.

Em 1920, o poeta alemão Anton Schnack, a quem Patrick chamou de "um dos dois grandes" poetas de guerra alemães inequívocos e "o único poeta de língua alemã cuja obra pode ser comparada à de Wilfred Owen", publicou a sequência de sonetos Tier rang gewaltig mit Tier ("A fera lutou bravamente com a fera").

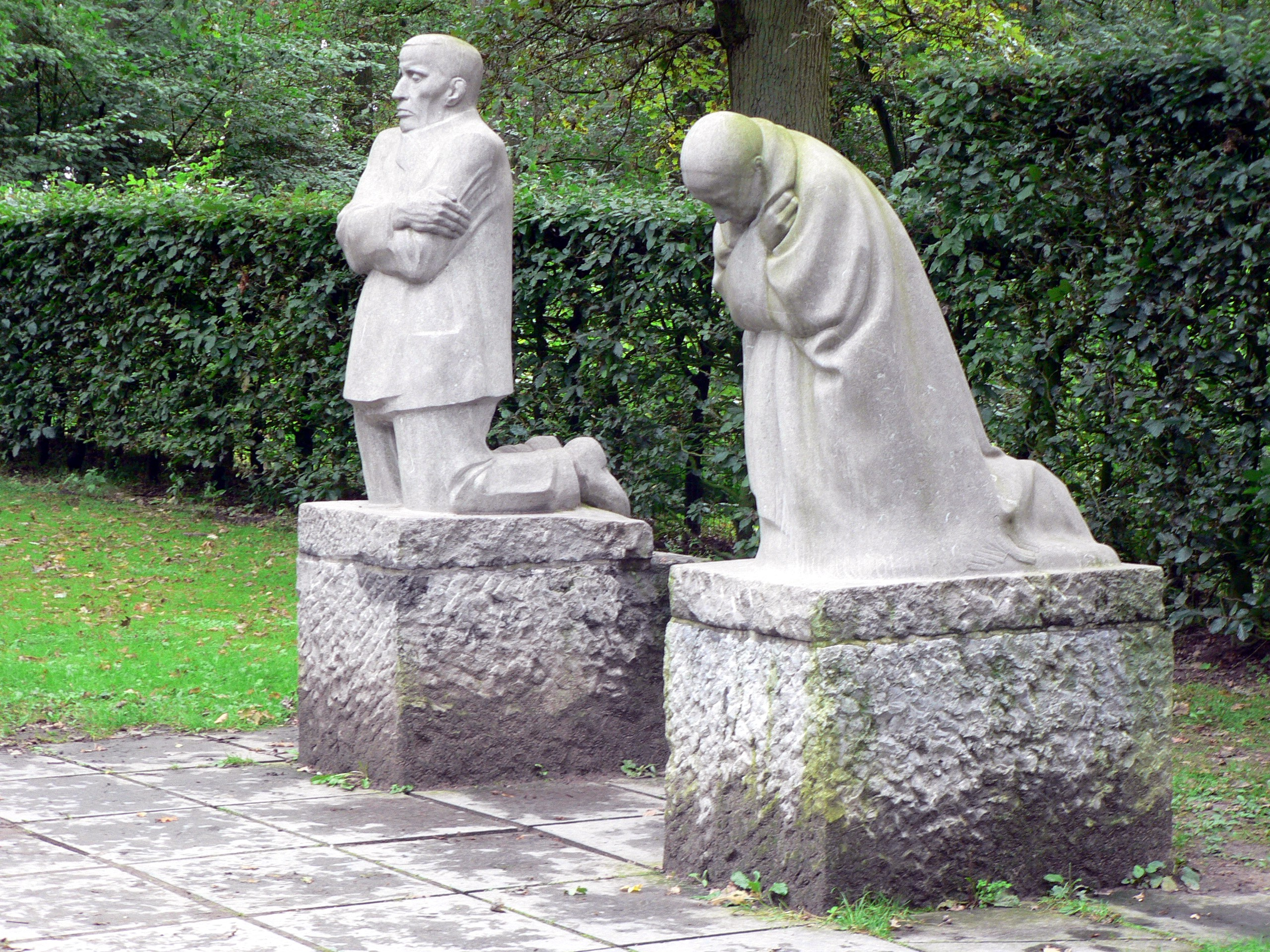
As esculturas de pais enlutados de Käthe Kollwitz têm sido vigiadas desde a década de 1930 no cemitério de guerra alemão em Vladslo, perto de Diksmuide, na Bélgica. O cemitério abriga os restos mortais de 25.644 soldados alemães que morreram durante a Grande Guerra.

Ainda de acordo com Bridgwater, "Os poemas de Tier gewaltig mit Tier seguem um curso aparentemente cronológico que sugere que Schnack serviu primeiro na França e depois na Itália. Eles traçam o curso da guerra, como ele a vivenciou, desde a partida para o front, passando por inúmeras experiências às quais poucos poetas alemães, com exceção de Stramm, fizeram justiça em mais do que poemas isolados, até mesmo ao recuo e à beira da derrota."
Os 60 sonetos que compõem Tier rang gewaltig mit Tier, “são dominados por temas de noite e morte”. Embora seu esquema de rima ABBA-CDDC-EFG-EFG seja típico da forma de soneto, Schnack também escreve na longa linha em ritmos livres desenvolvidos na Alemanha por Ernst Stadler, que por sua vez foi inspirado em versos livres experimentais de Walt Whitman.
Patrick Bridgwater, que, em 1985, chamou Tier rang gewaltig mit Tier, "indiscutivelmente a melhor coleção individual produzida por um poeta de guerra alemão em 1914-18" e observa, no entanto, que Anton Schnack, "é até hoje praticamente desconhecido, mesmo na Alemanha."

#### França
Entre os poetas franceses da primeira guerra mundial destacam-se Guillaume Apollinaire, Adrien Bertrand, Yvan Goll e Charles Péguy.

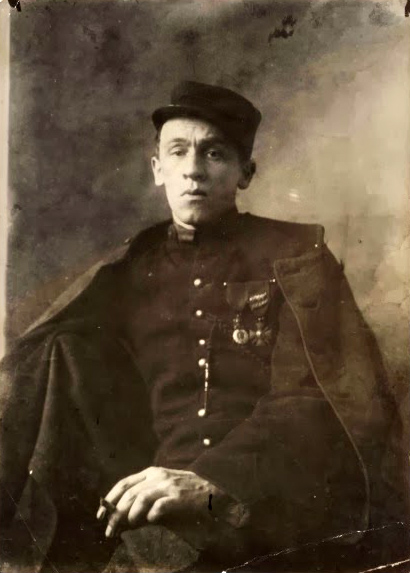
Blaise Cendrars vestiu o uniforme da Legião Estrangeira Francesa em 1916, logo após a amputação do braço direito

Em 1914, Blaise Cendrars, um poeta suíço francófono de La Chaux-de-Fonds, Neuchâtel, vivia em Paris e desempenhava um papel importante na poesia modernista . Quando começou, Cedrars e o escritor italiano Ricciotto Canudo fizeram um apelo a outros artistas e escritores estrangeiros para se juntarem ao exército francês. Foi enviado para a linha de frente no Somme, onde de meados de dezembro de 1914 a fevereiro de 1915 esteve nas trincheiras de Frise (La Grenouillère e Bois de la Vache). Durante a segunda batalha de Champagne, em setembro de 1915, Cendrars perdeu o braço direito e foi dispensado do exército francês. Cendrars mais tarde descreveu suas experiências durante a guerra nos livros La Main coupée ("The Cut Hand") e J'ai tué ("I Killed"), e é o tema de seu poema Orion em Travel Notes:
"É minha estrela
Tem o formato de uma mão
É a minha mão que subiu ao céu... "

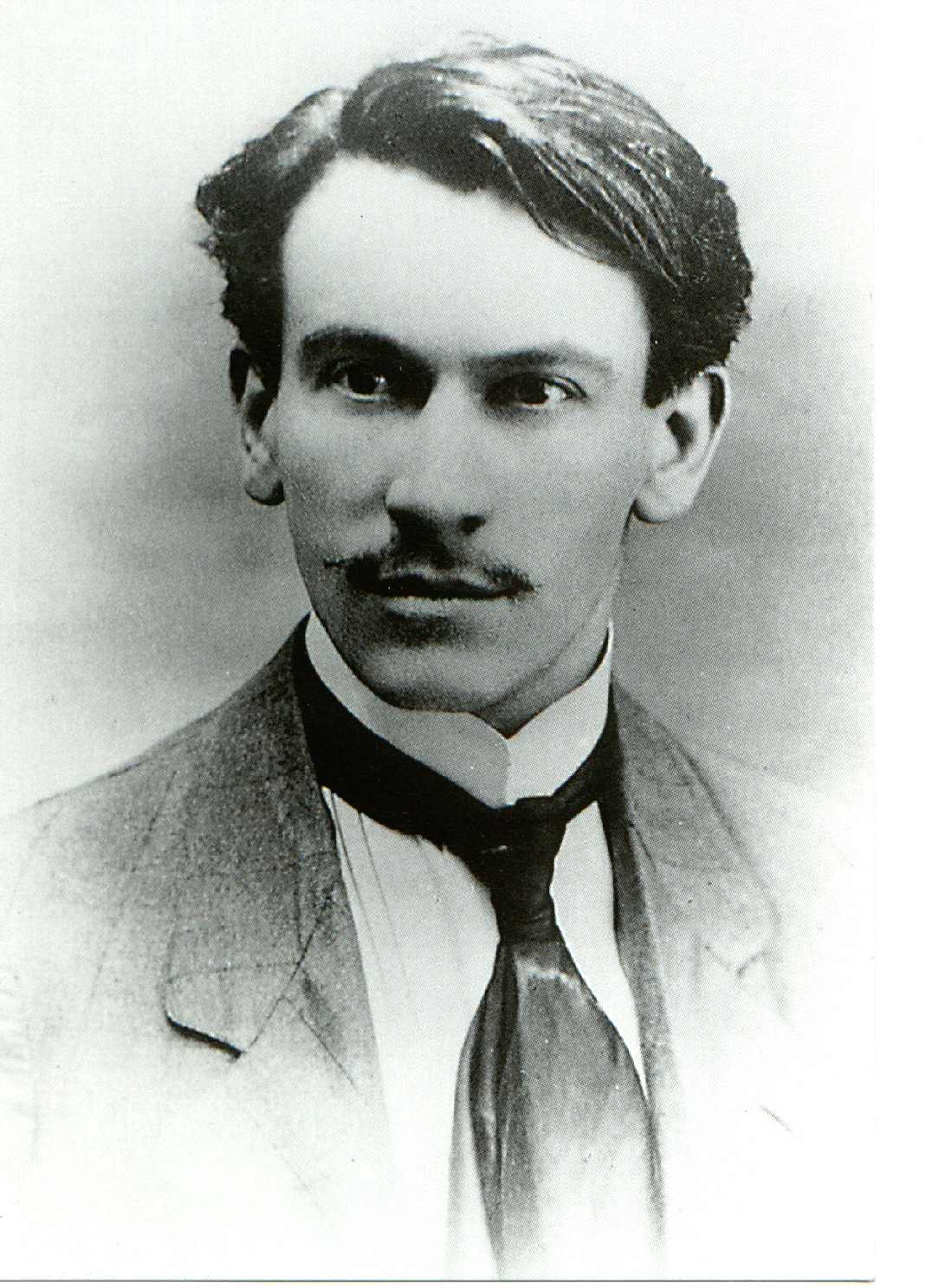
Louis Pergaud (1882-1915)

O simbolista francês Louis Pergaud considerava-se um pacifista e, com a eclosão da guerra em 1914, tentou em vão registar-se como objetor de consciência. Em vez disso, foi recrutado para o exército francês e enviado para as trincheiras da Frente Ocidental.
Em 7 de abril de 1915, o regimento de Pergaud atacou as trincheiras do Exército Imperial Alemão perto de Fresnes-en-Woëvre, sendo ferido ao ser preso em arame farpado. Horas depois, soldados alemães resgataram os soldados franceses feridos e os levaram para um hospital de campanha atrás das linhas alemãs. Em 8 de abril de 1915, Pergaud e muitos outros prisioneiros de guerra foram mortos por fogo amigo, quando um bombardeio de artilharia francesa destruiu o hospital.

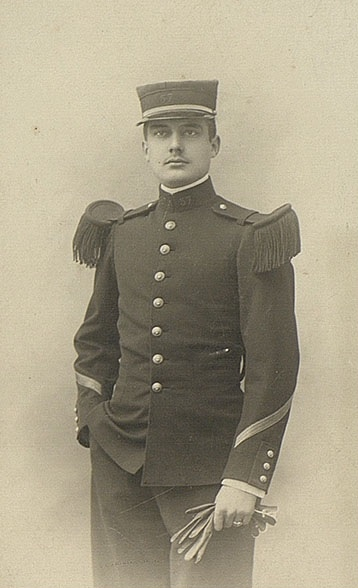
Jean de La Ville de Mirmont (1886–1914)

Jean de La Ville de Mirmont, um poeta huguenote de Bordéus, ficou encantado com a eclosão da guerra. De acordo com Ian Higgins, “Embora não estivesse apto para o serviço ativo, ele se ofereceu como voluntário e, após ser repetidamente rejeitado, finalmente conseguiu se alistar”.
Em 1914, foi convocado para o front com a patente de sargento do 57º Regimento de Infantaria.
De acordo com Ian Higgins, "Foi sugerido que aqui estava finalmente a grande aventura que ele ansiava. Certamente o prelúdio da guerra o "interessou" e ele estava ansioso para testemunhar e, se possível, participar de uma guerra que foi susceptível de "incendiar toda a Europa". As suas Lettres de guerre desenvolvem-se de forma comovente a partir do entusiasmo inicial pela defesa da civilização e da convicção de que o inimigo era todo o povo alemão, através de uma irritação crescente com a lavagem cerebral machista e a flagrante o que hoje se chamaria de “desinformação” que foi vendida pela imprensa francesa (muito mais censurada que a britânica, disse ele), para eventual admiração, na frente, pelo heroísmo e humanidade que o inimigo muitas vezes demonstra”.
Em 28 de novembro, ele foi enterrado vivo pela explosão de uma mina terrestre em Verneuil, perto de Chemin des Dames. O sargento La Ville ainda estava vivo quando seus camaradas o retiraram, mas a explosão cortou sua coluna e ele morreu logo depois.

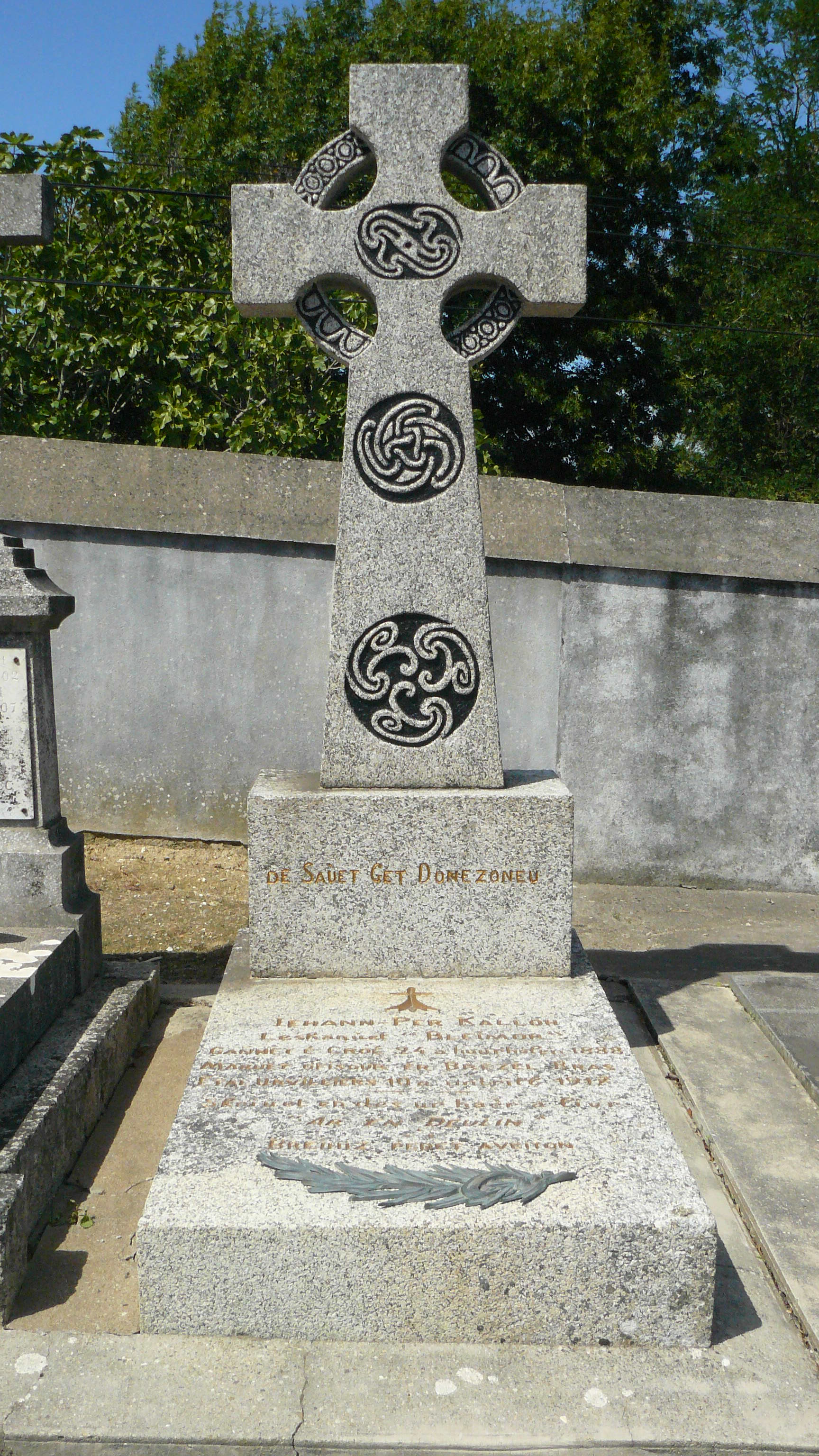
Tumba de Yann-Be Kalloc'h (1887 – 1917), cemitério de Groix.

O poeta e ativista bretão Yann-Ber Kalloc'h, um ex-seminarista católico da ilha de Groix, perto de Lorient, era mais conhecido por seu nome bárdico de Bleimor.
Embora costumasse dizer: "Não sou nem um pouco francês", Kalloc'h alistou-se no exército francês com a eclosão da guerra em 1914.
De acordo com Ian Higgins, "Quando a guerra chegou, como tantos outros, ele a viu como uma defesa da civilização e do cristianismo, e imediatamente se ofereceu para a frente. 'Apenas a Irlanda e a Grã-Bretanha ', ele escreve em um poema, 'ainda ajudam Cristo para conduzir a cruz: na luta para revitalizar o Cristianismo, os povos Celtas estão na vanguarda." Além disso, lutando pela França, ele viu a guerra como a grande oportunidade para afirmar a identidade nacional da Bretanha e ressuscitar a sua língua e cultura". 
Yann-Ber Kalloc'h, que empunhava um machado de marinheiro anteriormente usado na Marinha Francesa para abordar navios inimigos e era supostamente um inimigo formidável no combate corpo a corpo. Seu lema era "Por Deus e pela Grã-Bretanha". Ele morreu em combate em 10 de abril de 1917, quando um projétil alemão pousou perto de sua cabine em Cerizy, Aisne. A última contribuição de Kalloc'h para a literatura bretã é a coleção de poesia Ar en Deulin, publicada postumamente. A última contribuição de Kalloc'h para a literatura bretã é a coleção de poesia Ar en Deulin, publicada postumamente.

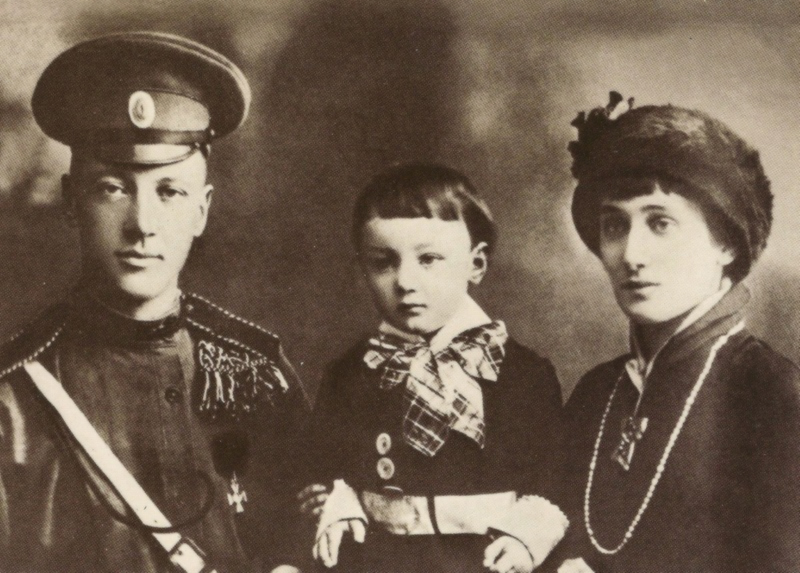
Nikolay Gumilyov, Anna Akhmatova e seu filho Lev Gumilev, em 1913

A Rússia também produziu poetas de guerra significativos na Primeira Guerra Mundial, incluindo Alexander Blok, Ilya Ehrenburg e Nikolay Semenovich Tikhonov (que publicou o livro Orda (A Horda) em 1922 ). O poeta acmeísta Nikolay Gumilyov serviu no Exército Imperial Russo durante a Primeira Guerra Mundial. Ele viu combates na Prússia Oriental, na frente macedônia e com a Força Expedicionária Russa na França. Ele também foi condecorado duas vezes com a Cruz de São Jorge. Os poemas de guerra de Gumilyov foram coletados na coleção The Quiver (1916). A esposa de Gumilyov, a poetisa Anna Akhmatova, começou a escrever poemas durante a Primeira Guerra Mundial que expressavam o sofrimento coletivo do povo russo à medida que os homens eram convocados e as mulheres em suas vidas demitidas deles, e ela continuaria esse trabalho por algum tempo depois.

#### Império Britânico e Commonwealth

##### Austrália

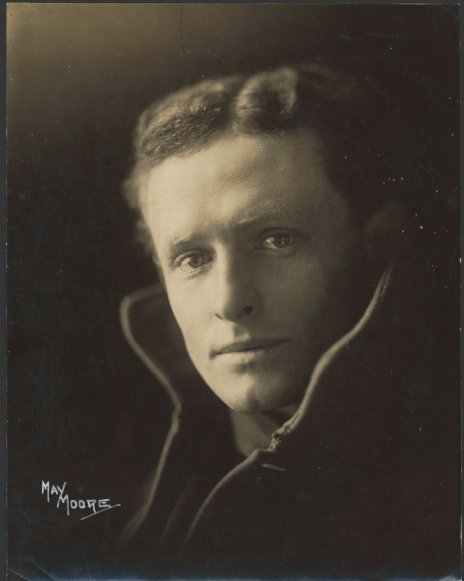
Leon Gellert (1894-1977).

Leon Gellert, um australiano de origem húngara, nasceu em Walkerville, um subúrbio de Adelaide, no sul da Austrália. Ele se alistou algumas semanas após o início da guerra e embarcou para o Cairo em 22 de outubro de 1914. Desembarcado em ANZAC Cove, durante a campanha de Galípoli em 25 de abril de 1915, ele foi ferido e repatriado como clinicamente inapto em junho de 1916.
Durante os períodos de inatividade, ele saciou o apetite por escrever poesia. Songs of a Campaign (1917) foi seu primeiro livro de versos publicado, revisado pelo The Bulletin . Angus & amp; Robertson logo publicou uma nova edição, ilustrada por Norman Lindsay . Seu segundo, The Isle of San ( 1919 ), também ilustrado por Lindsay, não foi tão bem recebido.
John O'Donnell nasceu em Tuam, condado de Galway, em 1890, e serviu na Força Imperial Australiana durante a Primeira Guerra Mundial. Chegou a Gallipoli em 25 de abril de 1915 e depois lutou na ofensiva de Somme. Em 1918 ele foi invalidado de volta à Austrália, período durante o qual escreveu seus últimos poemas.

##### Canadá

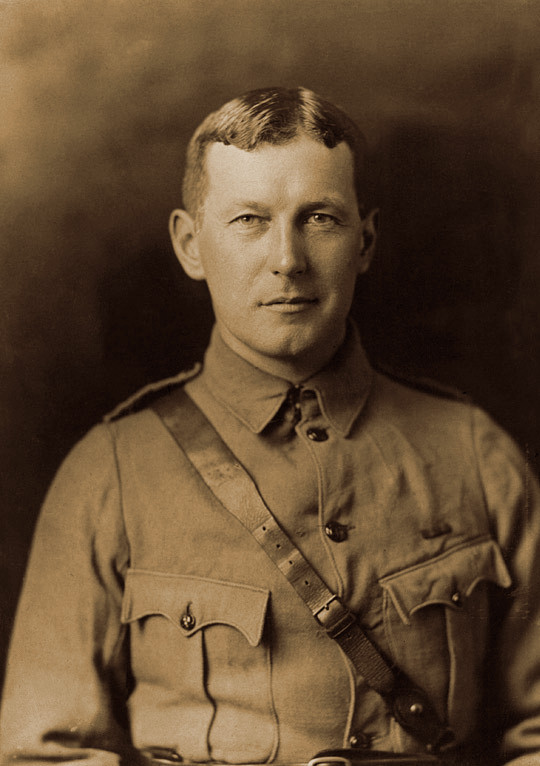
Tenente Coronel John McCrae (1872–1918)

John McCrae, um poeta e cirurgião escocês-canadense de Ontário, já havia servido na Artilharia Leve Canadense durante a Segunda Guerra dos Bôeres. Em 1914, McCrae ingressou na Força Expedicionária Canadense e foi nomeado oficial médico e major da 1ª Brigada CFA (Artilharia de Campanha Canadense). Ele atendeu os feridos na Segunda Batalha de Ypres em 1915, em um bunker escavado na parte de trás do dique ao longo do Canal Yser, cerca de 3 quilômetros ao norte de Ypres. O tenente Alexis Helmer morreu em batalha e seu enterro inspirou o poema In Flanders Fields, escrito em maio de 1915, publicado na revista Punch. Os versos rapidamente se tornaram um dos poemas mais populares da guerra, usados em múltiplas campanhas de arrecadação de fundos e frequentemente traduzidos (uma versão latina começa em agro belgico... ). Também foi amplamente divulgado nos Estados Unidos, cujo governo considerava aderir à guerra.

A partir de 1º de junho de 1915, McCrae foi afastado da artilharia para estabelecer o Hospital Geral Canadense nº 3 em Dannes-Camiers, perto de Boulogne-sur-Mer, no norte da França, contra a sua vontade. Em 28 de janeiro de 1918, McCrae morreu de pneumonia com " meningite pneumocócica extensa" no British General Hospital em Wimereux, França. Ele foi enterrado no dia seguinte na seção da Comissão de Túmulos de Guerra da Commonwealth, apenas alguns quilômetros acima da costa de Boulogne, com honras militares.

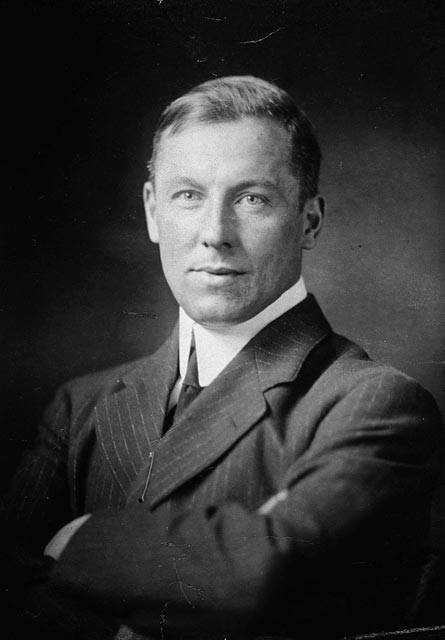
Roberto W. Service (1874-1958).

Robert W. Service, um poeta anglo-canadense de Preston, Lancashire, apelidado de "o Kipling canadense", morava em Paris quando estourou a Primeira Guerra Mundial . Ele tentou se alistar, mas foi rejeitado por ter mais de 41 anos e “devido às varizes”. Service era correspondente de guerra do Toronto Star, mas "foi preso e quase executado em um surto de histeria de espionagem em Dunquerque". Ele então "trabalhou como maca e motorista do Corpo de Ambulâncias da Cruz Vermelha Americana, até que sua saúde piorou". Roberto W. Ele recebeu três medalhas de serviço por seu serviço durante a guerra.
Enquanto se recuperava em Paris, Service escreveu Rhymes of a Red-Cross Man, publicado em Toronto em 1916. O livro foi dedicado à memória do "irmão, Tenente Albert Service, Infantaria Canadense, morto em combate, França, agosto de 1916".
Em 1924, Alasdair MacÌosaig de St. Andrew's Channel, Cape Breton, Nova Scotia, compôs em gaélico canadense uma homenagem aos soldados do corpo canadense dos Highlanders da Nova Escócia. O poema elogiava a bravura dos gaélicos canadianos caídos, ao mesmo tempo que lamentava a ausência das suas famílias e aldeias, e prometia, apesar do facto de o Kaiser Guilherme II ter conseguido evitar um processo ao receber asilo político nos Países Baixos neutros, que um dia ele iria ser julgado e enforcado . O poema foi publicado pela primeira vez no jornal The Casket, de Antigonish, em fevereiro de 1924.

##### Inglaterra
Thomas Hardy (1840–1928) escreveu uma série de poemas bélicos significativos que se relacionam com as guerras napoleónicas, as guerras dos bóers e a primeira guerra mundial, incluindo "Drummer Hodge" ou "In Time of 'The Breaking of Nations'. A sua obra teve uma funda influência noutros poetas de guerra como Rupert Brooke e Siegfried Sassoon. Hardy nestes poemas adopta utilizar o ponto de vista dos soldados comuns e #o seu fala coloquial. Um tema dos Wessex Poems (1898) é a comprida sombra que as guerras napoleónicas projectaram no século XIX, como se vê, por exemplo, em "The Sergeant's Song" e "Leipzig".

Ao começo da guerra como muitos outros escritores, Ruydyard Kipling escreveu panfletos e poemas que apoiavam com entusiasmo os objectivos da guerra britânica de restaurar a Bélgica, ocupada por Alemanha, junto com declarações mais generalizadas de que Grã-Bretanha defendia "a causa do bem".

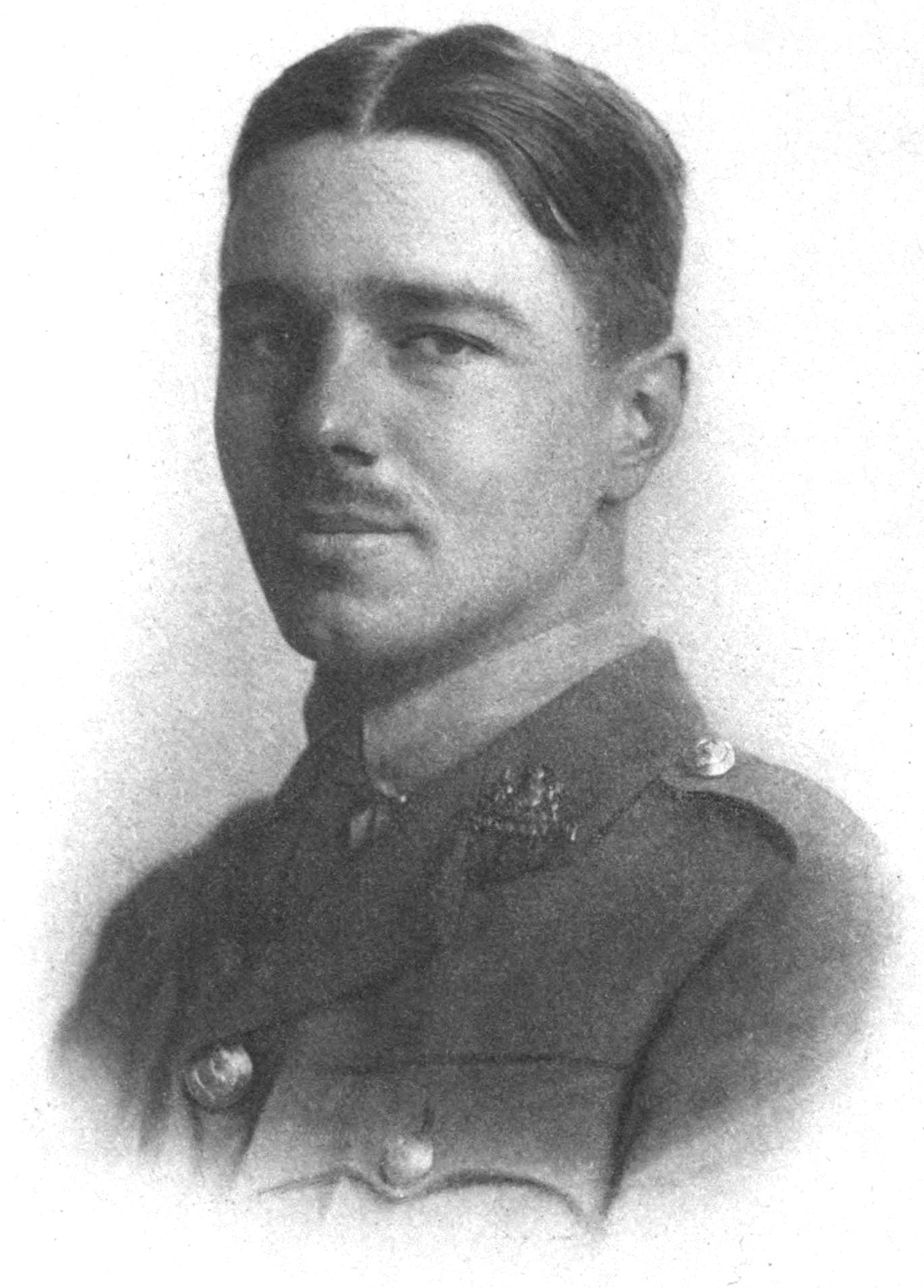
Wilfred Owen

Pela primeira vez, um número substancial de poetas britânicos importantes foram soldados, escrevendo sobre as suas experiências de guerra. Vários deles morreram no campo de batalha, os mais famosos Edward Thomas, Isaac Rosenberg, Wilfred Owen e Charles Sorley. Outros, incluídos Robert Graves, Ivor Gurney e Siegfried Sassoon, sobreviveram mas ficaram marcados pelas suas experiências, e isto ficou reflectido na sua poesia. Robert H. Ross descreve aos "poetas de guerra" britânicos como poetas xeorxianos. Muitos poemas de guerra britânicos foram publicados nos jornais e depois recolhidos em antologias. Várias delas foram publicadas durante a guerra e foram muito populares, ainda que o tom da poesia mudou à medida que avançava a guerra. Uma das antologias bélicas, The Muse in Arms, publicou-se em 1917, e várias foram publicadas nos anos posteriores à guerra.
A epopea de David Jones sobre a primeira guerra mundial In Parenthesis publicou-se pela primeira vez na Inglaterra em 1937 e está baseado na própria experiência de Jones como soldado de infantería. Narra as experiências do soldado inglês John Ball num rexemento misto inglês-galés, começando com a sua saída da Inglaterra e rematando sete meses depois com o assalto a Mametz Wood no Somme. A obra emprega uma mistura de verso lírico e prosa, é muito alusiva e os tons vão desde o formal até o jargão coloquial e militar de Cockney. O poema ganhou o prêmio Hawthornden e a admiração de escritores como WB Yeats e TS Eliot.
Em novembro de 1985, no Poet's Corner foi inaugurado um memorial de lousa que conmemoraba a 16 poetas da Grande Guerra: Richard Aldington, Laurence Binyon, Edmund Blunden, Rupert Brooke, Wilfrid Gibson, Robert Graves, Julian Grenfell, Ivor Gurney, David Nichols Jones, Robert Nichols, Wilfred Owen, Herbert Read, Isaac Rosenberg, Siegfried Sassoon, Charles Sorley e Edward Thomas.
Durante grande parte da guerra, GK Chesterton apoiou o Imperio Britânico contra a Alemanha Imperial. Porém, no final da guerra, Chesterton cantava a mesma melodia que os poetas antibélicos Sassoon e Owen.

#### Irlanda

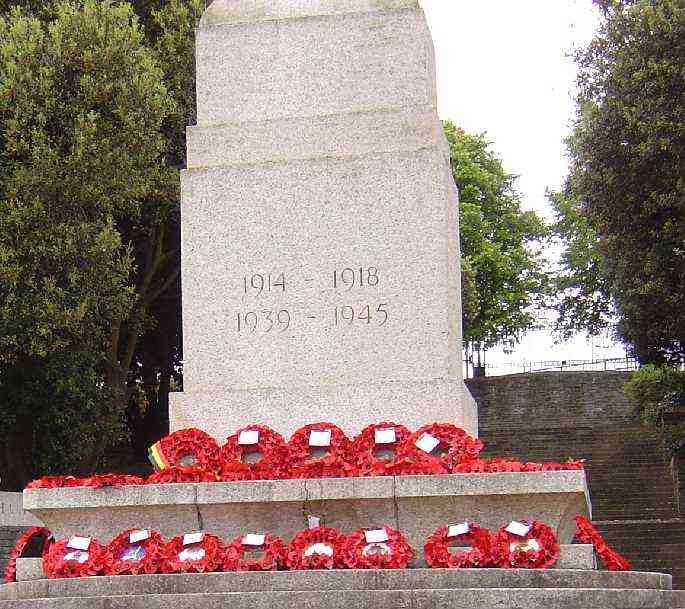
Grande Cruz sobre a Pedra do Recordo, com coroas de comemoração, Irish National War Memorial Gardens, Dublín.

O facto de 49.400 soldados irlandeses do exército britânico terem dado a vida lutando na Grande Guerra permanece controverso na Irlanda. Isto porque a Revolta da Páscoa de 1916 ocorreu durante a guerra e a Guerra da Independência da Irlanda começou apenas alguns meses após o Armistício de 11 de Novembro. Por esta razão, o republicanismo irlandês tem tradicionalmente considerado os irlandeses que servem no exército britânico como traidores. Esta visão tornou-se ainda mais prevalecente depois de 1949, quando a Irlanda votou para se tornar uma República e abandonar a Commonwealth. Por esta razão, os poetas de guerra da Irlanda não foram bem vistos durante muito tempo.

Um deles foi Tom Kettle, ex-membro dos paramilitares Óglaigh na hÉireann e membro do Partido Parlamentar Irlandês. Apesar de sua indignação com a violação da Bélgica, Kettle inicialmente criticou muito a guerra. Comparando a classe proprietária de terras anglo-irlandesa aos grandes proprietários aristocráticos igualmente dominantes no Reino da Prússia, Kettle escreveu: "A Inglaterra lutará pela liberdade na Europa e pelo Junkerdom na Irlanda." Mais tarde, quando servia como tenente dos Fuzileiros Reais de Dublin na Frente Ocidental, Kettle soube da Revolta da Páscoa de 1916. Depois de saber também das execuções de Roger Casement e de dezesseis dos outros líderes do levante, incluindo cada um dos signatários da Proclamação da República da Irlanda, Kettle escreveu: "Esses homens ficarão na história como heróis e mártires e eu irei, se eu cair, como um maldito oficial britânico."

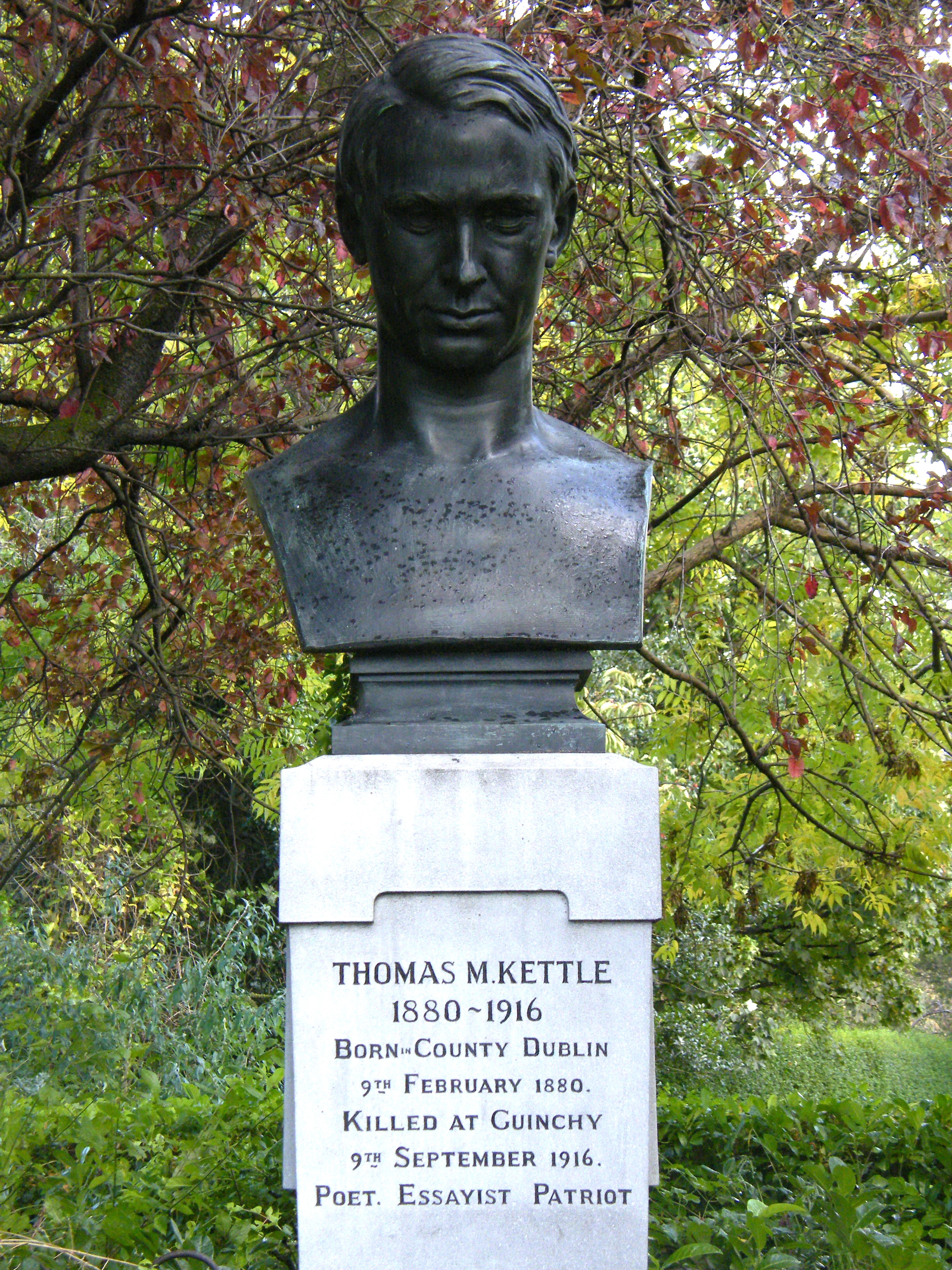
Tomás M. Memorial da Chaleira, St Stephen's Green, Dublin, Irlanda

Poucos meses depois, em setembro de 1916, o tenente Kettle foi baleado no peito durante a Batalha de Ginchy, na qual a 16ª Divisão (irlandesa) capturou e manteve com sucesso a vila francesa de mesmo nome, que o Exército Imperial Alemão vinha usando. como posto de observação de artilharia durante a ofensiva de Somme. O corpo de Kettle nunca foi encontrado.
GK Chesterton escreveu mais tarde:
"Thomas Michael Kettle foi talvez o maior exemplo daquela grandeza de espírito que foi tão mal recompensada em ambos os lados do Canal (...) Ele era um homem espirituoso, um estudioso, um orador, um homem ambicioso em todas as artes da paz; e ele caiu lutando contra os bárbaros porque era um europeu muito bom para usar os bárbaros contra a Inglaterra, como a Inglaterra, cem anos antes, usou os bárbaros contra a Irlanda." [1
O poema mais conhecido de Kettle é um soneto, To My Daughter Betty, the Gift of God , escrito e enviado para sua família poucos dias antes de ele ser morto em combate.

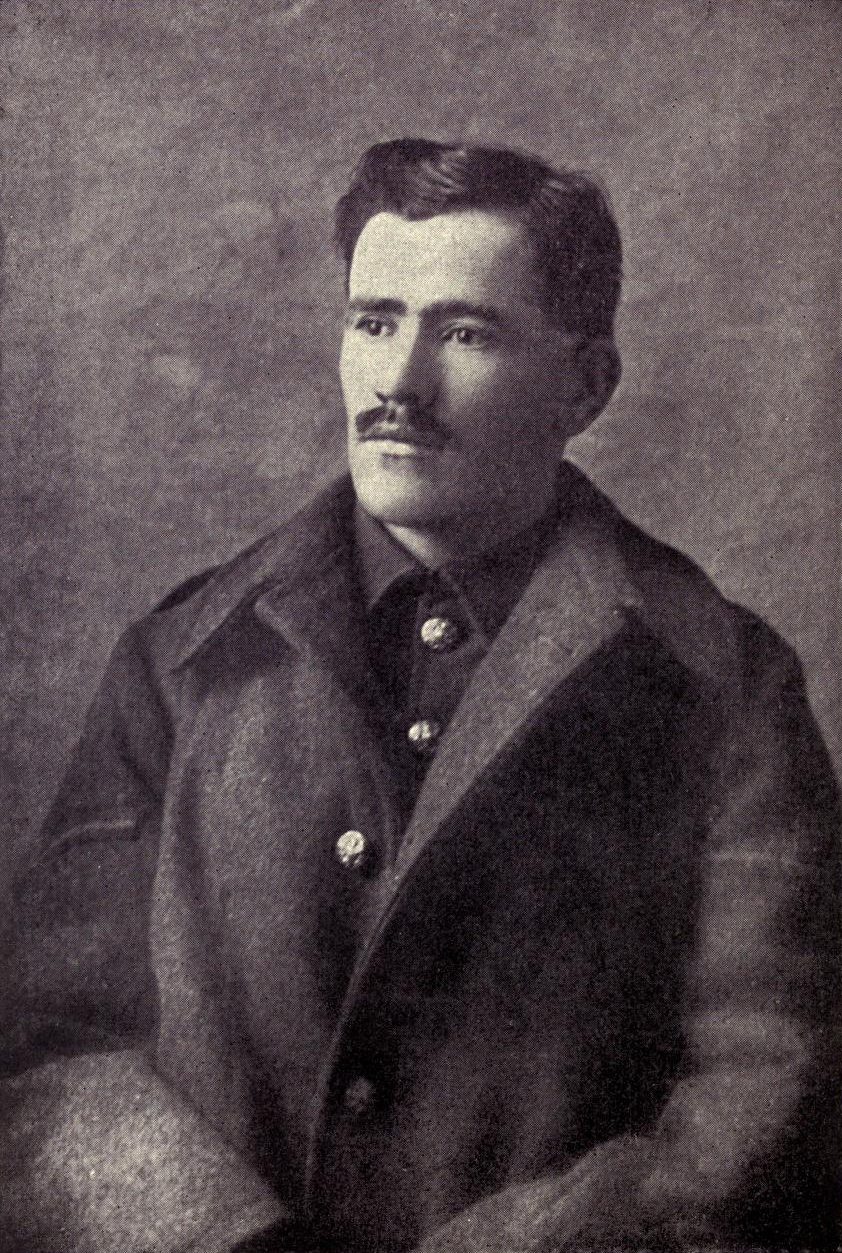
Francis Ledwidge en uniforme

Quando Francis Ledwidge, membro dos voluntários irlandeses em Slane, no condado de Meath, ouviu falar da eclosão da guerra, decidiu não se alistar no exército britânico. Em resposta, os Voluntários Nacionais Unionistas submeteram Ledwidge a um julgamento-espetáculo, durante o qual o acusaram de covardia e de ser pró-alemão. Logo depois, Ledwidge se alistou nos Royal Inniskilling Fusiliers. Apesar de suas crenças gêmeas no socialismo e no republicanismo irlandês, Ledwidge escreveu mais tarde: "Entrei para o exército britânico porque a questão era entre a Irlanda e um inimigo comum da nossa civilização e não queria que fosse dito que ele nos defendeu enquanto estávamos não fazendo nada em casa senão aprovar resoluções".
Ledwidge publicou três volumes de poesia entre 1916 e 1918, enquanto servia em Landing at Suvla Bay, na Frente Macedônia e na Frente Ocidental.
Assim como Kettle, Ledwidge também ficou profundamente comovido com as execuções que se seguiram ao Levante da Páscoa de 1916 e elogiou os 17 líderes republicanos executados em seus poemas O'Connell Street, Lament for Thomas MacDonagh, Lament for the Poets of 1916 e o poema de Aisling "Os Reis Mortos".
Durante uma forte tempestade na manhã de 31 de julho de 1917, o batalhão de Ledwidge estava colocando tábuas de madeira de faia no terreno pantanoso perto da vila de Boezinge, na Bélgica, em preparação para uma ofensiva aliada iminente que ficaria conhecida como Batalha de Passchendaele.
Pouco depois de os fuzileiros, que estavam encharcados, terem conseguido fazer uma pequena pausa e receber uma recepção calorosa, um projétil de artilharia alemã de longo alcance pousou ao lado de Ledwidge, que morreu instantaneamente.
Ele foi enterrado em Carrefour-de-Rose e mais tarde reenterrado no Cemitério Militar Artillery Wood, perto de Boezinge, Bélgica. Um monumento a ele, encimado pela bandeira irlandesa, está agora no local de sua morte. Uma lápide de pedra em homenagem a Francis Ledwidge também está localizada no Parque da Paz da Ilha da Irlanda, perto de Messines, na Bélgica.

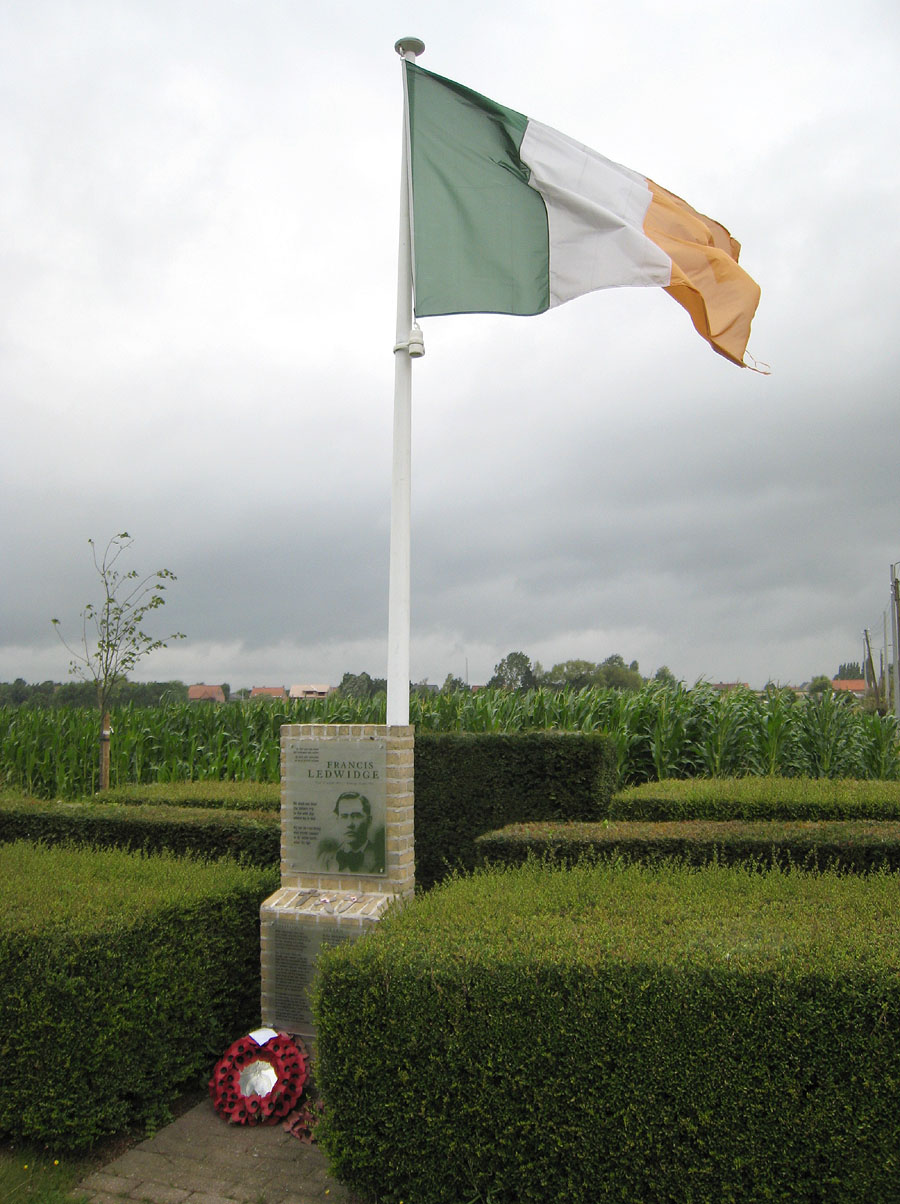
Memorial a Francis Ledwidge no lugar onde morreu.

O primeiro poema de guerra de William Butler Yeats foi escrito em 6 de fevereiro de 1915, em resposta a um pedido de Henry James para um poema político sobre a Primeira Guerra Mundial. Yeats mudou o título do poema de "To a friend who has asked me to sign his manifesto to the neutral nations"  (Para um amigo que me pediu para assinar seu manifesto para as nações neutras) para "A Reason for Keeping Silent" (Uma razão para permanecer em silêncio) antes de enviá-lo por carta a James em 20 de agosto de 1915. Quando foi reimpresso posteriormente, o título foi alterado para "On being asked for a War Poem" (Ao ser solicitado um poema de guerra).

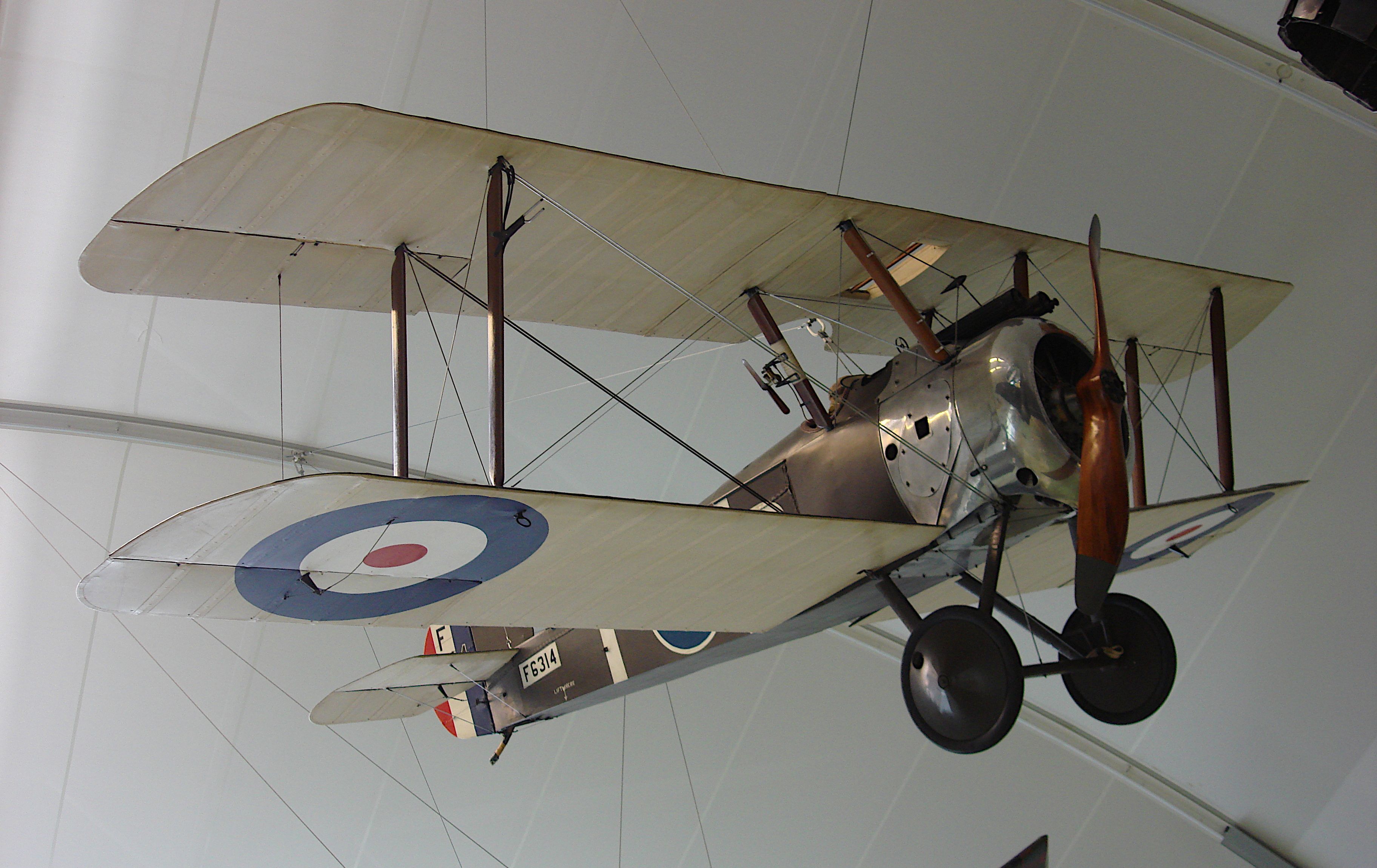
Sopwith Camel no Museu da Força Aérea Real.

O poema de guerra mais famoso de Yeats é An Irish Airman Foresees His Death, um solilóquio do major Robert Gregory, um ás da aviação nacionalista irlandês que era seu amigo e filho do anglo-irlandês Sir William Henry Gregory e da patrona de Yeats, Lady Gregory.
O Major Gregory, que se alistara nos Connaught Rangers apesar da idade avançada e de ter três filhos, foi transferido para o Royal Flying Corps em 1916, onde foi creditado com oito vitórias. Os irlandeses Mick Mannock e George McElroy eram muito mais conhecidos, mas Gregory foi o primeiro piloto irlandês a alcançar o status de ás da aviação na RFC. A Terceira República Francesa fez dele cavaleiro da Legião de Honra em 1917, e ele foi condecorado com uma Cruz Militar por "coragem notável e devoção ao dever".
Robert Gregory foi morto em combate em 23 de janeiro de 1918, quando seu Sopwith Camel caiu perto de Pádua, Itália. Em 2017, Geoffrey O'Byrne White, diretor da Autoridade de Aviação Irlandesa e parente do Major Gregory e ex-piloto do Irish Air Corps, disse acreditar que seu parente havia sido incapacitado em grandes altitudes pela gripe.

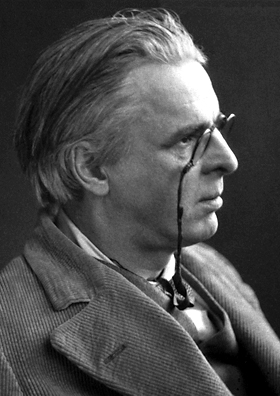
William Butler Yeats fotografado en 1923

No início do poema de Yeats, Maj. Gregory prevê sua morte iminente em um duelo. Ele declara que não odeia os alemães contra os quais luta, nem ama os britânicos pelos quais luta. Diz que seus compatriotas são os pobres inquilinos católicos irlandeses da propriedade de sua mãe em Kiltartan, condado de Galway, que não lamentarão sua morte e que seu falecimento não ajudará a melhorar suas vidas. Ele comenta que se inscreveu para lutar não pela lei, pelo dever, pelos discursos dos políticos ou pela torcida das multidões, mas por "um impulso solitário de deleite". Querendo mostrar moderação ao publicar um poema político no auge da Grande Guerra, Yeats recusou-se a publicar An Irish Airman Foresees His Death até depois do Armistício em 1918. 

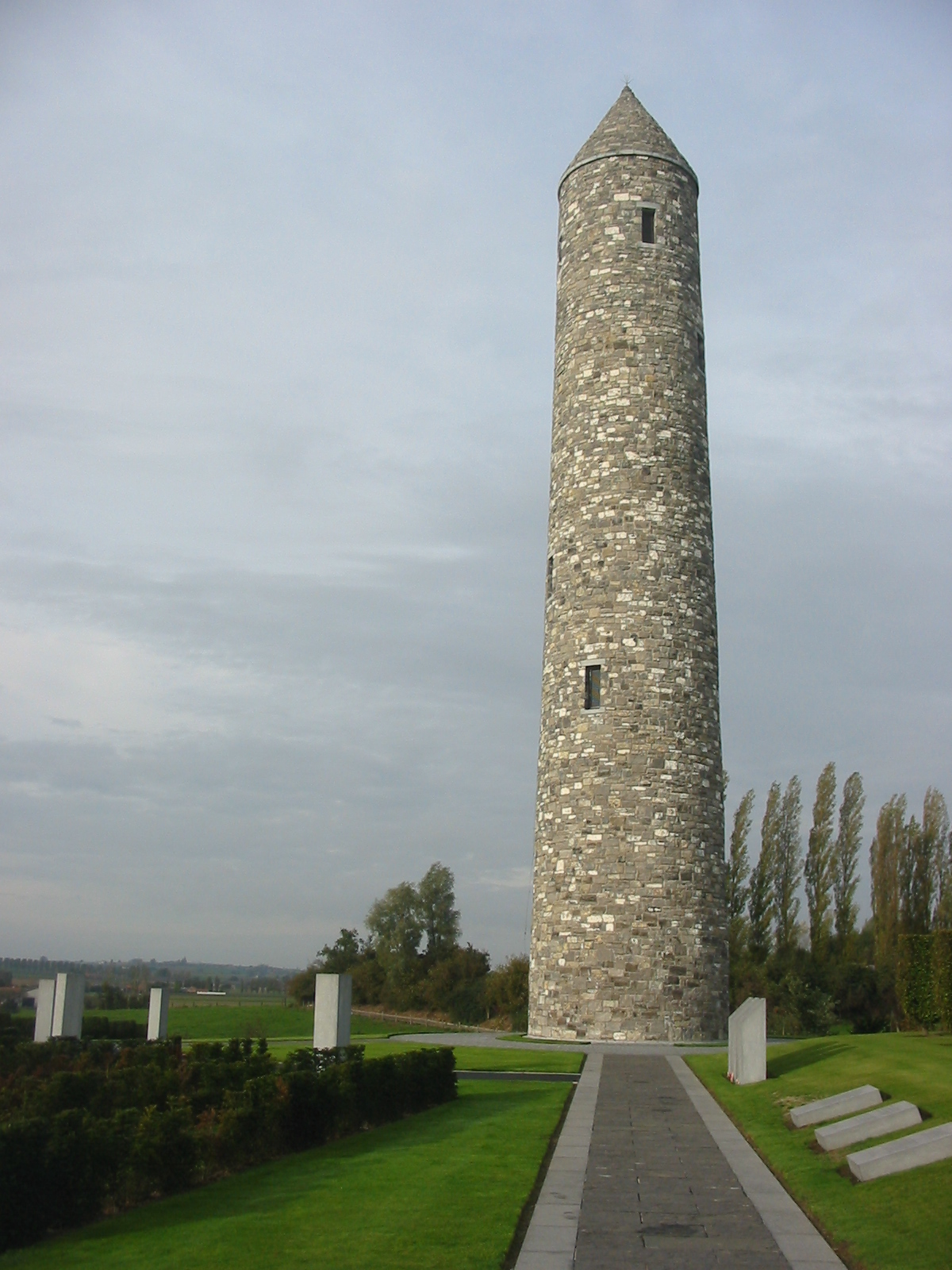
Torre redonda irlandesa simbólica no Parque da Paz da Illa de Irlanda, preto do campo de batalla da primeira guerra mundial en Messines Ridge, Bélgica.

The Second Coming é um poema escrito por Yeats em 1919, no início da Guerra da Independência da Irlanda, que se seguiu ao Levante da Páscoa de 1916, mas antes de David Lloyd George e Winston Churchill enviarem os Black and Tans para a Irlanda. O poema usa imagens cristãs sobre o Apocalipse, o Anticristo e a Segunda Vinda para alegorizar o estado da Europa durante o período entre guerras.

#### Escócia

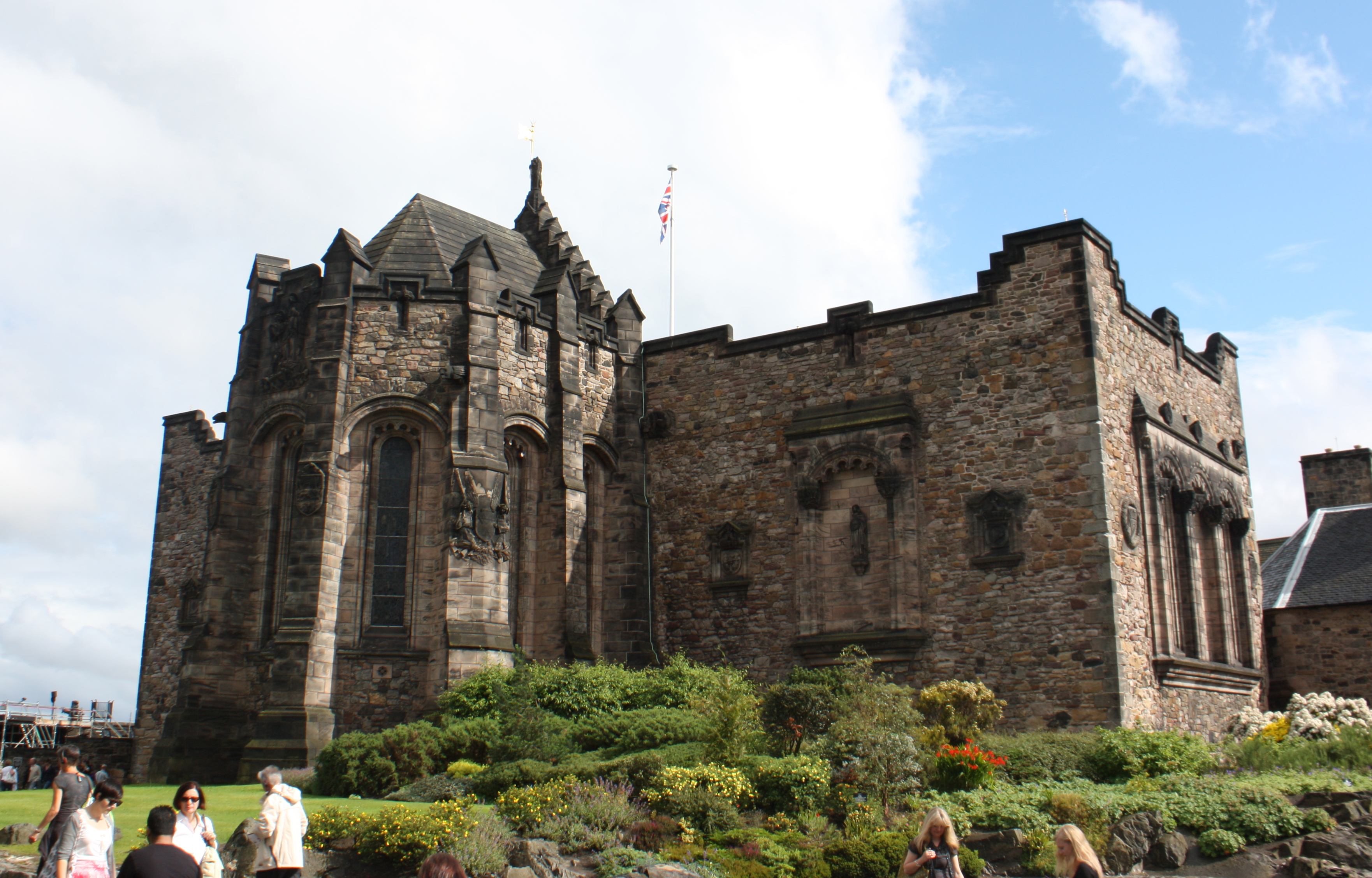
Scottish National War Memorial, Edimburgo.

No início da guerra, uma multidão de jovens foi alistar-se nas forças armadas. Os soldados alemães batizaram os regimentos escoceses com saias de "Die Damen aus der Hölle " ("As Senhoras do Inferno"). Em suas memórias de 1996, o explorador Clive Cussler revelou que seu pai serviu no exército alemão e costumava dizer-lhe "quando ouvíamos a gaita de foles das damas do inferno, começamos a suar frio e sabíamos que muitos de nós não iríamos casa para o Natal".
Apesar da sua eficácia, os escoceses sofreram perdas terríveis nas batalhas, incluindo muitos escritores em inglês, scots e gaélico.

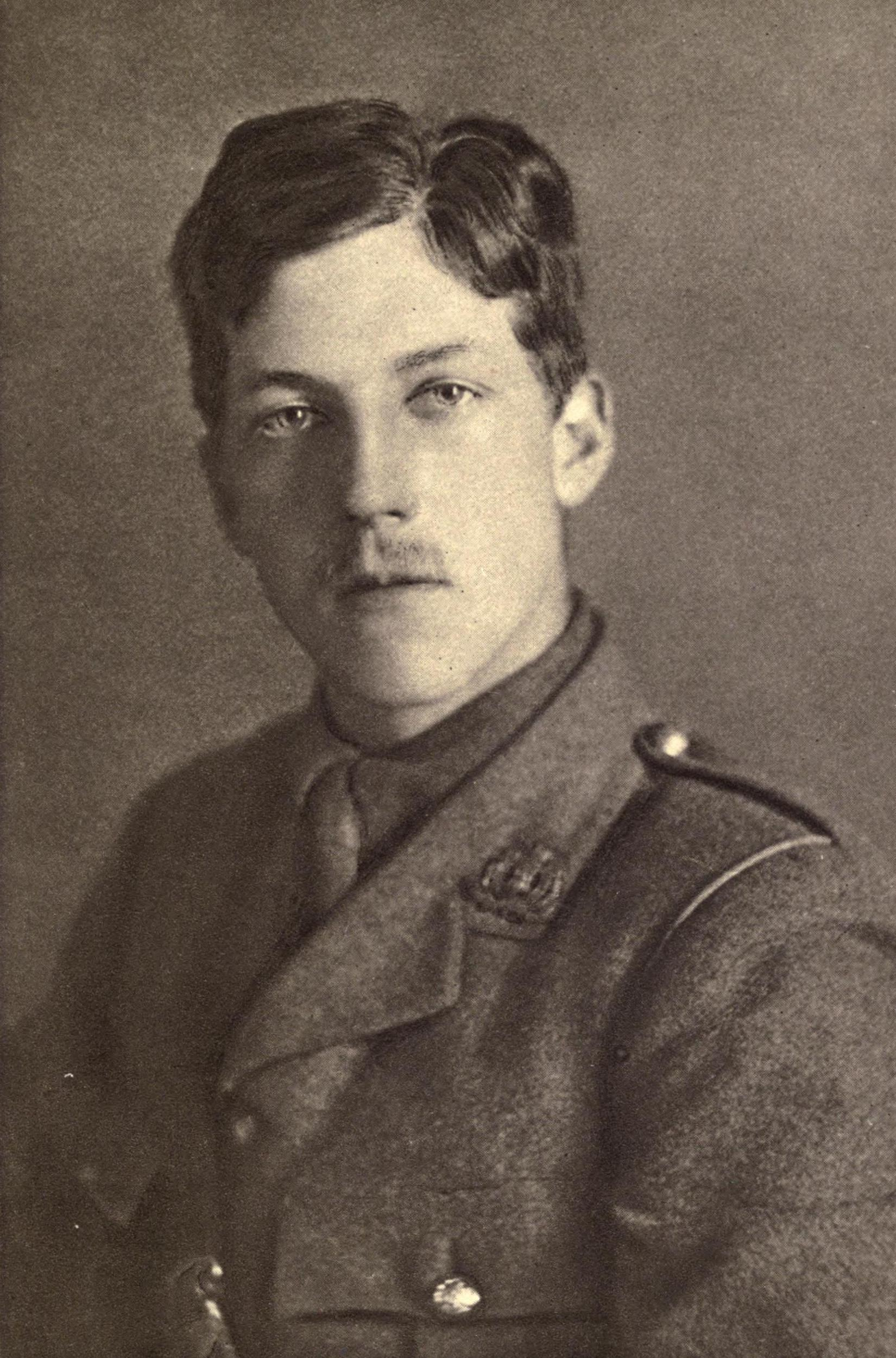
Charles Hamilton Sorley

Em 1914, o poeta Charles Sorley, natural de Aberdeen, vivia na Alemanha Imperial e frequentava a Universidade de Jena. Mais tarde, ele lembrou que seus primeiros sentimentos patrióticos foram em relação à Alemanha. Depois de ser brevemente internado como estrangeiro inimigo em Trier e receber ordem de deixar o país, ele se alistou no Regimento de Suffolk como tenente. Ele foi morto por um atirador alemão durante a Batalha de Loos em 1915 e seus poemas e cartas foram publicados postumamente. Robert Graves descreveu Charles Sorley em Goodbye to All That como "um dos três poetas importantes mortos durante a guerra" (junto com Isaac Rosenberg e Wilfred Owen). Sorley acreditava que alemães e britânicos eram igualmente cegos para a humanidade um do outro e sua poesia contra a guerra está em contraste direto com o idealismo romântico que aparece nos poemas de Rupert Brooke, Walter Flex e Alan Seeger.
O tenente John Munro, um poeta gaélico nativo da Ilha de Lewis, serviu nos Seaforth Highlanders e foi morto em combate na Ofensiva da Primavera de 1918. Munro, sob o pseudônimo de Iain Rothach, foi considerado pelos críticos um dos principais poetas de guerra. Infelizmente, apenas três de seus poemas sobreviveram: Ar Tir ("Nossa Terra"), Ar Gaisgich a Thuit sna Blàir ("Nossos Heróis Caídos em Batalha") e Air sylla nan sonn ("Pelo bem dos guerreiros"). Derick Thomson, professor de Estudos Celtas em Glasgow, chamou-o de "a primeira voz forte do novo verso gaélico". Ronald Black escreveu que os três poemas de Munro deixam "seus pensamentos sobre os caídos em versos livres torturados e cheios de alternância de rimas; passaram-se quarenta anos antes que o verso livre se tornasse difundido no gaélico".

O cabo Pàdraig Moireasdan, um bardo gaélico escocês e seanchaidh de North Uist, serviu na campanha de Galípoli, nas frentes macedónia e ocidental. Anos mais tarde, ele adorava contar como alimentou incontáveis soldados aliados famintos em Salônica fazendo um quern (um moinho manual ). O cabo Moireasdan compôs muitos poemas e canções durante a guerra, como Òran don Chogadh ("Canção de Guerra"), que escreveu enquanto servia em Gallipoli.

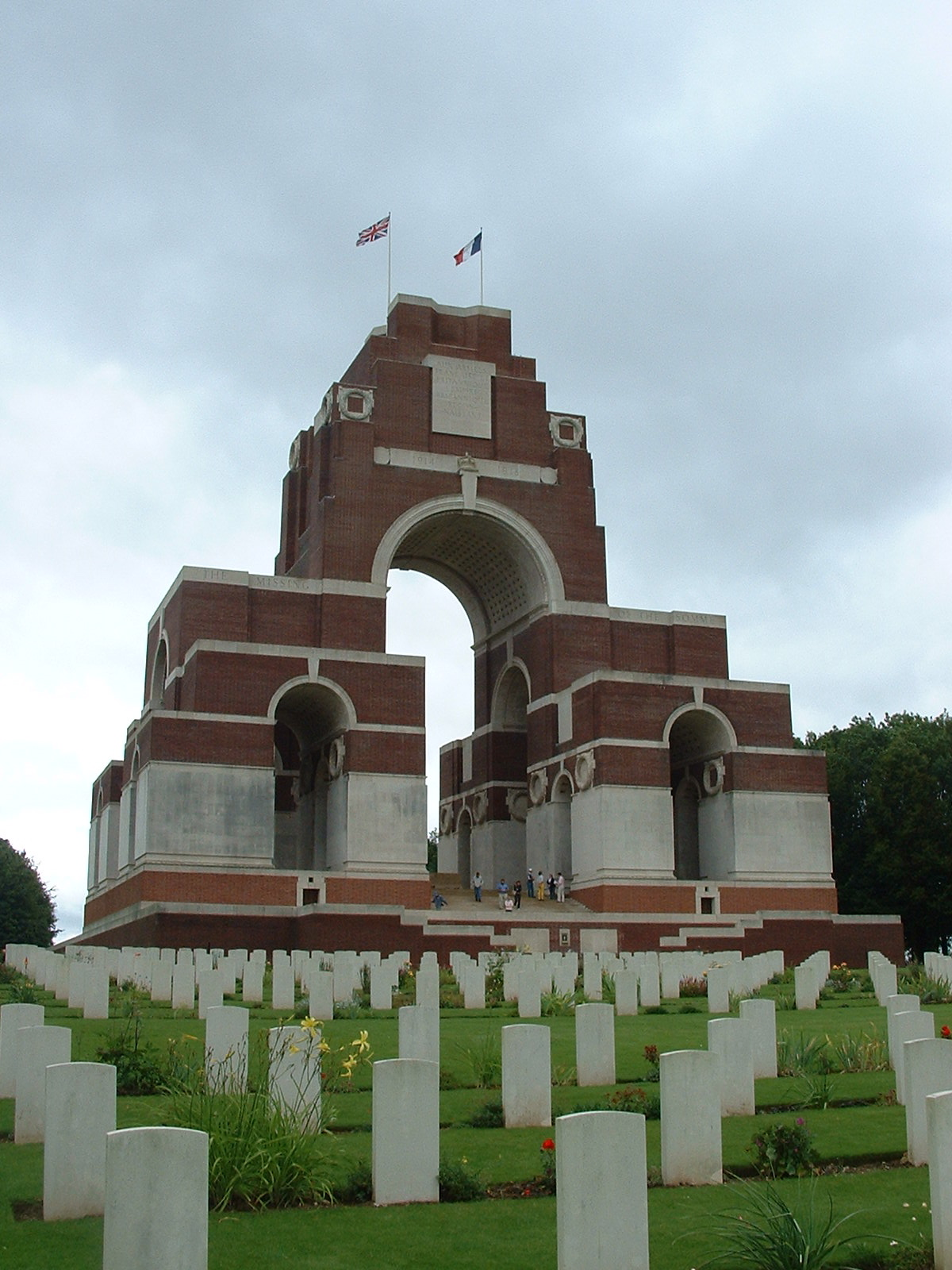
Memorial Thiepval, França

Em 1969, a editora Gairm de Glasgow publicou a poesia de Dòmhnall Ruadh Chorùna, falecido dois anos antes em North Uist. Segundo Black, ele é o poeta gaélico mais proeminente das trincheiras. Ao contrário de Wilfred Owen ou Siegfried Sassoon, Ruadh acreditava estar travando uma guerra justa contra um inimigo terrível. De acordo com J. Macpherson, "Depois da guerra, regressou à sua casa em Chorùna (uma aldeia de North Uist que leva o nome das histórias da batalha de Elviña na Corunha galega ) , mas embora grato por estar vivo (...) ficou desiludido... A terra que lhes foi prometida estava mais nas mãos dos proprietários do que nunca. Em Caochladh Suigheachadh na Duthcha ("Dias Mudados"), ele relembrou a pobreza de sua juventude e como seus companheiros gaélicos frustraram os objetivos do Kaiser com um custo imenso em vidas. Os potentados anglo-escoceses das Terras Altas e Ilhas ficaram em casa enriquecendo, depois da guerra não houve trabalho e os gaélicos foram para a diáspora.
Em 1995, uma edição ampliada e bilíngue da poesia de Dòmhnall RuadH começou a ser usada para ensinar gaélico na Escócia. Em 2016, a cantora folk Julie Fowlis cantou a canção de amor e guerra de Ruadh An Eala Bhàn ("The White Swan") no Thiepval Memorial no centenário do Somme, com a presença de cinco membros da família real britânica.

#### País de Gales
Quando a guerra começou, a grande maioria dos galeses era contra o envolvimento. O alistamento voluntário permaneceu baixo até que o recrutamento foi decretado para garantir um abastecimento constante para o front. Nas capelas inconformistas houve confronto entre os pacifistas e os que apoiavam o serviço militar.

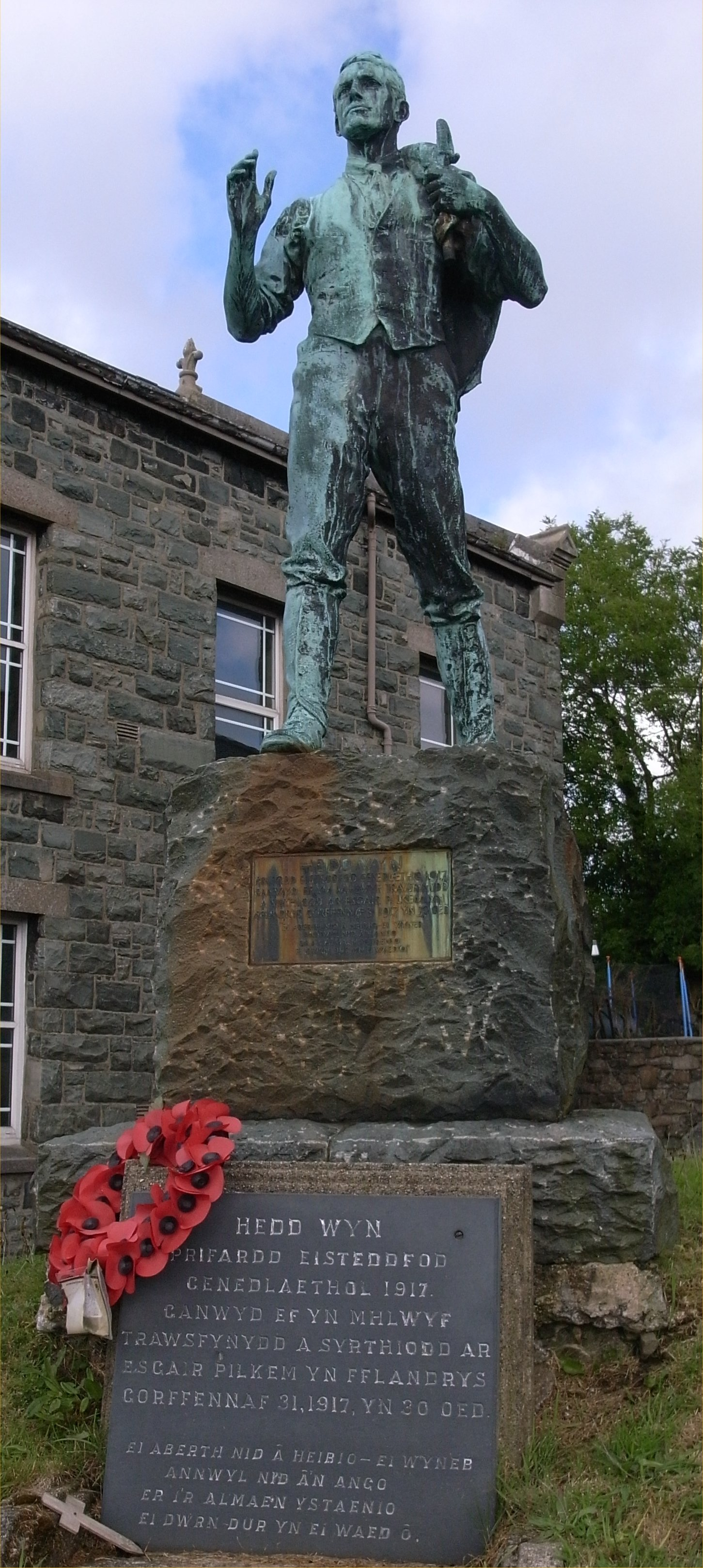
Estátua de Hedd Wyn em sua aldeia natal, Trawsfynydd.

O poeta de guerra mais conhecido em galês é Ellis Humphrey Evans, cujo nome bárdico é Hedd Wyn . Nascido na vila de Trawsfynydd, ele escreveu poemas de guerra depois de 1914. Hedd Wyn era um pacifista e recusou-se a alistar-se, sentindo que nunca poderia matar ninguém, mas foi para a guerra aos 29 anos para libertar o seu irmão mais novo. Na guerra compôs alguns de seus poemas mais marcantes, como Plant Trawsfynydd ("Os Filhos de Trawsfynydd"), Y Blotyn Du ("O Ponto Preto"), Nid â'n Ango ("Não Será Esquecido") ou Rhyfel ("Guerra"). Em fevereiro de 1917, recebeu treinamento em Liverpool e em junho ingressou nos Royal Welch Fusiliers na França. Sua chegada o deprimiu, conforme refletido em sua citação: "tempo difícil, alma pesada, coração pesado. Uma trindade incômoda, não é?" No entanto, lá ele terminou seu awdl Yr Arwr ("O Herói"), sua apresentação ao Eisteddfod, e assinou-o como 'Flor de Lis'. Na Batalha de Passchendaele, em 31 de julho de 1917, ele foi mortalmente ferido por estilhaços alemães. Algumas semanas depois, seu awdl Yr Arwr ("O Herói") foi condecorado postumamente com a cadeira no Eisteddfod diante de um público choroso.

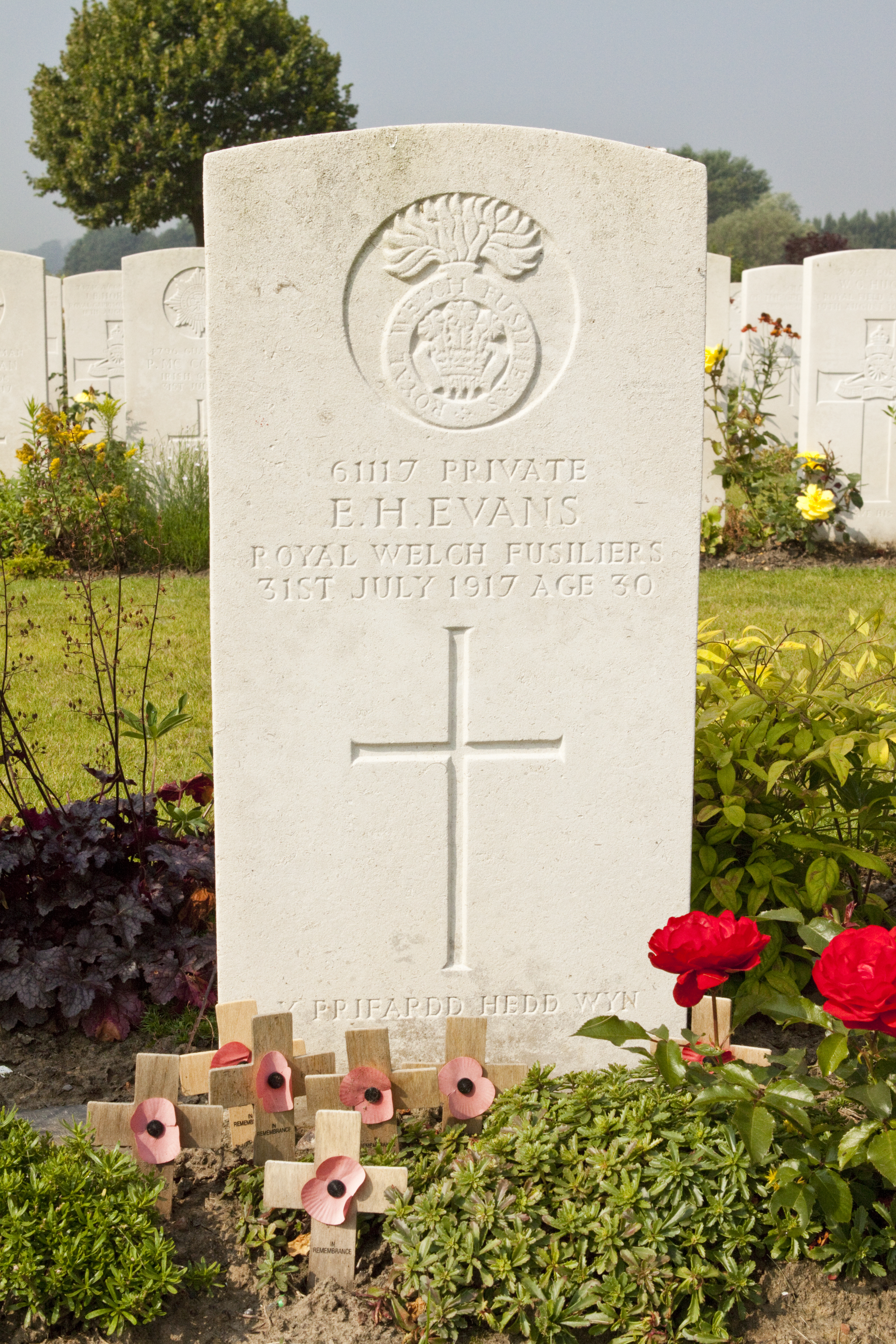
Cemitério de Boezinge, Bélgica. Depois de apresentar uma petição à Comissão Imperial de Túmulos de Guerra, sua lápide recebeu as palavras adicionais Y Prifardd Hedd Wyn (O bardo chefe, Hedd Wyn").

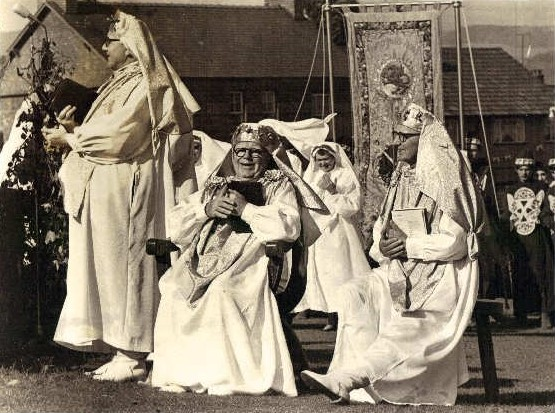
Arquidruida Cynan (centro) no National Eisteddfod em Aberdare, 1956.

Albert Evans-Jones, nascido em Pwllheli e formado pela University College of North Wales em Bangor, serviu como médico militar em Salónica. Ele escreveu poemas que chocaram a população galesa com suas descrições gráficas dos horrores das trincheiras e seus ataques selvagens ao ultranacionalismo dos tempos de guerra.

#### Estados Unidos

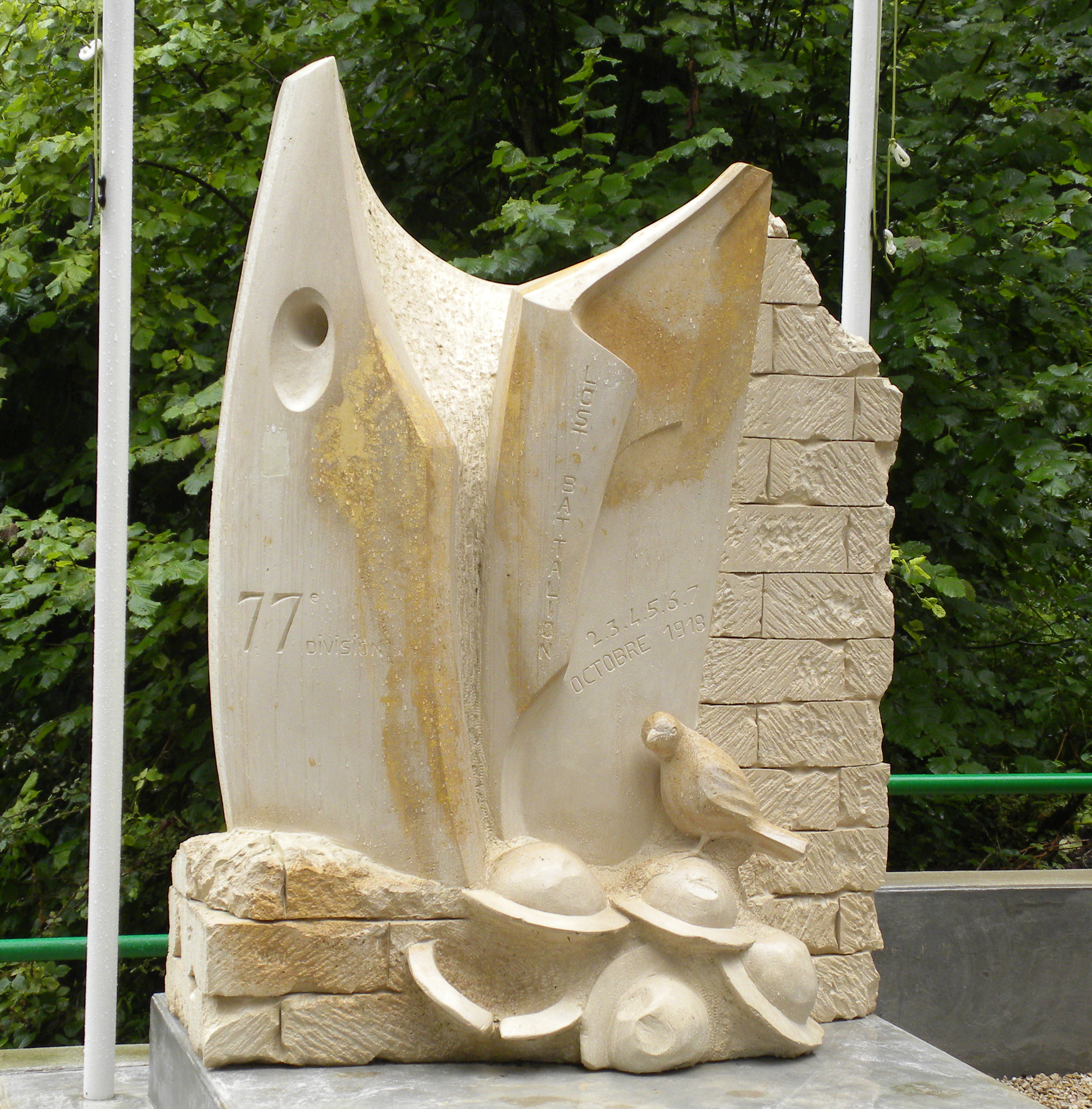
Monumento ao Batalhão Perdido, Floresta de Argonne, França.

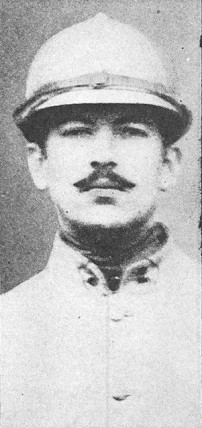
Alan Seeger em seu uniforme da Legião Estrangeira Francesa

Os Estados Unidos só entraram na guerra em maio de 1917. Naquela época, o massacre mecanizado em massa no Somme, Verdun e Passchendaele já havia ocorrido. Quando um grande número de soldados americanos chegou à França, enfrentaram um Exército Imperial moribundo, exausto e ensanguentado por três anos de guerra. O povo alemão passava fome devido ao bloqueio aliado, prestes a derrubar a Monarquia e sofrendo com a pandemia de gripe. Os americanos venceram a campanha Meuse-Argonne, ajudaram a impedir uma paz negociada com as Potências Centrais, e as suas perdas foram muito menores do que as das nações em guerra que perderam uma geração inteira de jovens. Por causa disso, a Primeira Guerra Mundial está quase esquecida nos Estados Unidos. No entanto, a literatura americana não começa e termina com o romance de guerra de Ernest Hemingway, A Farewell to Arms ; também houve poetas de guerra americanos.Alan Seeger, tio do músico Pete Seeger, alistou-se na Legião Estrangeira Francesa enquanto os EUA ainda eram neutros e tornou-se o primeiro poeta americano da Grande Guerra. Os poemas de Seeger, que exortavam apaixonadamente o povo americano a aderir à causa aliada, foram amplamente divulgados. Seeger morreu em combate em 4 de julho de 1916, durante o ataque do exército francês durante a Batalha do Somme.

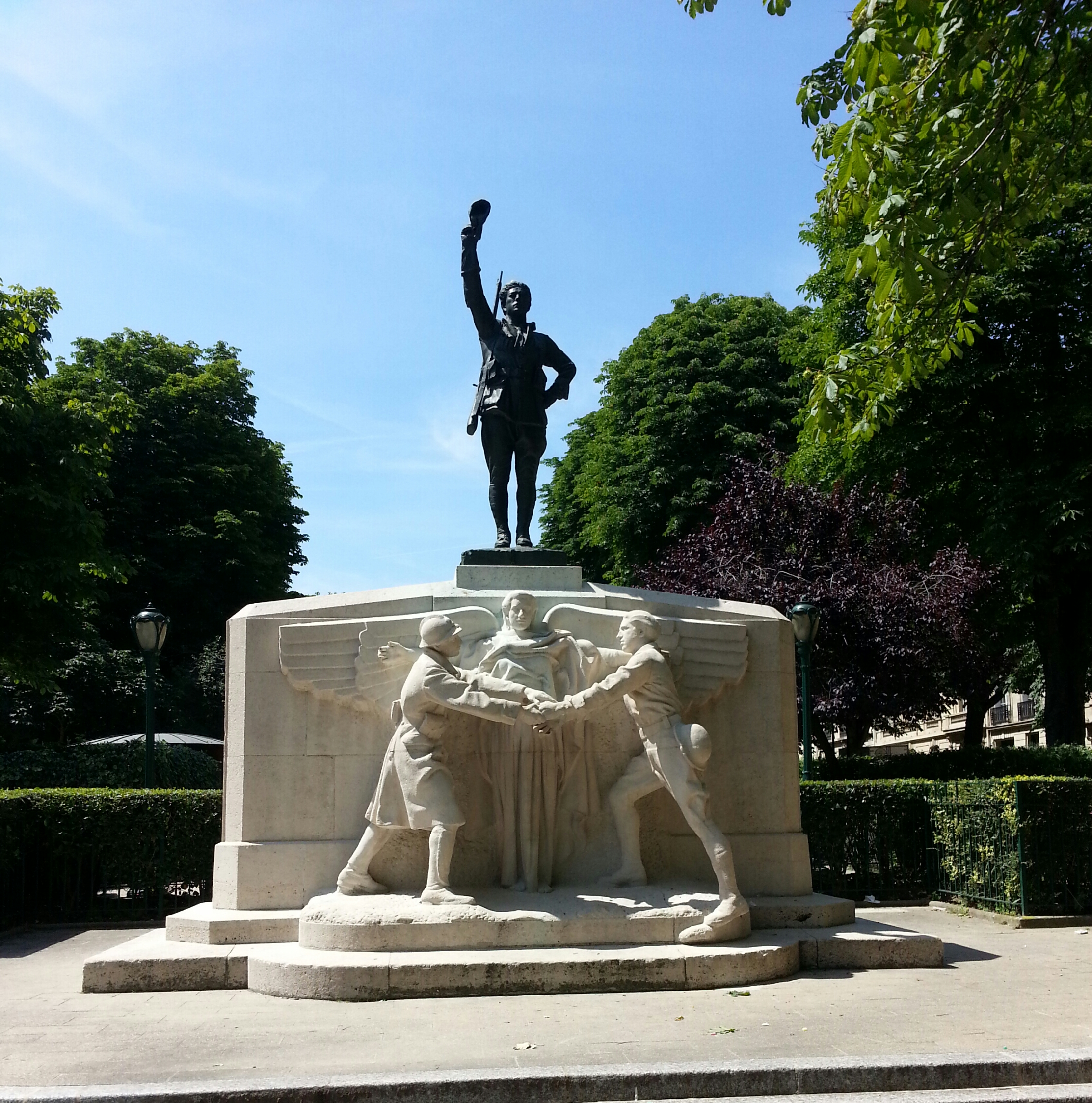
Uma estátua de Alan Seeger no topo do Monumento aos Voluntários Americanos, Place des États-Unis, Paris.

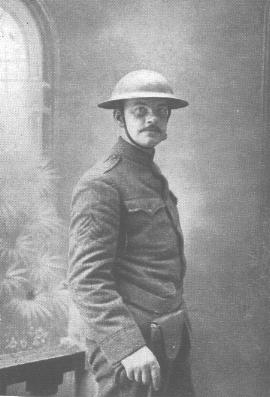
Sargento Joyce Kilmer, como membro do 69º Regimento de Infantaria, Exército dos Estados Unidos, c. 1918.

De acordo com Jacqueline Kennedy, o poema de Seeger, I Have a Rendezvous with Death, era um dos favoritos de seu marido, o presidente John F. Kennedy, que muitas vezes lhe pedia que recitasse para ele.
Joyce Kilmer alistou-se poucos dias depois de os Estados Unidos entrarem na guerra na Divisão Rainbow Irlandês-Americana do "The Fighting 69th". Kilmer recusou as promoções oferecidas, dizendo que preferia ser sargento do 69º do que oficial de outro regimento.
Antes de sua partida Kilmer tinha um contrato para escrever um livro sobre a guerra que ele nunca concluiu mas escreveu vários poemas de guerra como Rouge Bouquet que homenageia as vítimas de um bombardeio de março de 1918 nas trincheiras americanas na Floresta Rouge Bouquet bacará Vinte e um garotos do Regimento de Kilmer foram enterrados vivos pela enchente. Em 30 de julho, Joyce Kilmer foi baleada na cabeça por um atirador alemão. Seu funeral foi realizado na Catedral de São Patrício, em Nova York. De acordo com Dana Gioia, entretanto, "Nenhum dos versos de guerra de Kilmer é lido hoje; sua reputação sobrevive em poemas escritos antes de ele se alistar". 

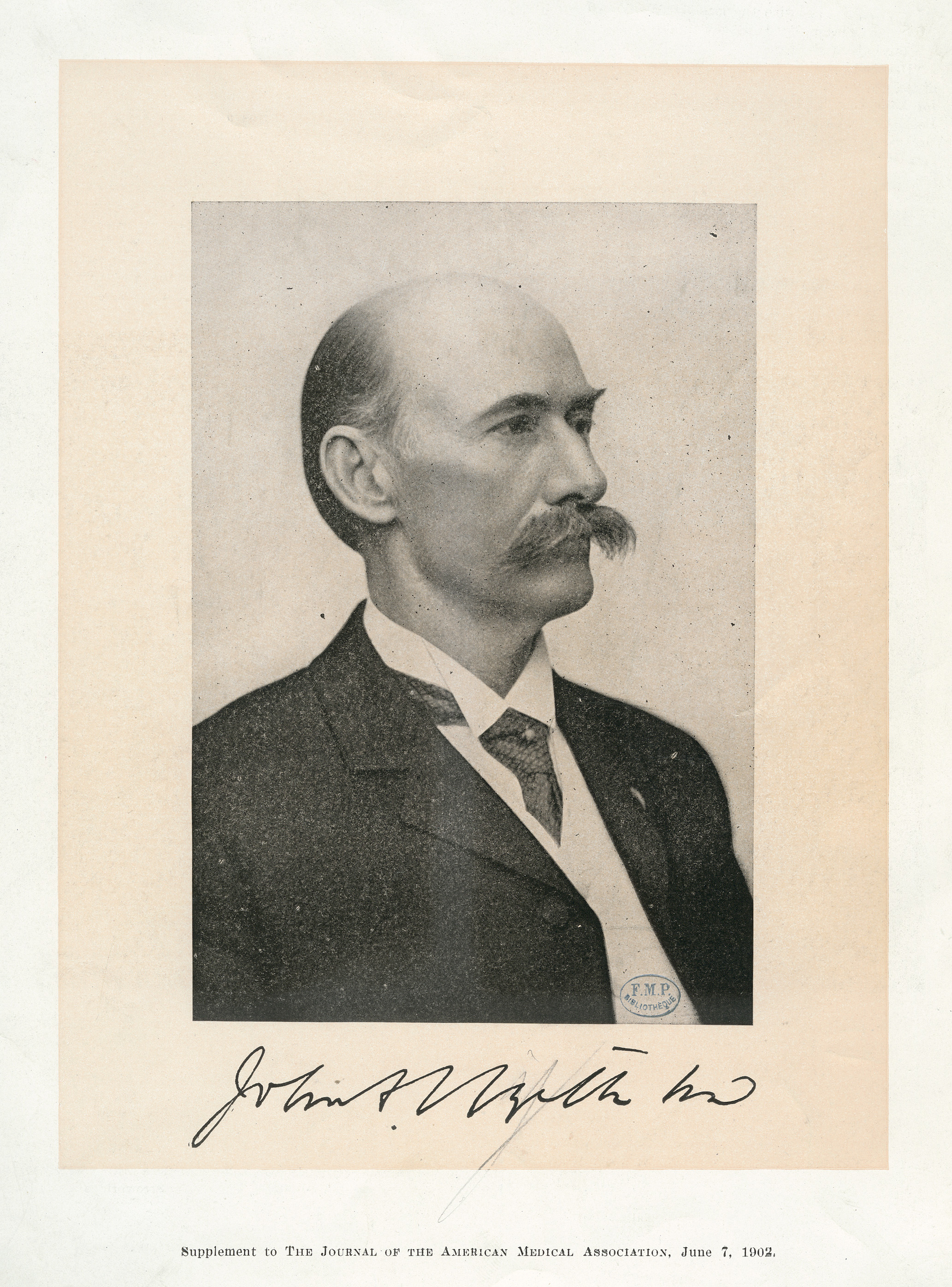
Retrato de John Allan Wyeth.

Em 1928, o poeta e veterano de guerra John Allan Wyeth publicou This Man's Army: A War in Fifty-Odd Sonnets.
BJ Omanson diz: "Eu tinha mais de cinquenta sonetos, e a leitura de apenas alguns deles aleatoriamente indicou que eram muito hábeis e extraordinariamente inovadores. O mais emocionante é que foram escritos, não em um tom elevado e formal, mas de forma fria, concisa e desapaixonada, temperada com diálogos de gírias militares, dialetos de aldeões franceses e cheia de pequenos detalhes da vida".
Na época de seu alistamento, Wyeth era poliglota e havia se formado em Princeton, onde seu círculo de amigos incluía Edmund Wilson e F. Scott Fitzgerald.

O início da Batalha de Amiens, em agosto de 1918, foi descrito pelo General E. Ludendorff como "Der Schwarzer Tag des deutschen Heeres" ("O dia mais negro do exército alemão"). Um grande número de alemães, cuja vontade de continuar a lutar tinha sido abalada, rendeu-se voluntariamente e os oficiais foram acusados de tentar prolongar a guerra desnecessariamente. No entanto, o rápido avanço encontrou um sério obstáculo: uma crista de 22 m de altura num meandro do rio Somme, perto da aldeia de Chipilly. Lá, os alemães desencadearam um devastador fogo de metralhadora e artilharia que prendeu o Corpo Australiano em Le Hamel. A captura de Chipilly Ridge foi atribuída a três batalhões, incluindo o de Wyeth. Durante o assalto, o cabo Jake Allex, um imigrante sérvio do Kosovo, assumiu o comando do seu pelotão depois de todos os oficiais terem sido mortos. O cabo Allex os liderou em um ataque a um ninho de metralhadora alemã e se tornou o segundo soldado a receber a Medalha de Honra durante a guerra. Em sua coleção de poesia de 1928, Wyeth descreveu todas as fases da missão em seus seis "Sonetos de Chipilly Ridge".  

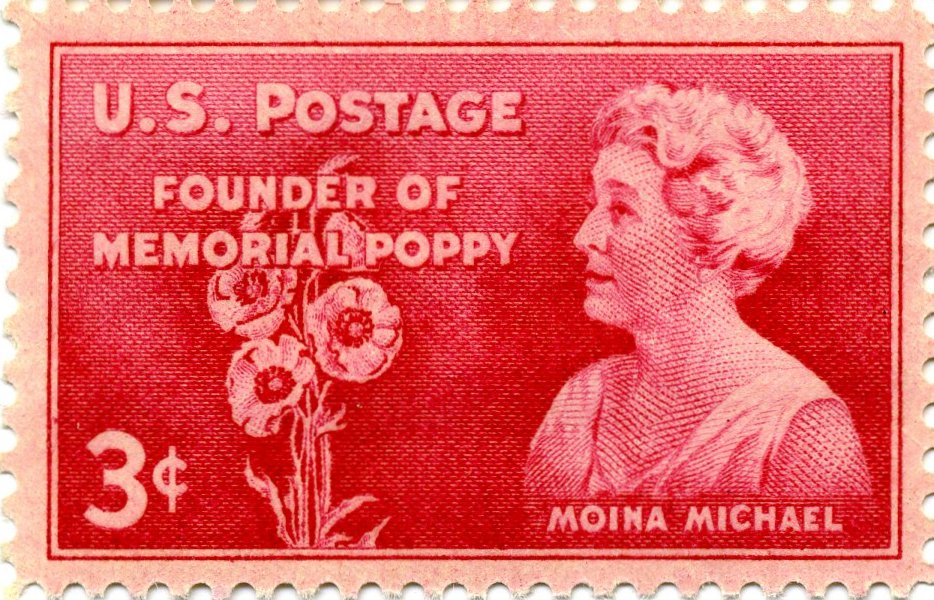
Moina Michael em um selo postal dos EUA. Michael propôs pela primeira vez o uso de papoulas como símbolo de lembrança

Na tarde de 14 de setembro de 1918, enquanto os homens da 33ª Divisão dos EUA estavam estacionados em Fromereville, perto de Verdun, Wyeth estava tomando banho com um grupo de Doughboys briguentos quando ouviu o grito: "Ataque Aéreo!" Como todos os outros banhistas, Wyeth correu, nu e coberto de sabão, até a praça da aldeia. Lá ele observou um Fokker D.VII, pilotado pelo Unteroffizier Hans Heinrich Marwede do campo de aviação Jasta 67 em Marville, atacar e incendiar três balões de observação franceses. O tenente Wyeth mais tarde descreveu a vitória de Marwede em seu soneto Fromereville: War in Heaven. Embora This Man's Army, de John Allan Wyeth, tenha sido altamente elogiado pelos críticos literários americanos, a quebra do mercado de ações de 1929 logo se seguiu à sua publicação e, com o início da Grande Depressão, a poesia de Wyeth foi esquecida. Quando John Allan Wyeth morreu em Skillman, Nova Jersey, em 11 de maio de 1981, seu obituário não fazia menção ao fato de ele ter sido poeta.
Inspirado no famoso poema In Flanders Fields do poeta canadense John McCrae, o poeta americano Moina Michael decidiu, no final da guerra em 1918, usar uma papoula vermelha durante todo o ano para homenagear os milhões de soldados que morreram na Grande Guerra. Ele também escreveu um poema em resposta chamado We Shall Keep the Faith. Ela distribuiu papoulas de seda para seus colegas de classe e fez campanha para que a Legião Americana as adotasse como símbolo oficial de lembrança. Na convenção de 1920, a Legião Americana adotou formalmente a proposta de Michael de adotar as papoulas Remembrance como seu símbolo nacional.

### A Guerra Civil Russa
Durante a guerra civil, o poeta simbolista Vyacheslav Ivanov escreveu a sequência de sonetos "Poemas para um tempo de dificuldade". A poetisa Marina Tsvetaeva, cujo marido Sergei Efron serviu no exército anticomunista, escreveu o ciclo de versos Lebedinyi stan (O Acampamento dos Cisnes), elogiando os soldados do Movimento Branco . O ciclo de poemas tem o estilo de um diário ou jornal e começa no dia da abdicação do czar Nicolau II, em março de 1917, e termina no final de 1920, quando os brancos foram completamente derrotados. Os 'cisnes' do título referem-se ao exército branco. Em 1922, Tsvetaeva também publicou um longo conto de fadas real em verso, Tsar-devitsa.
Por outro lado, Osip Mandelstam escreveu muitos poemas elogiando o Exército Vermelho e repreendendo os Brancos, aos quais se referiu em um poema como "As folhas murchas de outubro". No final, porém, Mandelstam, que acreditava profundamente na tradição de que os poetas são a consciência do povo russo, morreu no gulag em 1938, após ser preso por compor um epigrama que atacava e zombava de Stalin.

### A guerra civil espanhola

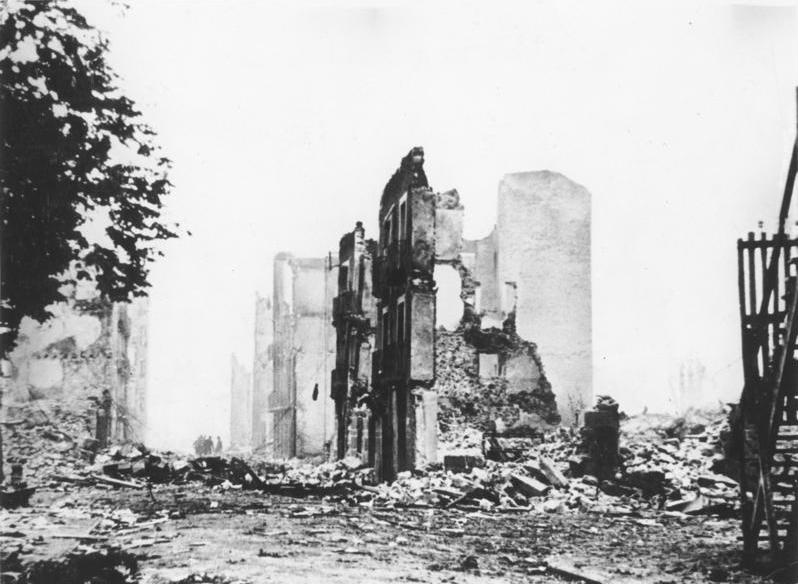
Ruínas de Gernika, País Basco, bombardeada pela Luftwaffe em 1937

A Guerra Civil Espanhola produziu um volume significativo de poesia, principalmente em inglês e castelhano. Nas outras línguas do Estado espanhol, a produção não só de poesia mas de literatura em geral foi muito menor, dando início a uma perseguição ao galego, ao catalão e ao basco, que recentemente começaram a recuperar presença na Administração durante a Segunda República, tornando-se o catalão co-oficial (status ganhado mais tarde para a língua galega). Havia poetas de língua inglesa servindo na guerra em ambos os lados. Entre os que lutaram com os republicanos como voluntários nas Brigadas Internacionais estavam Clive Branson, John Cornford, Charles Donnelly, Alex McDade e Tom Wintringham.
Miguel Hernández se destaca entre os poetas da língua castelhana. Comunista desde os 26 anos, quando estourou a guerra, juntou-se ao lado republicano. Em plena guerra, conseguiu fazer uma breve visita a Orihuela para se casar. Em dezembro de 1937 nasceu seu primeiro filho, falecido poucos meses depois e a quem é dedicado o poema Hijo de la luz y de la sombra e outros coletados no Cancionero y romancero de ausencias. Em janeiro de 1939, nasceu seu segundo filho, Manuel Miguel, a quem dedicou o poema Nanas de la cebolla da prisão e escreveu um novo livro: Viento del pueblo. Parte de seus poemas foram destruídos pela censura franquista, mas foram preservados dois exemplares que permitiram a reedição em 1981. Foi preso em Portugal, e embora Pablo Neruda, que tinha ido para Espanha comovido pelo assassinato de Lorca, tenha conseguido uma breve libertação, foi novamente preso e condenado à morte. Seu amigo de infância Luís A. Hernández, vigário de Orihuela, conseguiu comutar a pena para prisão perpétua, mas o poeta morreu de tuberculose na enfermaria da prisão.
Escreveu: "Cantando espero a la muerte, que hay ruiseñores que cantan encima de los fusiles y en medio de las batallas."
Diz-se que morreu com os olhos abertos e estes não fechados, e por isso Vicente Aleixandre compôs para ele um poema.
Do lado nacional, o poeta de língua inglesa mais famoso foi o sul-africano Roy Campbell, que morava em Toledo na época do golpe de Estado. Um momento horrível para ele foi quando encontrou os corpos dos monges carmelitas de Toledo, de quem havia feito amizade, depois que as forças republicanas os submeteram à execução sem julgamento. O carrasco dos monges escreveu com sangue: “É assim que a Cheka ataca”. Campbell contou isso no poema Carmelitas de Toledo. Segundo seu biógrafo e suas filhas, Campbell foi erroneamente rotulado de fascista e deixado de fora de antologias de poesia e cursos universitários.
Na literatura africâner, o melhor poeta da Guerra Civil Espanhola é o amigo íntimo de Campbell, Uys Krige, nascido em Bontebokskloof, perto de Swellendam, na província do Cabo, e que fez campanha nas fileiras republicanas. Nas memórias de Roy Campbell de 1952, Light on a Dark Horse, ele explica a simpatia de Uys Krige por este último, "um calvinista incurável".
Em 1937, Krige escreveu o poema em africâner, Lied van die fascistiese bombwerpers ("Hino dos Bombardeiros Fascistas").
Krige lembrou mais tarde: "Eu só precisei de um ou dois versos, então o poema se escreveu sozinho. Minha mão mal conseguia acompanhar. Não precisei corrigir nada... isso raramente acontece com você." O poema condenou os bombardeios de pilotos alemães pró-nacionalistas da Legião Condor. Inspirados, segundo Jack Cope, pela sua hostilidade contra uma “Igreja pré-reforma corrupta”, Lied van die fascistiese bombers também lança ataques contra o catolicismo romano. Como nenhuma revista africâner se atreveu a publicá-lo, esse poema apareceu na Forum, uma revista literária de esquerda publicada em inglês. O poema de Krige atraiu veemente condenação tanto dos nacionalistas africânderes extremistas quanto da Igreja Católica sul-africana, que "protestou veementemente" chamando o poema de Krige de sacrilégio. Krige respondeu perguntando se os católicos sul-africanos aprovavam o desmantelamento pelo lado nacional do que considerava o governo espanhol legal ou o "terror branco" em curso.:33–36
Apesar do seu desacordo sobre a guerra em Espanha, Campbell e Krige continuaram amigos íntimos e, nos últimos anos, trabalharam juntos como activistas contra o governo do Partido da Supremacia Nacional Branca e a sua política de apartheid na sua terra natal, a África do Sul.
Outros dos melhores poetas espanhóis da guerra civil são Federico García Lorca, assassinado pelos fascistas, e Antonio Machado, quem escreveu um poema em homenagem ao general comunista galego Enrique Líster, e morreu refugiado na França após a derrota da República. Entretanto, o seu irmão, Manuel Machado, dedicou um poema à espada de Franco.
O poeta chileno Pablo Neruda tornou-se intensamente politizado pela primeira vez durante a guerra civil. Como resultado de suas experiências na Espanha, Neruda tornou-se um comunista fervoroso e assim permaneceu pelo resto da vida. A política de esquerda dos seus amigos literários foi um factor que contribuiu, mas o catalisador mais importante foi o rapto e execução de Lorca por soldados nacionais. Através dos seus discursos e escritos, Neruda apoiou a Segunda República Espanhola, publicando em 1938 a coleção España en el corazón. Ele perdeu o cargo de cônsul chileno devido à sua recusa em permanecer politicamente neutro.

##### Poesia em galego sobre a Guerra Civil Espanhola
Em galego, a maior parte dos escritores exilou-se de onde continuaram a publicar. Por exemplo, Florencio Delgado, homenageado no Dia das Letras Galegas em 2022, publicou O sonho do Guieiro e Cancioneiro da Loita Galega em 1943, já no seu exílio mexicano através da revista Saudade por iniciativa do Partido Galeguista, trazendo à luz a antologia de poemas com os quais queriam homenagear os camaradas caídos na guerra.
Os integrantes da Geração do 36 e da Promoção de enlace foram marcados pela guerra; Aquilino Iglesia Alvariño personifica o paradoxo daqueles poetas: depois do serviço militar colaborou com a Editorial Nós, foi diretor de A Nosa Terra e porta-voz do PG, mas quando rebentou a guerra compôs o poema fascista em espanhol Contra el ángel y la noche. Após o exílio de Núñez Búa, Alvariño compra a escola León XIII de Vila Garcia junto com Jesus Garrido, e oferece emprego a diversos represaliados, como Francisco Lamas, amigo pessoal de Lorca. Fora da sala de aula, o poeta participa de discussões com amigos como Charles Lessner, afilhado de Marx, Mariví Villaverde, Ramón de Valenzuela, Manuel Pesqueira e Severino G. Lazán, proprietário da pequena livraria Celta onde, talvez aproveitando as antigas máquinas do jornal agrário que ocupava aquelas mesmas instalações antes da guerra, foi impresso em 1947, Cómaros Verdes, considerado o primeiro livro de poesia galego relevante depois do violento silêncio imposto pela guerra. Participou com o escrito sobre o léxico Da fonte mais fonda, encomendado por Otero Pedrayo, no projeto editorial promovido por Castelao, mas os escritores exilados decidiram não publicá-lo porque "do ponto de vista deles, falta calor patriótico", e mais do que encorajar os galegos a trabalhar pelo país, o trabalho de Alvariño transmitia derrotismo. Colaborou com Celso Emilio, autor de Longa noite de pedra, na coleção Benito Soto e hoje sabemos que foi um dos autores que mais trabalhou pela língua galega durante o franquismo. Na segunda metade da década de 1950 inicia-se a galeguização das Festas Minervais, premiando em 1957 a Silandeira Escuridade de Xosé Luís Franco e Tres cantigas de guerra de Méndez Ferrín.

### Segunda Guerra Mundial

#### Polônia
O poeta antinazista Czesław Miłosz escreveu que antes da guerra, a poesia na Polónia não diferia muito em interesses da do resto da Europa . “Podemos dizer que o que aconteceu na Polónia foi o encontro de um poeta europeu com o inferno do século XX, não o primeiro círculo do inferno, mas muito mais profundo. Esta situação é uma espécie de laboratório: permite-nos examinar o que acontece à poesia moderna sob certas condições históricas. Depois que o general nazista Jürgen Stroop suprimiu a Revolta do Gueto de Varsóvia em 1943, Miłosz escreveu o poema Campo dei Fiore. Nele, ele comparou o incêndio do gueto com seus 60 mil habitantes ao incêndio de Giordano Bruno pela Inquisição em 1600. Criticou os polacos por continuarem com as suas rotinas enquanto o gueto ardia, e terminou exortando os leitores a ficarem indignados e a juntarem-se à Resistência.
Também em resposta ao levante, Hirsh Glick, que estivera no gueto de Vilna, escreveu o poema em iídiche Zog Nit Keynmol, no qual instava os judeus a pegarem em armas contra a Alemanha nazista, em vez de morrerem como seis milhões de cordeiros . Apesar do próprio assassinato de Glick pelas SS em 1944, Zog Nit Keynmol foi musicado e adotado como um hino contra o Holocausto, e ainda é cantado no Yom HaShoá.
Em 1974, Anna Świrszczyńska publicou os poemas Budowałam barykadę ("Construindo a barricada"), sobre a sua experiência como combatente e enfermeira durante a revolta de 1944, na qual o Exército Krajowa, sob ordens do Governo polaco exilado em Londres, tentou libertar a capital da Polónia (Operação Tempestade) dos ocupantes alemães antes que o Exército Vermelho o pudesse fazer, embora os soldados soviéticos esperassem do outro lado do rio Vístula. Os combatentes polacos foram massacrados pela Wehrmacht, pela Luftwaffe e pela Waffen SS e por ordem de Hitler toda a cidade de Varsóvia foi queimada.
Miłosz escreveu mais tarde sobre Świrszczyńska: "Durante sessenta e três dias ele testemunhou e participou da batalha travada por uma cidade de um milhão de habitantes contra tanques, aviões e artilharia pesada. A cidade foi gradualmente destruída, rua por rua, e aqueles que sobreviveram foram Deportados. Muitos anos depois, ela tentou reconstruir essa tragédia em seus poemas: a construção de barricadas, os hospitais nos porões, as casas bombardeadas (...), a falta de munições, alimentos e curativos e suas próprias aventuras como enfermeira militar. No entanto, essas suas tentativas foram demasiado prolixas, demasiado patéticas e ela destruiu os seus manuscritos (...) Só trinta anos depois do acontecimento é que conseguiu um estilo que a satisfez. Curiosamente, foi o estilo da miniatura que ela havia descoberto na juventude, mas desta vez não aplicada à pintura. Seu livro Construindo as Barricadas consiste em poemas muito curtos, sem métrica ou rima, cada um um micro-relato sobre um único incidente ou situação.
Sobre um poema de Świrszczyńska, Miłosz escreve: “Ele contém todo um modo de vida, nos porões da cidade incessantemente bombardeada. as condições normais foram reavaliadas. O dinheiro significava menos que a comida (...) É possível que neste poema nos comovamos pela analogia com as condições de paz, porque homens e mulheres costumam estar unidos não pelo afeto mútuo, mas pelo medo de solidão".

#### Hungria

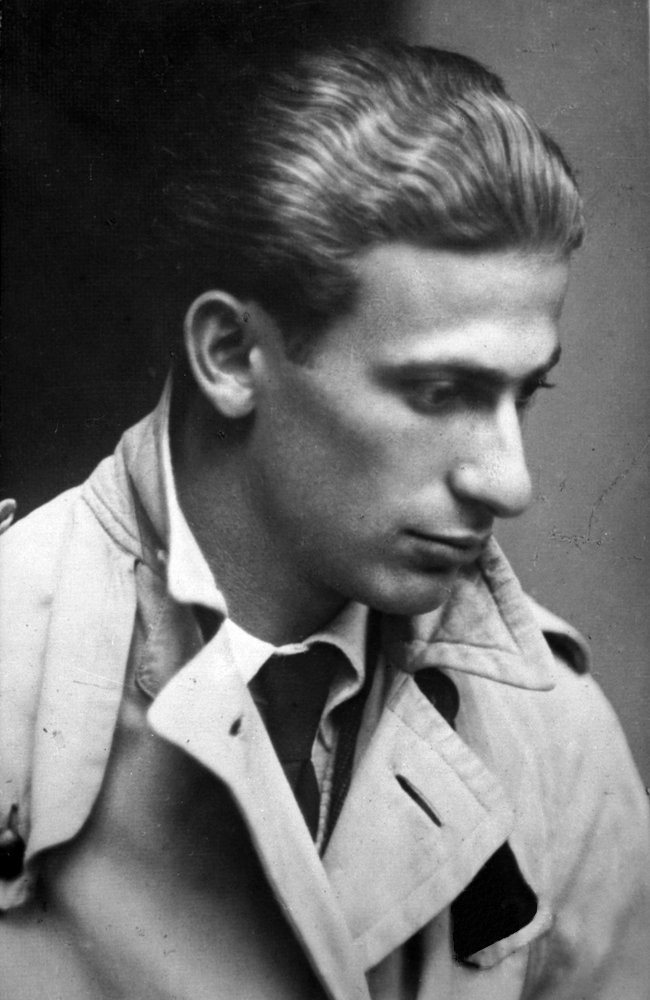
Miklós Radnóti, c. 1930

O poeta judeu-católico húngaro Miklós Radnóti foi uma voz crítica dos governos pró-nazistas do almirante Miklós Horthy e do Partido Arrow Cross.
Segundo seu tradutor inglês, Frederick Turner, "Um dia, um dos amigos de Radnóti o viu nas ruas de Budapeste, e o poeta murmurava algo como: "Du-duh-du-duh-du-duh", e seu amigo ele disse 'Você não entende? ! Hitler está invadindo a Polônia!' e Radnóti supostamente respondeu: "Sim, mas esta é a única coisa contra a qual tenho que lutar." Como deixa claro sua poesia, Radnóti acreditava que o fascismo era a destruição da ordem. Destruiu e vulgarizou a sociedade civil. “Era como se você quisesse criar um gato ideal e pegasse seu gato, matasse, retirasse a carne, colocasse em um molde e prensasse no formato de um gato.”
Radnóti foi recrutado para um batalhão de trabalhos forçados pelo Exército Real Húngaro. Nas minas de cobre da Iugoslávia ocupada, Radnóti continuou a compor poemas, que anotou em um caderno. Nos últimos dias da guerra, ele adoeceu durante uma marcha forçada de Bor em direção à Áustria nazista.
Em novembro de 1944, juntamente com 21 prisioneiros doentes e exaustos, Radnóti foi separado da marcha perto da cidade húngara de Győr. Eles foram levados em uma carroça por três suboficiais, primeiro para um hospital da aldeia e depois para uma escola que abrigava refugiados. Tanto o hospital como a escola, porém, insistiram que não havia lugar para judeus.
Os três suboficiais levaram os 22 prisioneiros judeus para um reservatório perto de Abda, onde foram forçados a cavar sua própria vala comum . Cada prisioneiro foi então baleado na base do pescoço e enterrado. Após o fim da guerra, a vala comum foi exumada e os últimos cinco poemas de Radnóti foram encontrados no caderno sujo e manchado de sangue que ele guardava no bolso. Miklós Radnóti foi enterrado novamente no cemitério Kerepesi, em Budapeste. Após a morte de sua esposa, em 2013, ela foi enterrada ao lado dele.
Desde o seu assassinato, Radnóti tem sido amplamente reconhecido como um dos maiores poetas de língua húngara do século XX.

#### Itália
O poema Cefalônia, de 2005, do poeta italiano Luigi Ballerini, é sobre o massacre da Divisão Acqui em 1943, no qual mais de 5.000 oficiais e soldados do Exército Real Italiano, incluindo seu pai, foram fuzilados sem julgamento na ilha de Cefalônia. na Grécia ocupada por soldados da Wehrmacht. Depois de tomar conhecimento do golpe bem-sucedido do rei Vítor Manuel III contra o ditador Benito Mussolini e do armistício italiano com os Aliados, a Divisão Acqui optou por lutar contra os seus antigos aliados sob as ordens do novo governo italiano. Na Grécia moderna, as vítimas italianas do massacre, um dos inúmeros outros crimes de guerra não processados da Wehrmacht, são referidas como "Os Mártires de Cefalónia".

#### União Soviética
Anna Akhmatova testemunhou o cerco de Leningrado durante 900 dias e leu seus poemas no rádio para encorajar os defensores da cidade. Em 1940, iniciou seu Poema sem Herói, terminando um primeiro rascunho em Tashkent, mas trabalhando em "O Poema" durante vinte anos e considerando-o como a principal obra de sua vida, dedicando-o à "memória de sua primeira audiência" . - meus amigos e concidadãos que morreram em Leningrado durante o cerco".
No poema Noites da Prússia, de 1974, o dissidente soviético Alexander Solzhenitsyn, ex-capitão do Exército Vermelho e filho de um ex-proprietário de terras, descreve os crimes de guerra soviéticos na Prússia Oriental. O narrador, um oficial, aprova os saques e violações de suas tropas contra civis alemães como vingança pelos crimes de guerra nazistas na União Soviética. O poema descreve o estupro coletivo de uma mulher polonesa que os soldados confundiram com uma alemã. De acordo com uma crítica do The New York Times, Solzhenitsyn escreveu o poema em tetrâmetro trocaico, "em imitação e argumento com o mais famoso poema de guerra russo, Vasili Tyorkin, de Aleksandr Tvardovsky".

#### Sérvia
Entre os poetas sérvios durante a guerra, o mais proeminente é Desanka Maksimović. É conhecido por Krvava bajka ou "Um conto de fadas sangrento". O poema é sobre um grupo de crianças em idade escolar na Iugoslávia ocupada que são vítimas do crime de guerra da Wehrmacht de 1941, conhecido como massacre de Kragujevac.

#### Finlândia
Yrjö Jylhä publicou uma coleção de poemas em 1951 sobre a Guerra de Inverno, na qual a Finlândia lutou contra Stalin e o Exército Vermelho. O nome da coleção era Kiirastuli (“Purgatório”).

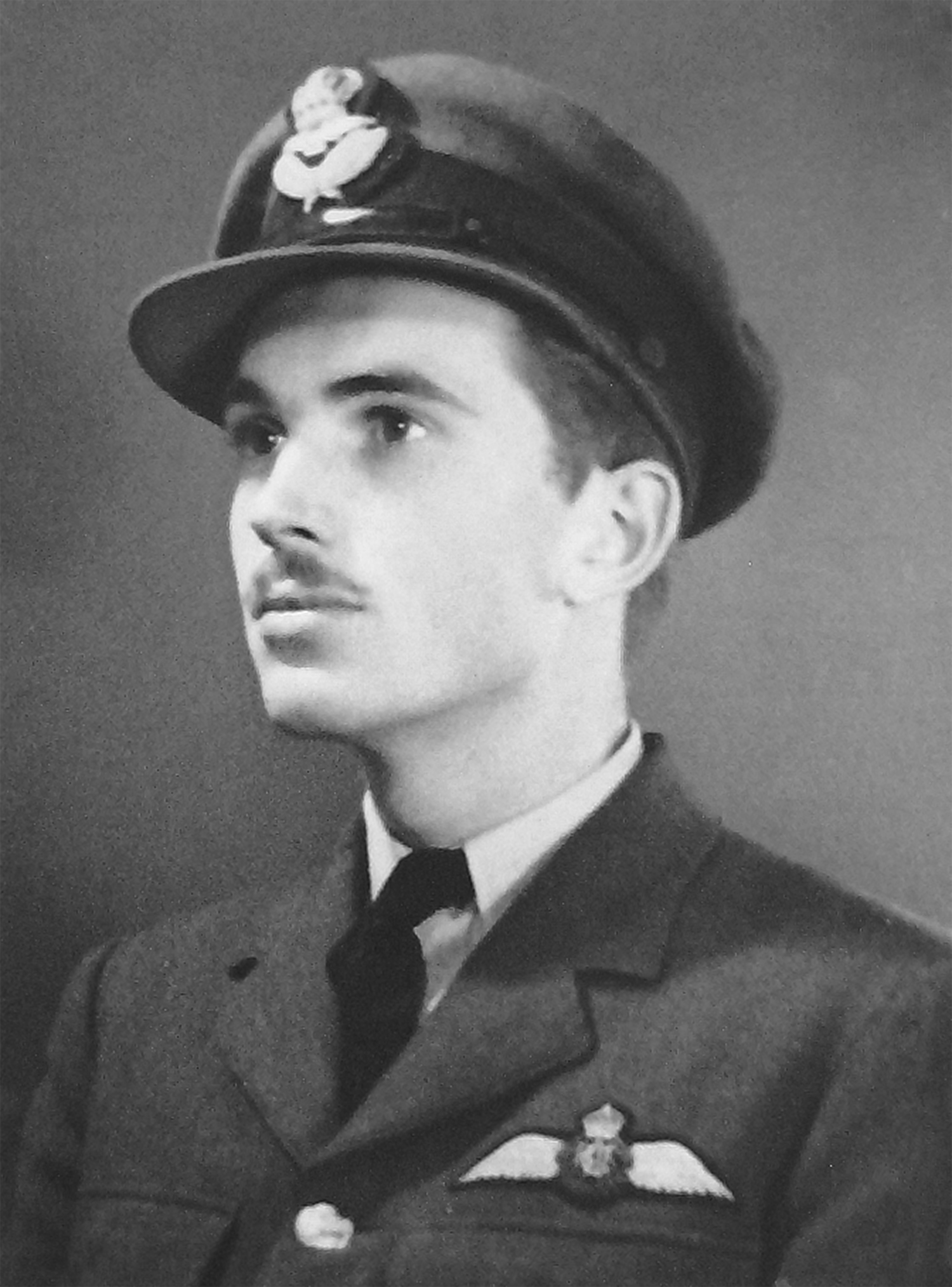
Foto oficial da Força Aérea Real Canadense do oficial piloto John Gillespie Magee, Jr.

#### Inglaterra
Na Segunda Guerra Mundial, o papel do "poeta de guerra" estava tão bem estabelecido na mente do público, e previu-se que a eclosão da guerra em 1939 produziria uma resposta literária igual à da Primeira Guerra Mundial. O Times Literary Supplement chegou a colocar a questão em 1940: "Onde estão os poetas de guerra?". Alun Lewis e Keith Douglas são as escolhas críticas padrão entre os poetas de guerra britânicos deste período. Em 1942, Henry Reed publicou uma coleção de três poemas sobre o treinamento da infantaria britânica intitulada Lições da Guerra; mais três foram adicionados após a guerra. Sidney Keyes foi outro poeta importante e prolífico da Segunda Guerra Mundial.

#### Irlanda
Apesar de ser um país da Commonwealth, Eamon De Valera, o Taoiseach da Irlanda, e o partido governante Fianna Fail optaram pela neutralidade na Segunda Guerra Mundial. Essa decisão foi chamada de segunda declaração da independência irlandesa, indignou Winston Churchill, que a considerou imoral e ilegal. Embora De Valera tenha discretamente virado a neutralidade irlandesa a favor dos aliados ocidentais, as administrações britânica e americana organizaram múltiplas intrigas destinadas a enfraquecer a popularidade de De Valera e envolver a Irlanda na guerra. Apesar da neutralidade, os acontecimentos e atrocidades daquela guerra também inspiraram a poesia irlandesa:
Em sua coleção de poesia Lux aeterna de 1964, Eoghan Ó Tuairisc, um poeta gaélico de Ballinasloe, Galway, incluiu um longo poema inspirado nos bombardeios de Hiroshima e Nagasaki, intitulado Aifeann na marbh ("Missa pelos Mortos"). O poema é uma imitação da Missa de Réquiem Católica Romana, "com a omissão significativa de 'Credo' e 'Glória'.
De acordo com Louis De Paor, "Ao longo do poema, as glórias da civilização irlandesa e europeia, da arte, da literatura, da ciência, do comércio, da filosofia, da linguagem e da religião são interrogadas e consideradas incapazes de fornecer uma resposta significativa à capacidade humana aparentemente ilimitada". para a destruição. No mês de Lúnasa, o deus celta pagão da luz, no dia do feriado cristão da Transfiguração, Dé Luain (segunda-feira) torna-se Lá an Luain (Dia do Juízo), pois a luz destrutiva da aniquilação atômica substitui luz solar natural. O poema também se baseia na literatura irlandesa antiga para articular a ideia de Ó Tuairisc de que o poeta tem a responsabilidade de interceder na eterna luta entre o amor e a violência através da imaginação unificadora, curativa e criativa. Embora todos sejam culpados pela aniquilação de Hiroshima, o poeta, o sacerdote-palavra, tem um peso particular de responsabilidade."

#### Nova Zelândia
Os poetas de guerra da Nova Zelândia incluem HW Gretton, cujo poema Koru e Acanthus é uma obra notável no gênero. O seu diário de guerra, elaborado enquanto servia no 2NZEF na Itália, é também um importante documento histórico-social.

#### Escocia
Hamish Henderson, um poeta escocês de Blairgowrie, Perthshire, serviu como oficial do Exército Britânico durante a Campanha do Norte da África. Durante seu serviço, ele coletou a letra de "D-Day Dodgers", uma canção satírica ao som de Lili Marlene, atribuída ao sargento Harry Pynn, que serviu na Itália. Henderson também escreveu a letra de Farewell to Sicily da 51st Division, sobre a música de gaita de foles "Farewell to the Creeks". O livro em que foram coletados, Baladas da Segunda Guerra Mundial, foi publicado "privadamente" para evitar a censura, mas ainda assim ganhou um banimento de dez anos da rádio BBC. O livro de poemas de 1948 sobre suas experiências na guerra, Elegias para os Mortos na Cirenaica, recebeu o Prémio Somerset Maugham.
O poeta gaélico escocês Duncan Livingstone, natural da Ilha de Mull e criado em Pretória desde 1903, publicou vários poemas em gaélico sobre a guerra, um relato da Batalha do Rio de Prata e também uma imitação do Lamento de Sìleas em Ceapaich de o início do séc. XVIII, Alasdair a Gleanna Garadh, em homenagem ao sobrinho de Livingstone, o oficial piloto Alasdair Ferguson Bruce da Força Aérea Real, que foi abatido e morto durante uma missão na Alemanha nazista em 1941.
O poeta gaélico Sorley MacLean foi criado na Igreja Presbiteriana Livre da Escócia, que mais tarde descreveu como "o mais estrito do fundamentalismo calvinista" na Ilha de Raasay. Ele se tornou, com a eclosão da Segunda Guerra Mundial, um simpatizante do comunismo. Como poeta de guerra, ele escreveu sobre suas experiências com o Royal Corps na campanha do Deserto Ocidental. O tempo de MacLean na linha de fogo terminou depois que ele foi ferido em El Alamein em 1941. O poema Glac a' Bhàis ("O Vale da Morte") narra seus pensamentos ao ver um soldado alemão morto no Norte da África. O poema reflete sobre o papel que os mortos podem ter desempenhado nas atrocidades nazistas contra os judeus e os comunistas alemães. Ele conclui, porém, dizendo que, apesar de tudo o que o alemão possa ter feito, ele não sentiu prazer com sua morte em Ruweisat Ridge. MacLean foi descrito pela Scottish Poetry Library como "um dos principais poetas escoceses da era moderna". Seamus Heaney, poeta da Irlanda do Norte que ganhou o Prêmio Nobel de Literatura, creditou a MacLean por ter salvado a poesia gaélica escocesa.
Após a eclosão da guerra em setembro de 1939, o poeta Dòmhnall Ruadh Chorùna compôs o poema Òran dhan Dara Chogaidh. Nele, ele exortou os gaélicos que iriam lutar a não terem medo e que a vitória sobre Adolf Hitler e a Alemanha nazista viria em outubro.

#### Estados Unidos
O massacre em massa e a futilidade da Primeira Guerra Mundial estavam tão profundamente enraizados no povo americano que os esforços do presidente dos EUA , Franklin D. Roosevelt por levar os EUA à guerra contra a Alemanha nazista eram muito impopulares.
O Comitê América Primeiro, do qual Charles Lindbergh era o porta-voz, e o Partido Comunista dos Estados Unidos organizavam protestos contra as políticas externas de Roosevelt. A oposição ao envolvimento americano na guerra desapareceu completamente depois que a Marinha Imperial Japonesa atacou Pearl Harbor em 7 de dezembro de 1941.
A Segunda Guerra Mundial geralmente não é considerada uma guerra de poetas, mas também houve alguns poetas de guerra.
Em entrevista para o documentário The Muse of Fire, o poeta laureado americano Richard Wilbur comentou que havia uma grande diferença entre os poetas de guerra da primeira guerra mundial e aqueles, como ele, que escreveram e serviram durante a segunda guerra mundial. Wilbur explicou que, ao contrário de Siegfried Sassoon e Wilfred Owen, os poetas americanos da Segunda Guerra Mundial acreditavam que estavam travando uma guerra justa e que a Alemanha Nazista, a Itália Fascista e o Japão Imperial eram inimigos terríveis que deviam ser confrontados e destruídos. Ele acrescentou que muitos poetas da Segunda Guerra Mundial, incluindo ele mesmo, sentiam simpatia pela situação dos objetores de consciência.
Depois de ter sido expulso do treino de sinalização e regressado às fileiras por expressar simpatia pelo Partido Comunista, Richard Wilbur foi enviado para o estrangeiro como soldado e serviu no teatro europeu como operador de rádio na 36.ª Divisão dos EUA. Divisão de Infantaria. Esteve em combate durante a Campanha Italiana na Batalha de Anzio, na Batalha de Monte Cassino e na Libertação de Roma. Ele acabou sendo promovido ao posto de sargento.
A guerra do sargento Wilbur continuou durante os desembarques do Dia D no sul da França e a invasão final da Alemanha nazista . Durante seu serviço de guerra e nas décadas seguintes, Richard Wilbur escreveu muitos poemas de guerra.
Um dos poemas de guerra mais conhecidos de Wilbur é Tywater, sobre a morte em combate do cabo Lloyd Tywater, um ex-cowboy de rodeio do Texas com talento para truques com corda, lançamento de facas e tiro de andorinhas do céu com uma pistola. Outro famoso poema de guerra de Richard Wilbur é First Snow in Alsace, que liricamente descreve os horrores de um recente campo de batalha na França ocupada sendo coberto pela bela visão da neve recém-caída. Anthony Hecht, um poeta americano de ascendência judaica alemã, serviu no Teatro Europeu como soldado da 97ª Divisão de Infantaria dos EUA. Hecht não apenas participou do combate no bolsão do Ruhr e ocupou a Tchecoslováquia, mas também ajudou a libertar o campo de concentração de Flossenbürg. Após a libertação, Hecht entrevistou sobreviventes para reunir provas para processos por crimes de guerra nazistas. Décadas mais tarde, Hecht procurou tratamento para o TEPT e usou suas experiências durante a guerra como tema de muitos de seus poemas.
O poeta americano Dunstan Thompson, natural de New London, Connecticut, começou a publicar seus poemas enquanto servia como soldado no Teatro Europeu durante a Segunda Guerra Mundial. Os poemas de Thompson descrevem o serviço militar através dos olhos de um homem gay, que se envolve em encontros casuais com soldados e marinheiros na Blitzed London.
Karl Shapiro, um escritor elegante com um respeito louvável por seu ofício, escreveu poesia no Pacific Theatre enquanto servia lá durante a Segunda Guerra Mundial. Sua coleção V-Letter and Other Poems, escrita enquanto Shapiro estava estacionado na Nova Guiné, recebeu o Prêmio Pulitzer de poesia em 1945, enquanto Shapiro ainda estava no exército. Shapiro foi poeta americano laureado em 1946 e 1947. (Na época, esse título era Consultor em Poesia da Biblioteca do Congresso, que foi alterado pelo Congresso em 1985 para Consultor Laureado em Poesia da Biblioteca do Congresso. Além disso, enquanto servia no Exército dos EUA, o poeta americano Randall Jarrell publicou seu segundo livro de poemas, Little Friend, Little Friend (1945) baseado em suas experiências durante a guerra. O livro inclui um dos poemas de guerra mais conhecidos de Jarrell, "The Death of the Ball Turret Gunner". Em seu livro seguinte, Losses (1948), ele também se concentrou na guerra. O poeta Robert Lowell declarou publicamente que achava que Jarrell havia escrito "a melhor poesia em língua inglesa sobre a Segunda Guerra Mundial".

#### Canadá
Um dos poetas mais famosos da Primeira Guerra Mundial, tanto na poesia canadense quanto na americana, é John Gillespie Magee Jr. , um piloto de caça americano que se ofereceu para voar para a Real Força Aérea Canadense antes de os Estados Unidos entrarem na Primeira Guerra Mundial. Gillespie escreveu o icônico e citado soneto High Flight, poucos meses antes de sua morte em uma colisão acidental sobre Ruskington, Lincolnshire, em 11 de dezembro de 1941. Publicado originalmente no Pittsburgh Post-Gazette, High Flight foi amplamente distribuído depois que o Pilot Officer Magee se tornou um dos primeiros cidadãos americanos pós- Pearl Harbor a morrer na Segunda Guerra Mundial. Desde 1941, o soneto do piloto oficial Maher tem aparecido com destaque em memoriais da aviação em todo o mundo, incluindo o do desastre do ônibus espacial Challenger em 1986.

#### Romênia
O poeta romeno Paul Celan escreveu poesia de guerra, incluindo "Todesfuge" (traduzido para o inglês como "Death Fugue", e "Fugue of Death") um poema alemão escrito provavelmente em 1945 e publicado pela primeira vez vez em 1948. Está "entre os poemas mais conhecidos e antologizados de Celan". É considerada uma “descrição magistral do horror e da morte em um campo de concentração”. Celan nasceu em uma família judia em Cernauti, Romênia ; seus pais foram mortos durante o Holocausto, e o próprio Celan era prisioneiro em um campo de concentração.
Tristan Tzara foi um poeta, ensaísta e artista de vanguarda romeno e francês, mais conhecido por ser um dos fundadores e figuras centrais do movimento dadaísta anti-establishment. Durante a parte final da sua carreira, Tzara combinou a sua perspectiva humanista e antifascista com uma visão comunista, juntando-se aos Republicanos na Guerra Civil Espanhola e à Resistência Francesa durante a Segunda Guerra Mundial, e cumprindo um mandato na Assembleia Nacional . Depois de se manifestar a favor da liberalização na República Popular da Hungria, pouco antes da Revolução de 1956, distanciou-se do Partido Comunista Francês, do qual já era membro. Em 1960, esteve entre os intelectuais que protestaram contra os crimes de guerra franceses na guerra da Argélia.

#### Japão
Ryuichi Tamura (1923-1998) que serviu na Marinha Imperial Japonesa durante a Segunda Guerra Mundial é um grande poeta de guerra japonês. Após a guerra, ele "ajudou a fundar uma revista de poesia, The Waste Land " e os poetas que contribuíram para ela foram "os Waste Land Poets". O trabalho destes escritores foi particularmente influenciado por TS Eliot, Stephen Spender, C. Day-Lewis e WH Auden. O primeiro livro de poemas de Tamura, Quatro Mil Dias e Noites, foi publicado em 1956.
Sadako Kurihara estava morando em Hiroshima em 6 de agosto de 1945, e foi então "quando sua vida mudou de lojista para se tornar uma das poetisas mais controversas do Japão. Sua primeira grande coleção de poemas, Black Eggs, publicada em 1946", mas foi fortemente censurado pelo Censor das Forças de Ocupação Americanas, devido à forma como lidou com os horrores depois que as bombas atômicas foram lançadas sobre o Japão. Kurihara também "tomou posição sobre" os muitos crimes de guerra japoneses cometidos durante a ocupação da China, "os maus-tratos aos coreanos no Japão e a necessidade de uma proibição mundial de armas nucleares".

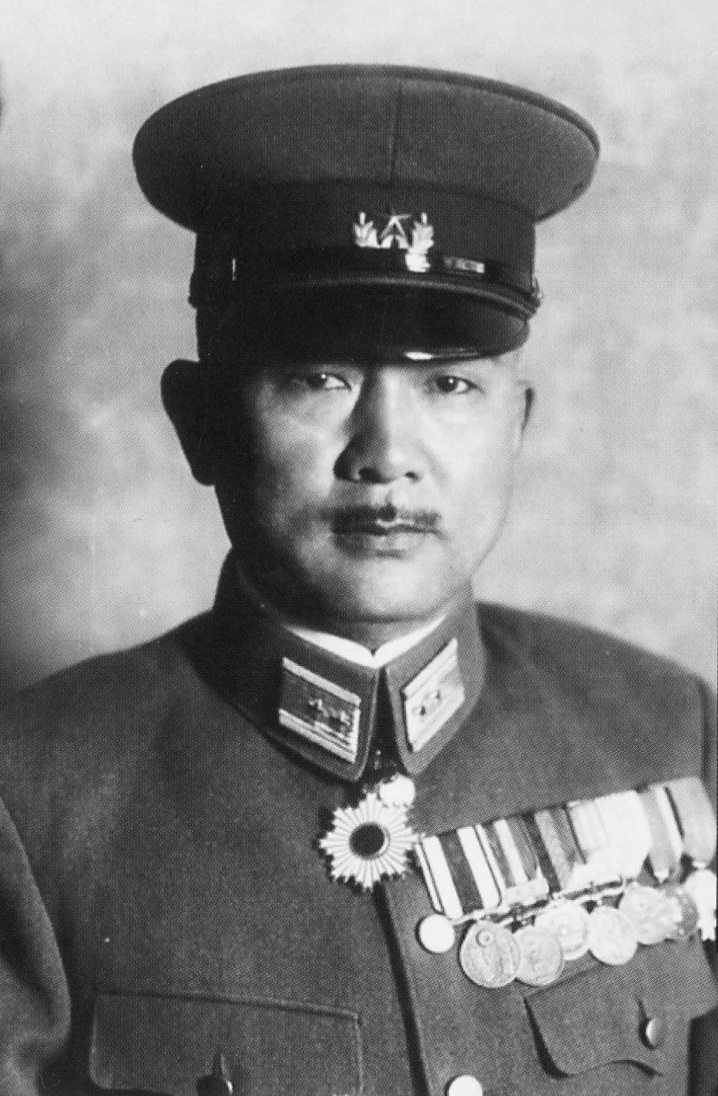
General Tadamichi Kuribayashi

O general Tadamichi Kuribayashi, comandante geral das forças japonesas durante a Batalha de Iwo Jima, foi um poeta e ex-diplomata que esteve estacionado em Washington, D.C., durante o período entre guerras . Tendo visto em primeira mão o poder militar e industrial dos Estados Unidos, Kuribayashi se opôs à decisão do primeiro-ministro Hideki Tojo de atacar Pearl Harbor, dizendo: "Os Estados Unidos são o último país do mundo contra o qual o Japão deveria lutar". Eventualmente, foi decidido atribuir Kuribayashi à missão suicida de defender Iwo Jima para silenciar suas críticas à guerra.

Em 17 de março de 1945, o General enviou sua mensagem de despedida ao Quartel-General Imperial acompanhada de três tradicionais poemas de morte em forma de waka. Ambos foram, segundo a historiadora Kumiko Kakehashi, "um protesto sutil contra o comando militar que tão casualmente enviou homens para morrer".
Unable to complete this heavy task for our country

Arrows and bullets all spent, so sad we fall.

But unless I smite the enemy,

My body cannot rot in the field.

Yea, I shall be born again seven times

And grasp the sword in my hand.

When ugly weeds cover this island,

My sole thought shall be the Imperial Land.

## Guerras posteriores

### Guerra da Coreia
A Guerra da Coreia inspirou a poesia de guerra de Rolando Hinojosa, um poeta mexicano-americano de Mercedes, Texas, e William Wantling,  um poeta Beat que agora é conhecido por ter mentido sobre o fato de nunca ter servido em combate.
Em 28 de março de 1956, quando a BBC Escócia reproduziu uma gravação de um ceilidh em gaélico escocês por soldados do King's Own Cameron Highlanders durante a Guerra da Coreia, Dòmhnall Ruadh Chorùna, que serviu no mesmo regimento durante a Primeira Guerra Mundial, estava ouvindo. Posteriormente, compôs o poema Gillean Chorea ("Os meninos na Coreia"), no qual declarava que a gravação lhe devolveu a juventude.

### Guerra Fria
Em seu poema Òran an H-Bomb ("A Canção da Bomba H"), o poeta Dòmhnall Ruadh Chorùna comentou como, após um ataque às trincheiras alemãs durante a Primeira Guerra Mundial, os carregadores do caixão chegariam ao pôr do sol para coletar os feridos . Mas agora, por causa de armas como a bomba de hidrogénio, continuou ele, nada seria poupado, nem homens, nem animais, nem praias, nem topos de montanhas. Apenas uma ou duas dessas bombas seriam suficientes, disse ele, para destruir todas as ilhas de língua gaélica e tudo o que nelas há. Mas Dòmhnall exortou os seus ouvintes a confiarem que Jesus Cristo, "que morreu na cruz por amor à raça humana, nunca permitiria que uma destruição tão terrível caísse sobre aqueles cujos pecados Ele redimiu através do Seu sangue e das feridas das Suas mãos e lado".

### Guerra do Vietnã
A Guerra do Vietnã também produziu poetas de guerra, entre eles o poeta armênio - americano Michael Casey, cuja obra Obscenidades, escrita enquanto servia na província de Quảng Ngãi, no Vietnã do Sul, ganhou o prêmio Yale Younger Poets de 1972.
WD Ehrhart, um sargento do Corpo de Fuzileiros Navais que ganhou o Purple Heart na Batalha de Huế durante a Ofensiva do Tet, foi apelidado de "o reitor da poesia da Guerra do Vietnã".
No auge da Guerra do Vietnã, em 1967, o poeta americano Richard Wilbur compôs A Miltonic Sonnet for Mr. Johnson sobre sua recusa do retrato oficial de Peter Hurd. Num claro caso de “crítica de direita”, Wilbur compara o Presidente dos Estados Unidos, Lyndon Baines Johnson, a Thomas Jefferson e considera o primeiro muito deficiente. Comentando que Jefferson "teria chorado ao ver que as pequenas nações temem / A imposição de nossa marca de gado" e que, nas palavras de Jefferson, "nenhum sangue do exército foi derramado", Wilbur exorta o presidente Johnson a considerar seriamente como a história o julgará e sua administração.
Rob Jacques, um veterano da Marinha dos EUA da era do Vietnã, explorou a tensão entre o amor e a violência na guerra a partir da perspectiva de militares gays em sua coleção, War Poet, publicada pela Sibling Rivalry Press.
Yusef Komunyakaa, um poeta afro-americano de Bogalusa, Louisiana, serviu no Exército dos Estados Unidos durante a Guerra do Vietnã e desde então tem usado suas experiências como fonte para sua poesia. Komunyakaa disse que, ao retornar aos Estados Unidos, considerou a rejeição do povo americano aos veteranos do Vietnã tão dolorosa quanto o racismo que experimentou enquanto crescia no Sul dos Estados Unidos antes do Movimento dos Direitos Civis.
Outro poeta da Guerra do Vietnã é Bruce Weigl.
Caitlín Maude, poetisa, atriz e cantora sean-nós de Casla no Connemara Gaeltacht, compôs o poema Amhrán grá Vietnam ("canção de amor vietnamita"), que conta uma história de amor e esperança em meio às lutas e destruição causadas por ambos os lados.

### Guerra ao Terror

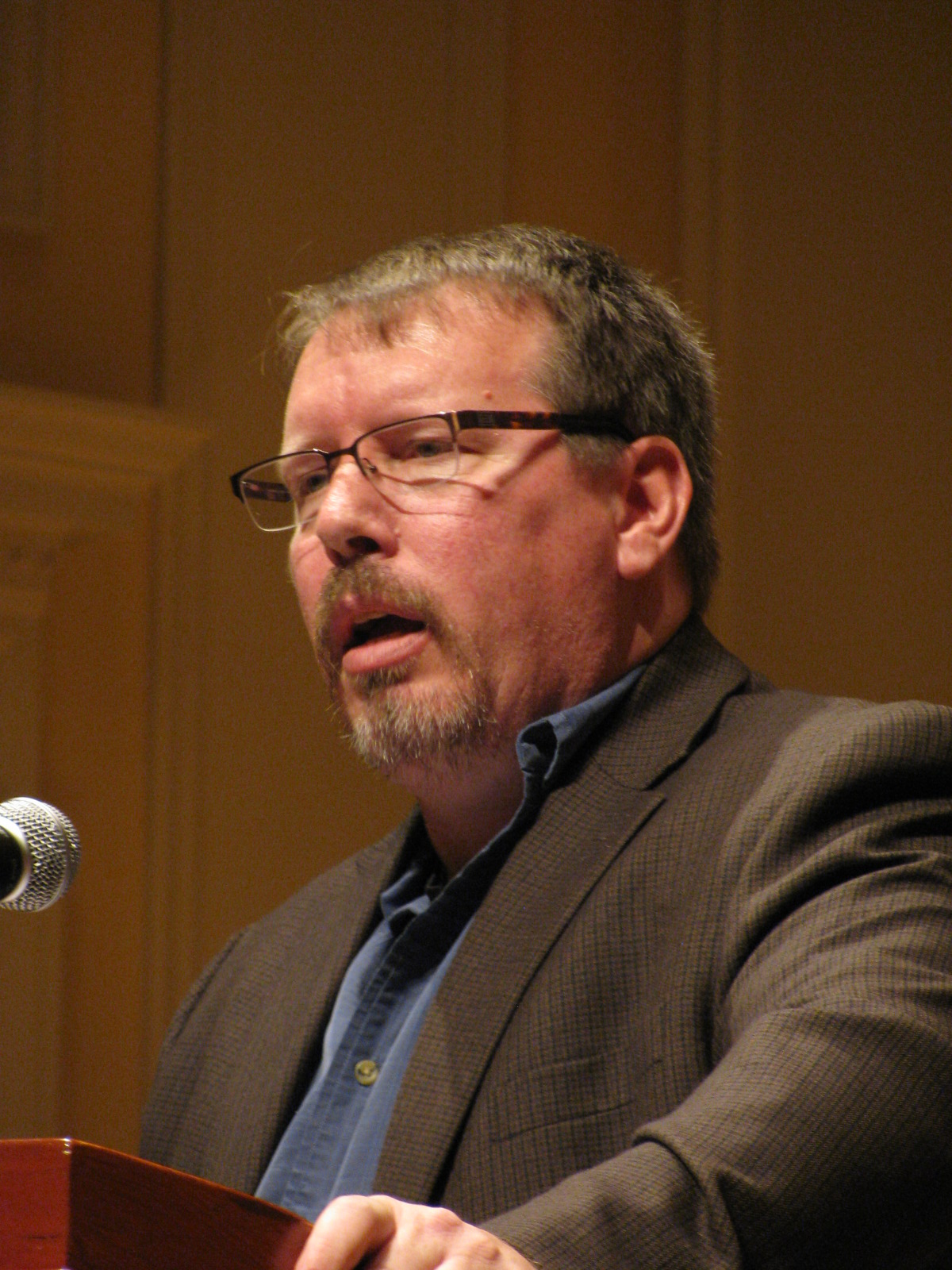
Brian Turner, poeta da guerra do Iraque.

Mais recentemente, a guerra do Iraque produziu poetas bélicos, incluindo Brian Turner, cuja colecção debut, Here, Bullet, está baseada na sua experiência como chefe de equipa de infantería com o 3rd Stryker Brigade Combat Team desde novembro de 2003 até novembro de 2004 no Iraque. O livro ganhou numerosos prêmios, incluindo o Beatrice Hawley Award de 2005, o Maine Literary Award in Poetry de 2006 e o Northern Califórnia Book Award in Poetry de 2006.   O livro também foi a eleição do editor no The New York Times e recebeu uma importante atenção da imprensa, incluindo críticas e avisos em NPR e em The New Yorker, The Global and Mail e Library Journal . Em The New Yorker, Dão-na Goodyear escreveu que: "Como poeta de guerra, [Brian Turner] esquiva a distinção clássica entre romance e ironía, optando no seu lugar pelo surrealista".

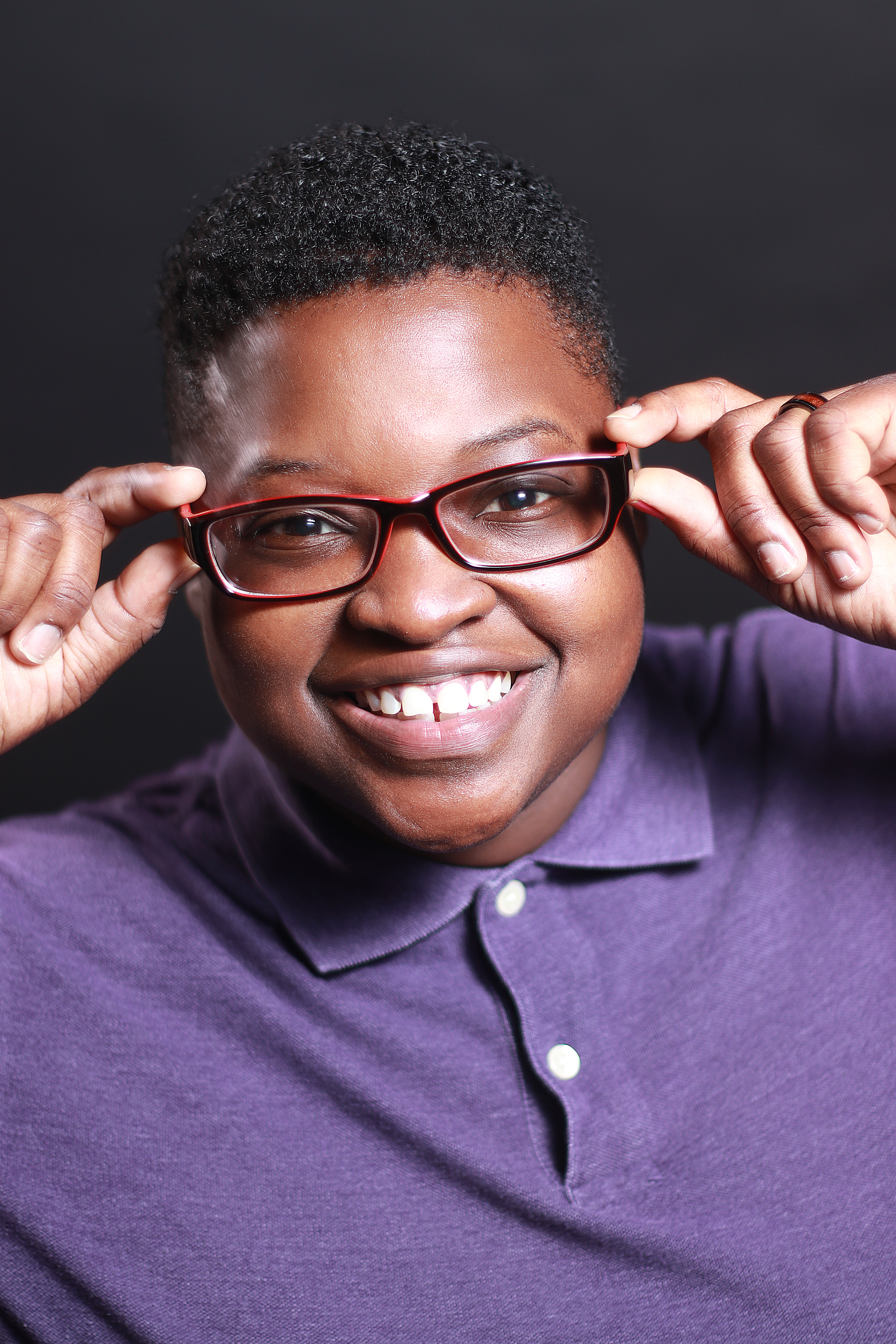
Poeta do telefonema Operação Liberdade Iraquiana, Erika Renee Land.

Erika Renee Land é unha poeta de guerra estadounidense do século XXI, 2021 MacDowell Fellow e autora, que serviu en Mosul, Iraq de 2005 a 2006. Ela publicou dúas coleccións de poesía que relatan as súas experiencias como técnica de farmacia mentres axudaba aos esforzos da Guerra contra o terrorismo. Tamén escribiu e representou unha obra de teatro dunha soa muller titulada PTSD and ME: A Journey told through poetry consistente nunha colección de monólogos poéticos e Speken word que deixa ao descuberto o horror e o humor da guerra.

## Na cultura popular

### Música
- A ópera Nikola Šubić Zrinski de 1876, do compositor croata Ivan Zajc, é baseada no poema épico Vazetje Sigeta grada de Brne Karnarutić, sobre a Batalha de Szigetvár.
- A ópera Príncipe Igor, de 1887, do compositor russo Alexander Borodin, é baseada no Conto da Campanha de Igor (Слово о пъркѹ Игоревѣ ).
- O Festival Folclórico Ceilidh de Edimburgo de 1951 trouxe pela primeira vez a música tradicional escocesa a um grande palco público. Durante o concerto, foram interpretados dois poemas de guerra gaélicos do levante jacobita de 1745[238]
- O compositor inglês Benjamin Britten incorporou oito poemas de guerra de Wilfred Owen no War Requiem, encomendado para a consagração da Catedral de Coventry em maio de 1962 .
- Julie Fowlis gravou em seu álbum de 2009 Uam, a canção mais famosa do poeta bretão da Primeira Guerra Mundial Yann-Ber Kalloc'h, Me 'zo Ganet kreiz ar e mor ("Nasci no meio do mar"). As letras foram traduzidas pela primeira vez do idioma bretão original para o gaélico escocês . No álbum Allt  de 2018, Fowlis interpreta o poema de guerra de Dòmhnall Ruadh Chorùna , Air an Somme ("A Canção do Somme") com Éamonn Doorley, Zoë Conway e John McIntyre.
- Em 2012, o compositor neozelandês Richard Oswin musicou o poema do poeta de guerra australiano Leon Gellert , The Last to Leave, como parte da obra coral Three Gallipoli Settings .
- O oratório Alan Seeger: Instrumento do Destino, do compositor americano Patrick Zimmerli, musica os poemas, cartas e anotações do diário do poeta de guerra americano Alan Seeger. O oratório foi apresentado pela primeira vez em 2017 na Catedral de São João, o Divino, na cidade de Nova York.

### No cinema
- O filme The Fighting 69th (1940) conta a história dos 'doughboys' irlandeses-americanos que serviram na guerra ; a poetisa Joyce Kilmer (Jeffrey Lynn) aparece. Também é mostrado na tela o enterro vivo de 21 'doughboys' por um bombardeio de artilharia alemã na Floresta Rouge-Bouquet, sobre a qual Kilmer escreveu seu poema de guerra mais famoso. Há outro filme de mesmo nome, Doughboys, dez anos anterior.
- No início do filme Memphis Belle, de 1990, dirigido por Michael Caton-Jones, o Sargento Daniel Daly (Eric Stoltz), um operador de rádio irlandês-americano da Força Aérea do Exército dos EUA durante a Segunda Guerra Mundial, recita para seus camaradas da tripulação do um B-17 Flying Fortress um poema de William Butler Yeats.[239]
- O filme biográfico anti-guerra em língua galesa de 1992, Hedd Wyn, retrata o poeta de guerra Ellis Humphrey Evans (Huw Garmon) como um herói trágico, com uma intensa aversão ao genticismo, ao ultranacionalismo, ao militarismo, à anglofilia e à germanofobia que o cercam. O filme também se concentra na busca de Evans pelo sonho de sua vida de ganhar a Cátedra Bardica no National Eisteddfod do País de Gales e em sua batalha de três anos contra a pressão esmagadora para "juntar-se" durante a Primeira Guerra Mundial. O impacto emocional do filme é aumentado quando a poesia de amor e a poesia de guerra de Hedd Wyn são apresentadas em voz off em momentos-chave do filme. Hedd Wyn ganhou o Royal Television Society Television Award de Melhor Drama Simples. Também se tornou o primeiro filme britânico a ser indicado para Melhor Filme Estrangeiro no Oscar.[240]
- O filme de 1995 do diretor Mel Gibson Coração Valente (Braveheart), uma cinebiografia do icônico líder nacionalista escocês Sir William Wallace, foi baseado, de acordo com seu roteirista, Randall Wallace, no poema épico do século XV de Blind Harry, The Wallace. No filme há diversas alusões a poemas de Robert Burns sobre as guerras de independência da Escócia.
- No filme dramático de 1995, Sr. Holland's Opus, dirigido por Stephen Herek, o professor de educação física e técnico de futebol Bill Meister (Jay Thomas) lê em voz alta In Flanders' Fields, do tenente-coronel John McCrae, durante o funeral militar de Lou Russ (Terrence Howard), um ex-aluno que foi morto servindo nos Marines na Guerra do Vietnã.
- O filme Regeneração, de 1997, concentra-se na institucionalização do poeta de guerra inglês Siegfried Sassoon (James Wilby) e do galês Wilfred Owen (Stuart Bunce) e seu tratamento pelo psiquiatra William Rivers (Jonathan Pryce) no Craiglockart War Hospital de Edimburgo durante a Segunda Guerra Mundial. O filme se concentra particularmente no personagem do Tenente Sassoon, que, após sua carta aberta exigindo uma paz negociada no The Times, é declarado louco e permanece confinado ao hospital até se voluntariar para retornar ao serviço ativo na Frente Ocidental.
- O filme Testament of Youth de 2014 conta a história dos amantes e poetas de guerra Vera Brittain (Alicia Vikander) e Roland Leighton (Kit Harrington). Como em Hedd Wyn, Roland Leighton é representado como um herói trágico e sua poesia de amor e poesia de guerra são recitadas em voz off em momentos-chave do filme.
- A peça de Joseph Pearce de 2017, Death Comes for the War Poets, tece "uma tapeçaria de versos" sobre as jornadas militares e espirituais de Siegfried Sassoon e Wilfred Owen[241]
- A cinebiografia Tolkien de 2019 se concentra na infância do romancista e poeta de fantasia JRR Tolkien (Nicholas Hoult), seu serviço no Exército Britânico durante a Primeira Guerra Mundial e sua estreita amizade com o colega poeta de guerra Geoffrey Bache Smith (Anthony Boyle). Pouco depois de Tolkien saber da morte de Smith na Batalha do Somme, a última carta do verdadeiro Geoffrey Smith para Tolkien é lida em voz alta na narração. O filme então mostra como Tolkien editou a poesia de seu amigo falecido para publicação e escreveu ele mesmo o prefácio.
- A cinebiografia Benediction de 2021, dirigida por Terence Davies, é estrelada por Jack Lowden e Peter Capaldi como o poeta de guerra Siegfried Sassoon em diferentes períodos de sua vida. No mesmo filme, Wilfred Owen é interpretado por Matthew Tennyson.

### Na televisão
- No especial de televisão do Peanuts de 1984, What Have We Learned, Charlie Brown?, In Flanders' Fields, do tenente-coronel John McCrae, é lido em voz alta em um cemitério da Primeira Guerra Mundial na França por Linus van Pelt (Jeremy Schoenberg).
- A sitcom da BBC de 1989, Blackadder Goes Forth, ambientada nas trincheiras da Frente Ocidental durante a Primeira Guerra Mundial, critica repetidamente o absurdo da "lama, morte, poesia sem fim" e, em particular, ataca o idealismo romântico encontrado nos poemas de guerra de Rupert Brooke.